# Galați
Pour les articles homonymes, voir Galați.
Galați (/ga'lat͡sʲ/) est une ville portuaire de Moldavie roumaine, sur la rive gauche du Danube, un peu en aval de Brăila. Chef-lieu du județ de Galați, d'une superficie de 246,4 km2, sa population était de 249 432 habitants en 2011 (Galatéens : en roumain : gălățeni) ce qui place la ville au septième rang parmi les villes de Roumanie. Iași (aussi appelé Jassy en français) et Galați (en Moldavie) sont les seules villes de Roumanie décorées de la Croix de guerre française et italienne, après la résistance héroïque des Roumains de la ville contre les bolcheviks et les puissances centrales, pendant la Première Guerre mondiale. Elle est située près de la triple frontière avec la Moldavie et l'Ukraine.

## Toponymie
Le Codex Latinus Parisinus de 1395 mentionne Caladda au coude du Danube, escale génoise où l'on pouvait tirer les navires à sec. Galata, quartier de Constantinople et autre ancienne escale génoise, a la même origine. Le monde universitaire roumain adhère en majorité à cette origine italienne remontant au XIVe siècle : caladda signifie en génois « cale d'accostage », or les Génois avaient à l'époque un grand nombre de comptoirs tout autour de la mer Noire et sur le cours du bas-Danube dont, en Roumanie actuelle, San-Giorgio et Licostomo près de Chilia Veche. La découverte du trésor de Barboși (quartier au sud de Galați, sur la rive gauche du Siret), composé de 3 700 pièces d'argent portant les inscriptions grecques Gallati et Kallatiasy, ferait pencher la balance vers la théorie soutenue par Vasile Pârvan et Carl Patsch, qui est à la base du nom de la province romaine de Galatie en Asie Mineure. La ville de Galaţi est également connue sous le nom de Kalas en turc, Γκαλάτσι en grec et גאלאץ en hébreu.

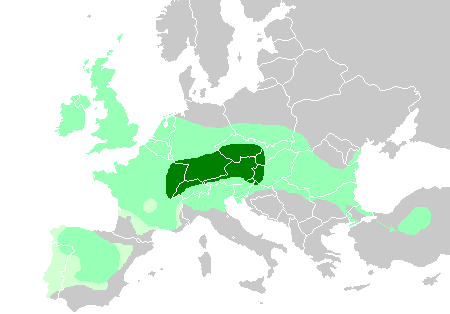
Répartition diachronique des peuples celtes :
Berceau du Hallstatt, au VIe siècle av. J.-C.
Expansion celtique à son apogée, en -275

Mais les adeptes du protochronisme (courant pseudohistorique devenu très influent en Roumanie sous le régime de Nicolae Ceaușescu) relient le nom de Galați, même s'il n'apparaît pas avant le XIVe siècle, à la « racine celtique et indo-européenne [gall-] pour « étranger » (cf. Gaulois - définition, Gallois, Galates, Galatie, Galicie - définition, Galice - définition, Gallus - définition) » et en font une dérivation de Galates (nom grec des Gaulois, peuple celte), au motif que cette zone, habitée dans l'Antiquité par des Thraces septentrionaux (les Daces), a aussi vu passer des Celtes. Si les historiens antiques tels Hérodote mentionnent en effet des Celtes dans les Balkans et migrant vers l'Anatolie au IVe siècle av. J.-C. pour y fonder la Galatie, les protochronistes roumains, pour leur part, font remonter le toponyme de Galaţi vers 2300 av. J.-C., arguant que c'est au contraire d'Anatolie vers les Alpes que les Proto-Celtes auraient alors migré, pour développer en Europe la culture de Hallstatt. Ils relient aussi le nom de Galaţi à la Table de Peutinger de 1265 (carte où, outre la Galatie au centre de l'Anatolie, figure aussi une Tanasie-Galatie au nord de la Mer Noire) et affirment que les Celtes de Galatie seraient le peuple évoqué dans la Bible dans l'Épître aux Galates. Et selon eux, des études de généalogie avec des outils modernes de génétique moléculaire viendraient étayer leur thèse.
Enfin, d'autres hypothèses font appel à des étymologies slaves ou coumanes (polovtsiennes). Selon l'une, les habitants de la Galicie, ukrainiens originaires des régions montagneuses de Carpates, auraient laissé leur nom à la ville au XIIIe siècle, lorsque la Principauté de Galicie-Volhynie étendit en Moldavie sa zone d'influence commerciale et politique. C'est la thèse qui a la faveur des milieux historiques russes et ukrainiens. Les Serbes, eux aussi, revendiquent galac comme origine du nom de la ville. Selon l'autre, le nom de la ville dériverait du couman galat, qui apparaît, également depuis le XIIIe siècle, dans d'autres toponymes des environs, par exemple Gălățui, lac dont le suffixe est couman (le suffixe ui signifie « eau »).

## Géographie

### Topographie
Galați est situé dans le sud-est de la Roumanie. Ses coordonnées sont 45° 25′ 24″ N, 28° 02′ 33″ E et sa superficie est de 246,4 km2. La ville la plus proche est Brăila, 15 km au sud. Galați est construit sur trois terrasses géologiques. L'une se trouve sous le quartier « Valea Orașului », avec des altitudes comprises entre 5 et 7 m. Les deux autres, en forme d'éventail, ont des élévations de 20–25 m (le site de la vieille ville, aujourd'hui le centre-ville) et 40 m (le site de la ville moderne) respectivement.

### Hydrographie
Galați se trouve dans la partie sud du plateau moldave sur la rive gauche (ouest) du Danube, à la jonction du Siret (ouest) et du Prut (à l'est), près du lac Brateș. Elle est à 80 km de la Mer Noire. Le Danube est considéré comme le « sang vital » qui irrigue Galaţi. Le Danube est le deuxième plus long fleuve d'Europe (2 850 km), avec un débit moyen de 6 199 m3/s dans le tronçon Galați. Après que la rivière Siret (le plus grand affluent du Danube en Roumanie) rejoigne le Danube, le débit est de 210 m3. Après que le Prut ait rejoint le Danube, le débit devient 86 m3/s. Les débits du Danube ont des variations saisonnières importantes. Les débits maximaux se produisent en mai; 18 000–19 000 m3/s. Les débits minimaux se produisent pendant l'été ; 2 000–2 450 m3/s.
Compte tenu de la profondeur et la largeur du Danube, Galaţi accueille des navires maritimes. Le sous-sol de la ville est formé par un substratum hercynien, qui contorsionne le Danube et son affluent le Siret au sud; le lac Cătușa et les étangs Mălina s'étendant à l'ouest, le lac Brateș au nord-est et la rivière Prut à l'est. Cette grande confluence d'eaux a créé une zone inondable (au printemps, à la suite du dégel) faite d'alluvions, qui a cependant été bâtie (partie basse de la ville).
Bénéficiant de sa situation sur le cours du Danube maritime, avec ses chantiers navals et ses usines sidérurgiques et mécaniques, Galați est l'un des principaux centres industriels de Roumanie. La ville est proche des frontières de la Moldavie et de l'Ukraine. Les villes les plus voisines, situées à 15 kilomètres, sont deux autres ports danubiens: en amont et au sud-ouest Brăila, en aval et à l'est (en Ukraine) Reni (dont la moitié de la population reste roumanophone, l'autre moitié étant constituée de colons slaves).

### Climat
Selon la classification climatique de Köppen, Galați relève soit d'un climat continental humide d'été chaud (Dfa) si l'isotherme 0 °C est utilisée, soit d'un climat subtropical humide (Cfa) si l'isotherme −3 °C est utilisée. Galați connaît quatre saisons distinctes. Les étés sont très chauds avec des températures dépassant parfois 35 °C tandis que les hivers sont froids et secs avec des températures nocturnes descendant parfois en dessous de −10 °C. Les précipitations mensuelles moyennes varient d'environ 24 à 66,3 mm en juin.
| Mois                                  | jan.       | fév.       | mars       | avril     | mai       | juin      | jui.      | août     | sep.      | oct.      | nov.       | déc.       | année             |
| ------------------------------------- | ---------- | ---------- | ---------- | --------- | --------- | --------- | --------- | -------- | --------- | --------- | ---------- | ---------- | ----------------- |
| Température minimale moyenne (°C)     | −5,3       | −3,5       | 0,2        | 6         | 11,2      | 14,6      | 16,2      | 15,8     | 12        | 6,6       | 2,1        | −2,4       | 6,1               |
| Température moyenne (°C)              | −2,6       | −0,9       | 4          | 10,8      | 16,5      | 20,4      | 22,5      | 21,9     | 17,3      | 11,3      | 5,2        | 0,1        | 10,5              |
| Température maximale moyenne (°C)     | 1,1        | 3          | 8,9        | 16,6      | 22,3      | 25,9      | 27,9      | 27,5     | 23,5      | 16,9      | 9,4        | 3,4        | 15,5              |
| Record de froid (°C) date du record   | −26,5 1929 | −28,6 1929 | −17,2 1985 | −5,2 1904 | −0,1 1935 | 3,8 1973  | 7,3 1976  | 6,2 1980 | −1,5 1977 | −6,8 1973 | −17,4 1933 | −20,7 1996 | −28,6 10 fev 1929 |
| Record de chaleur (°C) date du record | 17,3 1993  | 22,4 1990  | 27,8 1952  | 31,8 1998 | 36,2 1950 | 35,8 1908 | 40,2 2000 | 39 1904  | 35,7 1968 | 33,5 1952 | 25,6 1926  | 20 1947    | 40,5 05 jul 2000  |
| Ensoleillement (h)                    | 77         | 87,2       | 142        | 193,7     | 255       | 286,9     | 306,3     | 296,9    | 233,7     | 187,1     | 86         | 64,7       | 2 216,5           |
| Précipitations (mm)                   | 30         | 26         | 24         | 38,1      | 50,5      | 66,3      | 47,9      | 40,3     | 39,5      | 34,4      | 34,3       | 32,6       | 477               |
| dont neige (cm)                       | 9          | 7,9        | 6,4        | 0         | 0         | 0         | 0         | 0        | 0         | 0         | 10,4       | 7          | 40,7              |
| Nombre de jours avec précipitations   | 5          | 6          | 5          | 6         | 7         | 8         | 6         | 5        | 4         | 4         | 5          | 5          | 66                |
| Humidité relative (%)                 | 50         | 48         | 35         | 28        | 29        | 32        | 31        | 31       | 31        | 35        | 42         | 50         | 36,8              |
| Nombre de jours avec grêle            | 0          | 0          | 0          | 0,1       | 0,1       | 0,2       | 0,3       | 0,1      | 0,1       | 0         | 0          | 0          | 0,9               |
| Nombre de jours d'orage               | 1,8        | 1,8        | 2,3        | 1,9       | 0,6       | 1         | 1         | 0,7      | 0,7       | 0,8       | 1,2        | 1,3        | 15,1              |
| Nombre de jours avec brouillard       | 10         | 8          | 6          | 2         | 1         | 1         | 0         | 1        | 2         | 5         | 10         | 11         | 57                |

| Diagramme climatique                                  |         |          |           |              |              |              |              |            |             |            |             |
| J                                                     | F       | M        | A         | M            | J            | J            | A            | S          | O           | N          | D           |
| 1,1−5,330                                             | 3−3,526 | 8,90,224 | 16,6638,1 | 22,311,250,5 | 25,914,666,3 | 27,916,247,9 | 27,515,840,3 | 23,51239,5 | 16,96,634,4 | 9,42,134,3 | 3,4−2,432,6 |
| Moyennes : • Temp. maxi et mini °C • Précipitation mm |         |          |           |              |              |              |              |            |             |            |             |

## Histoire

### Origines anciennes

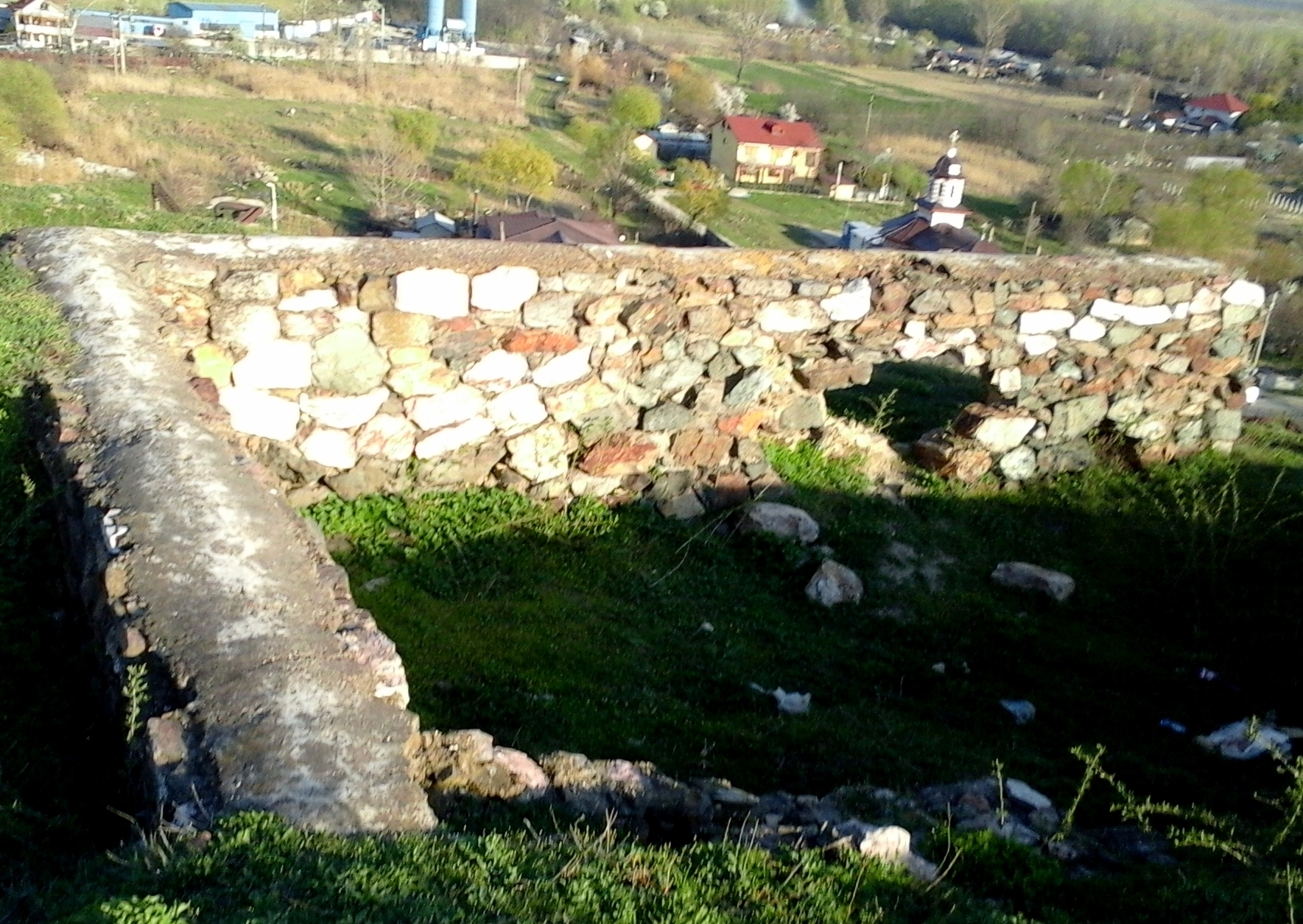
Le camp romain (castrum) de Barbosi

Le lieu a été habité depuis l'époque néolithique. Au nord-ouest de la ville, dans les marécages de Malina, des fragments de céramique de type Stoicani-Aldeni, des silex et des outils divers ont été trouvés. La ville s'est développée sur la base d'une antique position dace, existant vers le VIe ou Ve siècle av. J.-C. Une fois la période de guerre entre Romains et Daces, en 101-102 et 105-106 apr. J.-C. terminée, elle va connaître l'influence de la civilisation romaine, devenant probablement dépendante du camp romain (castrum) de Barboși. La nouvelle cité daco-romaine formée sur la rive du Danube, fut localisée au IIIe siècle au sud de l'emplacement actuel de l'église Precista.

### Période médiévale
La localité a été habitée continuellement jusqu'au VIe siècle. Un groupe de 12 monnaies en argent éditées entre 613 et 685, a été trouvé dans une tombe byzantine, près de l'église Precista. D'autres monnaies datant de l'époque de l'empereur Michel IV (1034-1041) ont été également trouvées. Au XIVe siècle, la ville fait partie des comptoirs génois et le nom mentionné est Caladda. Ces découvertes historiques prouvent que le site de Galati remonte à la période précédant la fondation de l'État moldave. Autour de 1445, un document signé par Étienne II de Moldavie mentionne Galaţi (c'est la première mention documentaire de la ville de Galaţi, qui à l'époque était une foire) qui est alors l'un des cinq ports moldaves: Galaţi, Reni, Chilia sur le Danube, et Cetatea Albă sur l'estuaire du Nistru. En 1484 les trois derniers furent conquis par l'Empire ottoman et Galaţi resta le seul port de la Moldavie, non seulement pour les échanges internes des principautés danubiennes, mais aussi pour les échanges entre la Turquie et la Pologne.

### Époque moderne

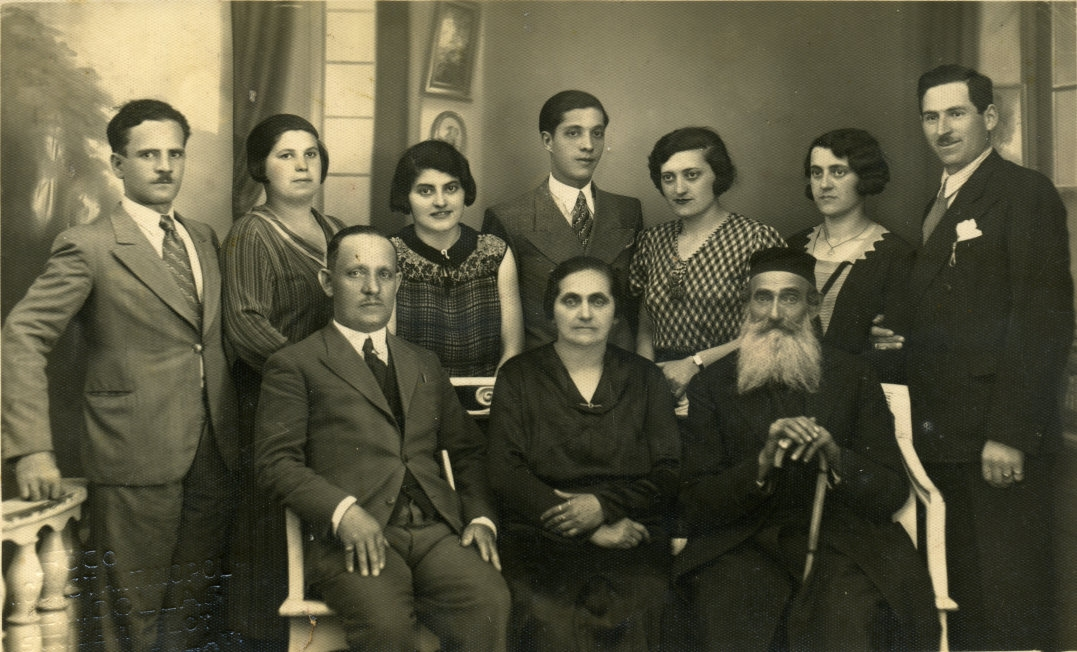
Famille juive de Galati, l'entre-deux-guerres

En 1590, un cimetière est établi au nord de la ville pour la population juive de la cité, alors importante. La ville prospère et dès lors, attire les convoitises, notamment des Tatars, établis dans la contrée voisine du Bougeac, moldave jusqu'en 1484 mais ottomane depuis, et des diverses armées en campagne.

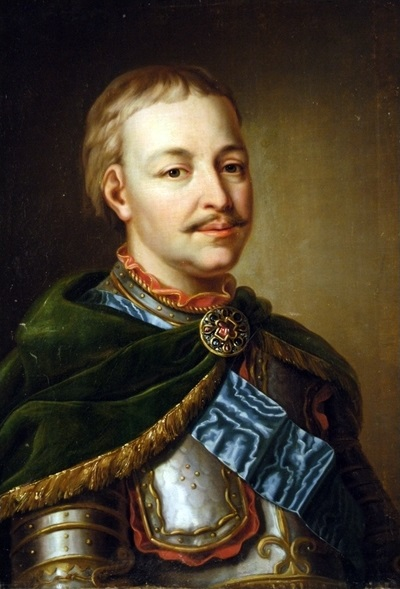
Ivan Mazepa.

Le héros populaire ukrainien Ivan Stepanovitch Mazepa, né en 1644 en Podolie et commandant en chef des armées Hetman en 1687, mourut en 1709 à Varna et fut inhumé en l'église Saint-Georges de Galaţi,, en lieu et place de Jérusalem où sa famille aurait voulu l'enterrer. Une inscription du 1er avril 1664 montre un aigle avec une tête, indiquant le rang princier de Mazepa et ses liens avec la Pologne. Mais l'église Saint-Georges a été saccagée depuis, lors des nombreux raids de Tatars. Actuellement, deux quartiers de la ville, Mazepa 1 et Mazepa 2 portent le nom de ce commandant.
En 1710 encore, les Tatars vandalisent Galaţi après la bataille de Stănilești. Malgré ces temps difficiles, le commerce et la navigation se développent de telle sorte que la Russie établit, en 1775, le premier consulat local, la France et l'Angleterre organisent des vice-consulats en 1805. En 1850, les États-Unis ouvrent un vice-consulat, élevé au rang de consulat en 1858, par la décision du président américain James Buchanan de nommer un consul à Galaţi. Tout cela a été rendu possible par le traité d'Andrinople (1829), qui a ouvert les détroits des Dardanelles et du Bosphore à tous les navires marchands, libéralisant ainsi le commerce des céréales, des animaux vivants et du bois. En 1789, pendant la guerre austro-turque, Galaţi est complètement brûlée par le général russe Mikhaïl Kamenski.

### XIXesiècle

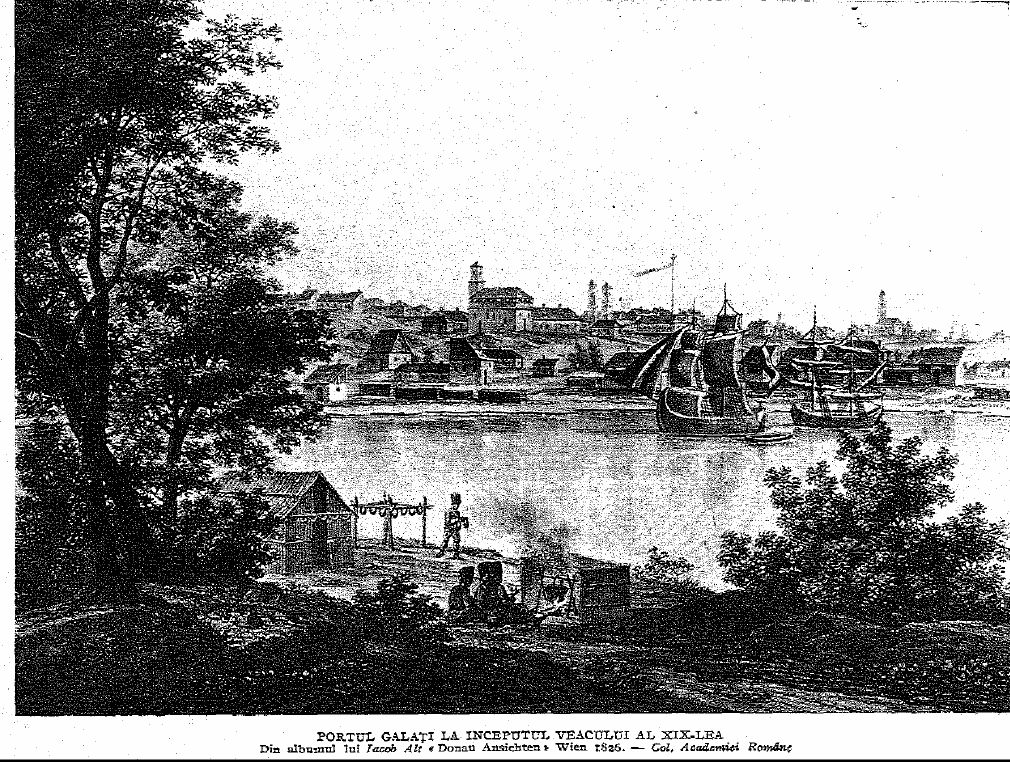
Galatzi 1826

En 1821, Galați fut l'une des bases de la Filikí Etería, et c'est ici que se fit la jonction entre les révolutionnaires grecs d'Alexandre Ypsilanti et les pandoures moldaves et valaques de Preda Drugănescu, qui, ensemble, rejetèrent dans le Danube la petite garnison ottomane qui dut s'embarquer en catastrophe, et pillèrent les biens des marchands ottomans (pour la plupart Arméniens, Arvanites, Phanariotes, Romaniotes, Avdétis et Séfarades). La même année, les Turcs vengèrent l'affront en pillant à leur tour le port et la ville…
En 1837, Galați acquit le statut de port franc et après la guerre de Crimée de 1853-1856, elle devint, avec Sulina, le siège de la Commission européenne du Danube. Avant l'Union des Principautés roumaines en 1859, la ville était gouvernée par le burgrave Alexandre Jean Cuza, élu plus tard Domnitor de la Moldavie et de la Valachie.
Après l'Union des Principautés, le développement de la ville s'accélère. De nouvelles écoles primaires ont été créées, le 26 octobre 1864, l'école supérieure de commerce Alexandre Jean I a été ouverte et en 1867, l'un des plus anciens établissements d'enseignement secondaire du pays, le lycée Vasile Alecsandri, a été créé. De quelques usines en 1870, il y en avait 41 en 1908.

« Dans le processus de naissance de la Roumanie moderne, il faut distinguer deux grands courants: l'un bruyant mais superficiel, celui des idées libérales qui quittent Paris pour Bucarest et Iași; une autre silencieuse mais profonde, qui quitte Londres pour Galati et Brăila: c'est le courant de l'économie capitaliste anglaise. »

— Ștefan Zeletin, Burghezia română
L'activité commerciale ne cesse de se développer, basée sur l'exportation massive de céréales et de bois, avec l'implication des représentants des 16 consulats étrangers dans la ville.

« Le port de Galați est devenu l'entrepreneur général des céréales que la Moldavie exporte sur le Danube et la mer Noire vers l'Angleterre, la France et l'Italie. »

— Adolphe d'Avril, délégué permanent de la France à la Commission européenne du Danube, le 8 avril 1870,

### XXesiècle

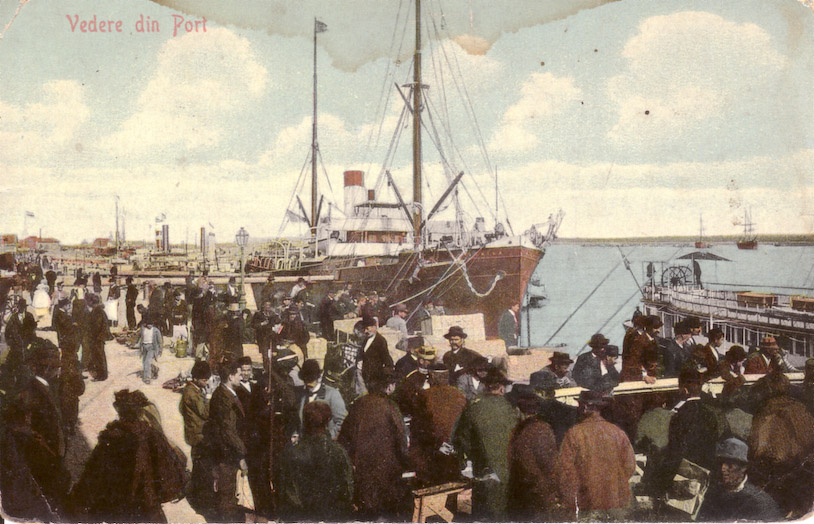
Le port de Galaţi en 1909.

En 1907, à la suite d'une sécheresse prolongée et à cause du système agricole de type latifundiaire qui sera aboli en 1921, il y eut une révolte paysanne en Roumanie : les insurgés entrèrent dans Galaţi pour y vider les entrepôts, l'armée intervînt et tira dans le tas, il y eut des centaines de morts. Cet épisode est interprété différemment selon les historiens : pour les nationalistes, c'est une révolte roumaine contre l'oppression étrangère (le port et les grands domaines étaient administrés par des gestionnaires en majorité grecs, arméniens et juifs); pour les marxistes, il s'agit d'une révolte prolétarienne contre les exploiteurs; pour les Juifs, il s'agit d'un pogrom. Chacun a, bien sûr, sa part de vérité.
En 1914, au déclenchement de la Première Guerre mondiale, la Roumanie déclare dans un premier temps sa neutralité, le Conseil de la Couronne décide néanmoins, les 14/27 août 1916, de déclencher la « guerre d'intégration de la Roumanie », décidant d'entrer en guerre aux côtés les forces de l'Entente. Les habitants de la ville, pris sous les bombardements de l'artillerie allemande depuis les collines de Dobroudja, ont fourni un abri à des milliers de réfugiés fuyant les armées allemandes envahissantes. Les troupes russes bolcheviques, qui ont attaqué la ville les 7 et 8 janvier 1918, sont dispersées.

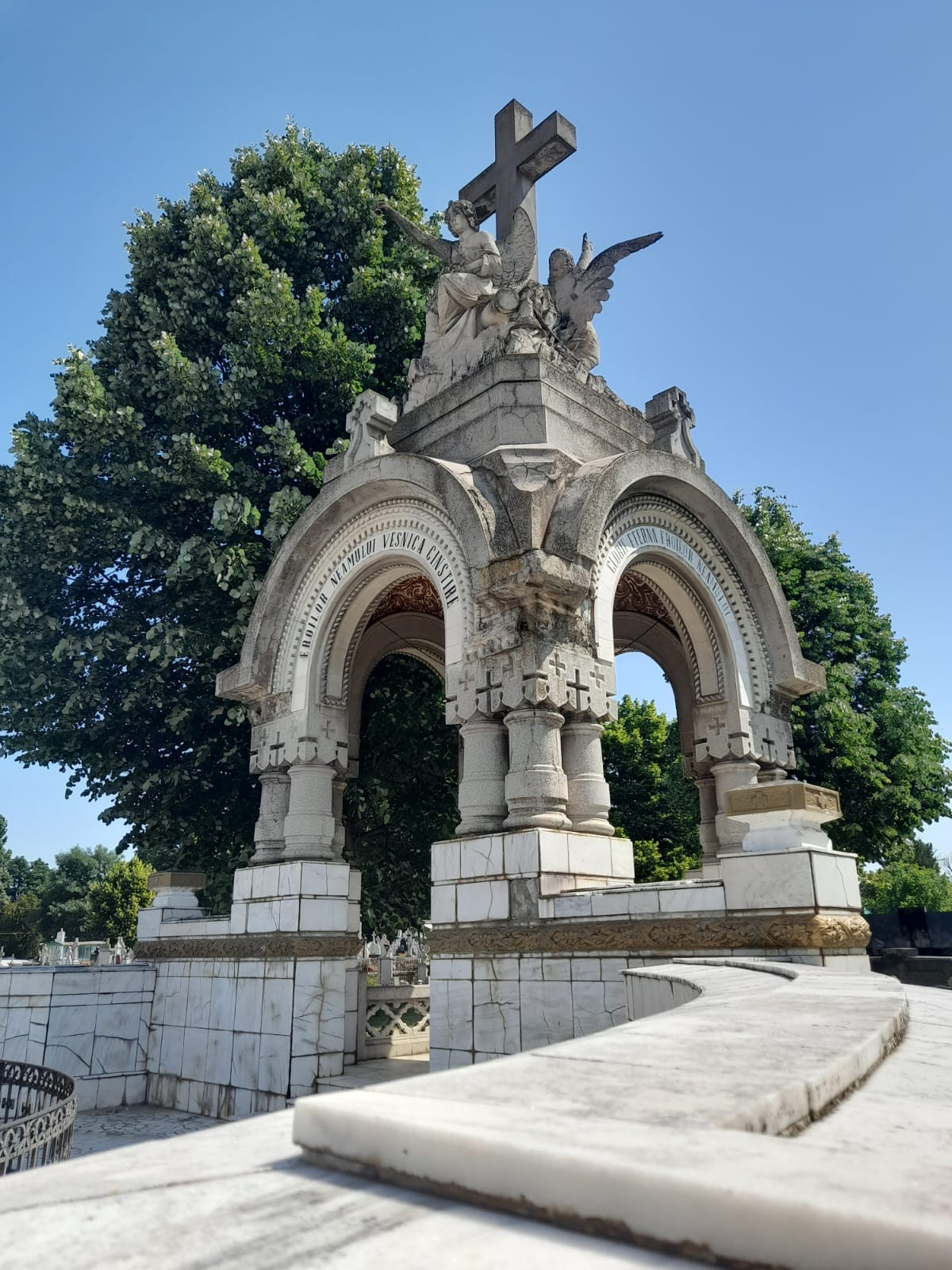
Monument aux héros de la Première Guerre mondiale

Entre les deux guerres mondiales, pendant la période de démocratie parlementaire, Galaţi fut le siège de la Commission européenne du Danube, au statut de port franc, et la ville connut alors un développement rapide. La fin de la période de l'entre-deux-guerres vit l'installation de régimes autoritaires carliste, légionnaire puis dictatorial sous la férule du maréchal  Antonescu.
L'essor de Galaţi fut interrompu avec le déclenchement de la Seconde Guerre mondiale. Dès le début de l'opération Barbarossa en juin 1941, les Soviétiques détruisirent une grande partie du 11e régiment d'infanterie Siret de Galati, mais surtout vers la fin, lorsque les Anglo-Américains détruisirent, par le raid aérien du 6 juin 1944, une partie de l'aéroport militaire, l'église Sf. Vineri et les maisons situées dans le sens du vol des avions. Mais la plus grande catastrophe a été causée par l'aviation allemande dans la nuit du 24 août 1944 et les troupes quittant la ville à la hâte, qui ont détruit les rues principales de la ville avec des mines le lendemain. Les Allemands firent également sauter la Pension Notre Dame de Sion, aujourd'hui la Faculté de Génie Mécanique de l'Université Dunărea de Jos. Cela a été suivi par l'entrée des troupes soviétiques, leur occupation et l'établissement du régime communiste totalitaire, apportant les mesures restrictives bien connues, qui ont nivelé la culture et le peuple, les personnalités locales authentiques, de grande valeur intellectuelle, étant contraintes quitter Galati ou se réfugier dans l'anonymat.
Dans les années 1970, le dictateur communiste, Nicolae Ceaușescu, fit démolir l'ancien centre-ville (monuments historiques inclus) au profit de barres d'immeubles édifiées sous l'égide de l'architecte Cezar Lăzărescu mais réalisées à la hâte (avec des adductions d'eau et de gaz, des ascenseurs et le chauffage défectueux, et des fenêtres mal isolées), pour loger les 50 000 ouvriers de le plus grand complexe industriel de Roumanie implanté à l'ouest de la ville.

## Population et société

### Démographie
Selon les données du recensement du logement et de la population de 2021, la ville comptait 217 851 habitants. Comparée à l'année 2011, la population de la ville a diminué de d'environ 32 000 personnes (12,7 %). Actuellement, Galaţi se classe au 8e rang du classement national, après Bucarest, Cluj-Napoca, IaşI, Constanţa, Timişoara, Braşov et Craiova.
- 1831: || 8 605 habitants
- 1842: |||| 25 000 habitants
- 1850: ||||||| 52 765 habitants
- 1900: |||||||| 62 678 habitants
- 1912: ||||||||| 71 641 habitants
- 1930: |||||||||||||| 100 611 habitants
- 1941: |||||||||||| 91 765 habitants
- 1948: |||||||||| 80 411 habitants
- 1956: ||||||||||||| 95 646 habitants
- 1966: ||||||||||||||||||| 151 415 habitants
- 1977: |||||||||||||||||||||||||||||| 238 292 habitants
- 1992: ||||||||||||||||||||||||||||||||||||| 326 141 habitants
- 2002: ||||||||||||||||||||||||||||||||||| 298 861 habitants
- 2011: |||||||||||||||||||||||||||||||| 249 732 habitants
- 2021: |||||||||||||||||||||||||||| 217 851 habitants.

### Ethnies
Religion
- Roumains: 226 477 (90,80 %)
- Roms: 1 603 (0,64 %)
- Russes: 175 (0,07 %)
- Grecs: 152 (0,06 %)
- Hongrois: 114 (0,05 %)
- Turcs: 70 (0,03 %)
- Allemands: 52 (0,02 %)
- Juifs: 50 (0,02 %)
- Italiens: 49 (0,02 %)
- Ukrainiens: 40 (0,02 %)
- Arméniens: 29 (0.01%)
- Une autre ethnie: 418 (0.17%)
- Information non disponible: 20 203 (8.10%)

En 2011, 90,80 % de la population de la ville s'identifie comme roumain, 0,64 % comme roms, alors que pour 8,10 % de la population cette information n'est pas disponible.
À l'époque moderne, la ville de Galați était une ville multiethnique, attirant une multitude d'étrangers qui s'y sont installés, dont beaucoup de façon permanente. Francesco Mathieu, le consul sarde à Galați, a écrit en 1847 que la plupart des marchands de la ville étaient des Autrichiens, des Grecs, des Sardes:182. Selon les données du recensement de 1832, il y avait à Galaţi: 150 sujets britanniques, principalement des Grecs, des Autrichiens - 200, des Français - 119, des Italiens - 21, des Russes - 50 et des Prussiens - 10. En 1859-1860, le județ de Covurlui occupait la première place en Moldavie en termes de nombre de familles étrangères, 1 354 au total. Parmi ceux-ci, 626 étaient grecs, 392 - autrichiens, 186 - prussiens, 147 - anglais, 109 - italiens, 55 - russes, 34 - français, 10 - sardes.

#### La communauté arménienne

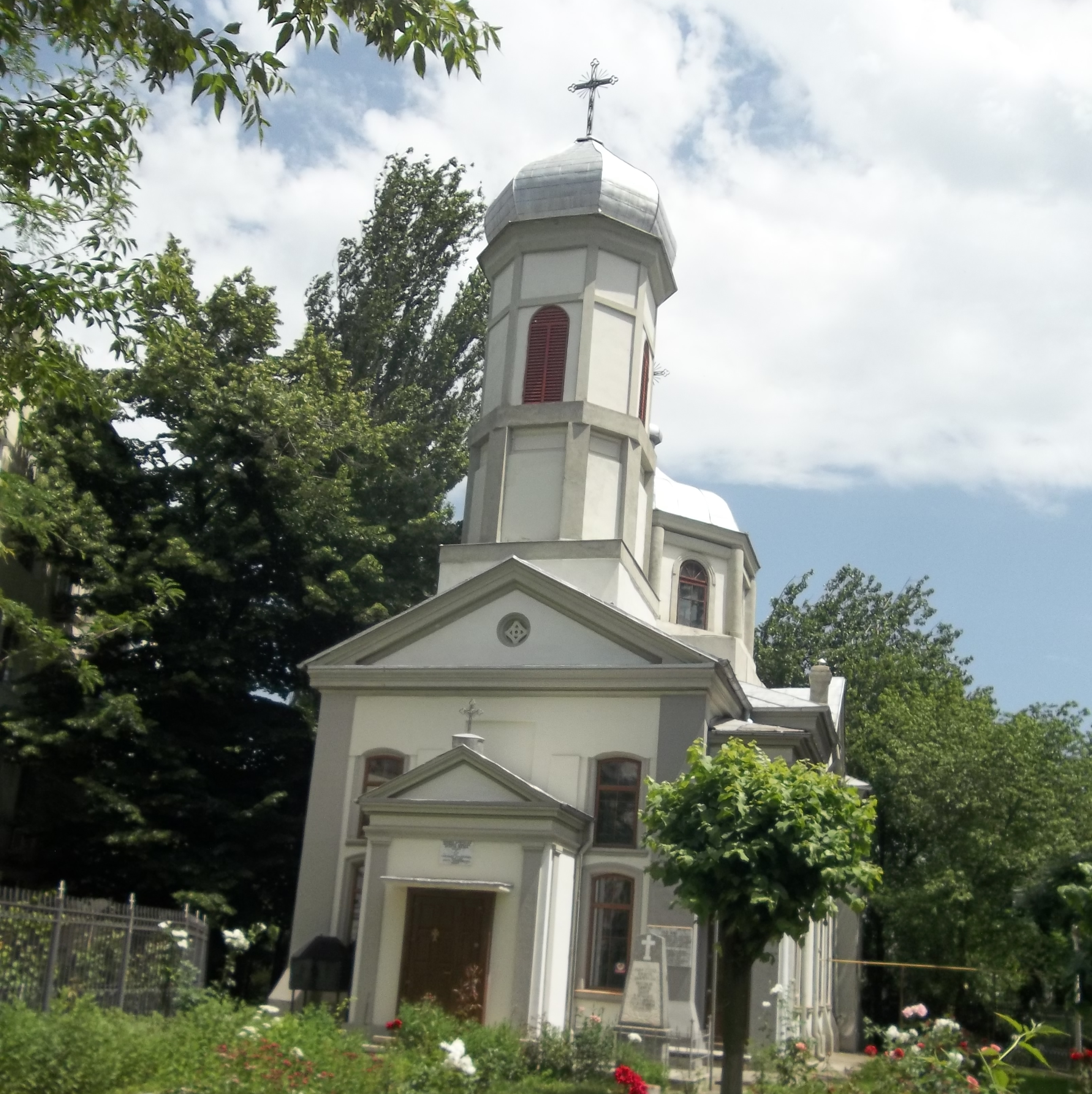
Église arménienne « Sainte-Marie » de Galați.

Les premiers Arméniens se sont installés dans le port de Galați au XVe siècle. Au fil du temps, leur nombre a augmenté, étant connus comme de bons commerçants et des artisans renommés dans le traitement des bijoux. À tout moment, les Arméniens des pays roumains ont eu la liberté de pratiquer leur religion. « Les églises arméniennes ne sont ni plus petites ni moins ornées que les églises orthodoxes, et ils (les Arméniens) sont libres de pratiquer leur culte ».
Le voïvode Alexandre Ier le Bon (1400-1430) amène les premières familles arméniennes dans le pays en 1418, qu'il installe dans sept foires de Moldavie, dont Galaţi. La première attestation d'une église arménienne à Galaţi a été faite par le missionnaire catholique Maria Luigi Bidu, en 1669, sans entrer dans les détails à ce sujet, disant seulement qu'une église arménienne à Galaţi était dirigée par l'évêque arménien Sahag. Actuellement, à Galaţi, il y a encore une soixantaine de familles arméniennes qui vivent en bons termes avec les habitants de Galaţi. Souvent, seul le nom les différencie des Roumains de souche.

#### La communauté turque

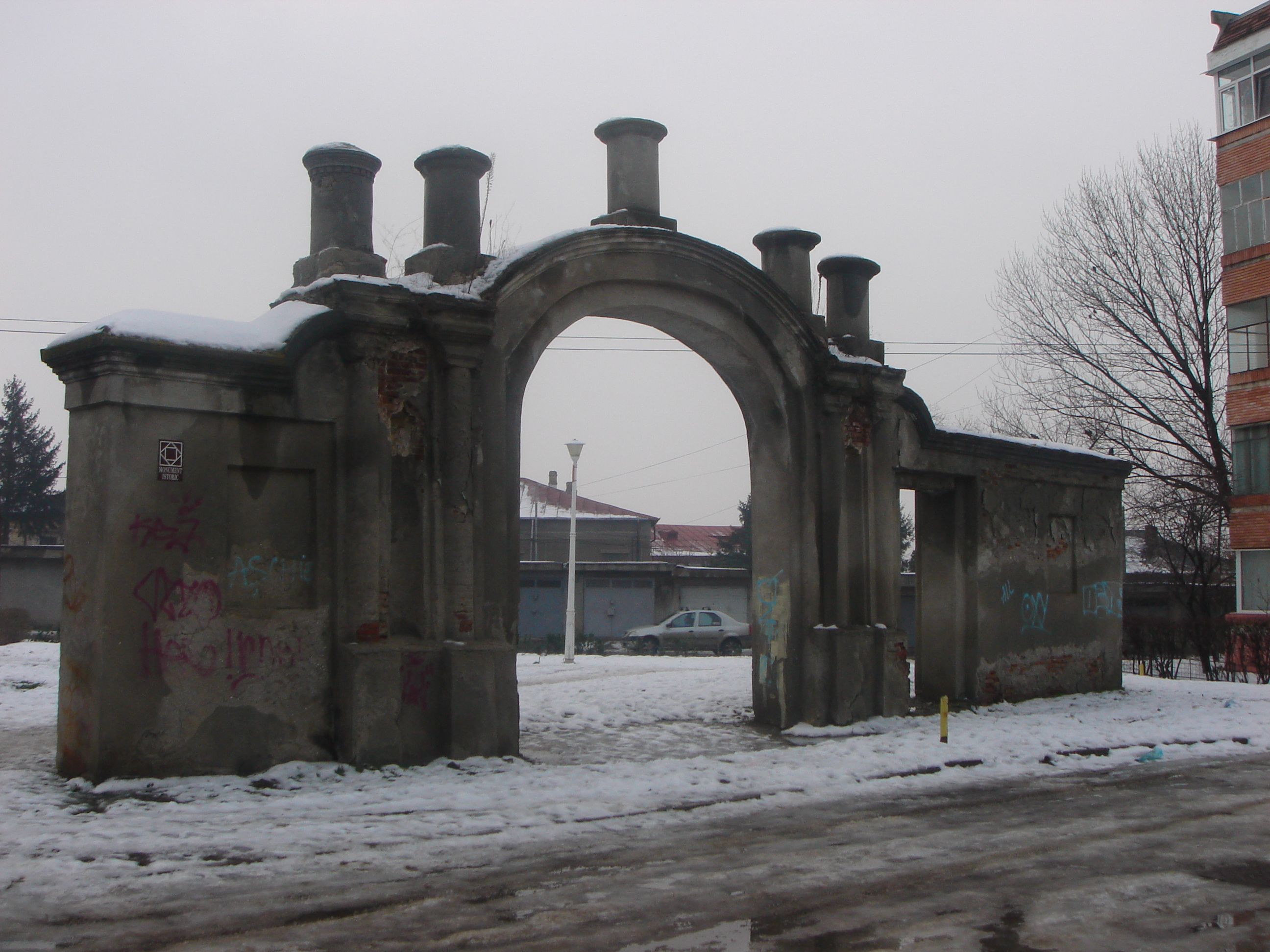
Porte ottomane de Galați (monument historique).

Dans le passé, la communauté turque de Galați était assez nombreuse, mais aujourd'hui il n'y a que quelques descendants des Turcs qui se sont installés autour du Danube, la plupart de ceux qui composent actuellement la communauté turque de Galaţi sont venus après la révolution, beaucoup d'entre eux étant des hommes d'affaires, marié à des Roumaines et qui soutient des projets culturels et des traditions turques. Selon Gulten Abdula, président de la branche locale de l'Union démocratique turque en Roumanie, environ 147 personnes sont restées dans la communauté turque de Galati. En outre, la branche de Galati de l'Union démocratique turque en Roumanie est la seule branche qui publie le magazine culturel Tuna Mek Tuplari (« Lettres du bord du Danube »), un magazine à diffusion internationale, dont le président est le prof. Refik Turan, de l'Université Gazi d'Ankara.

#### La communauté grecque

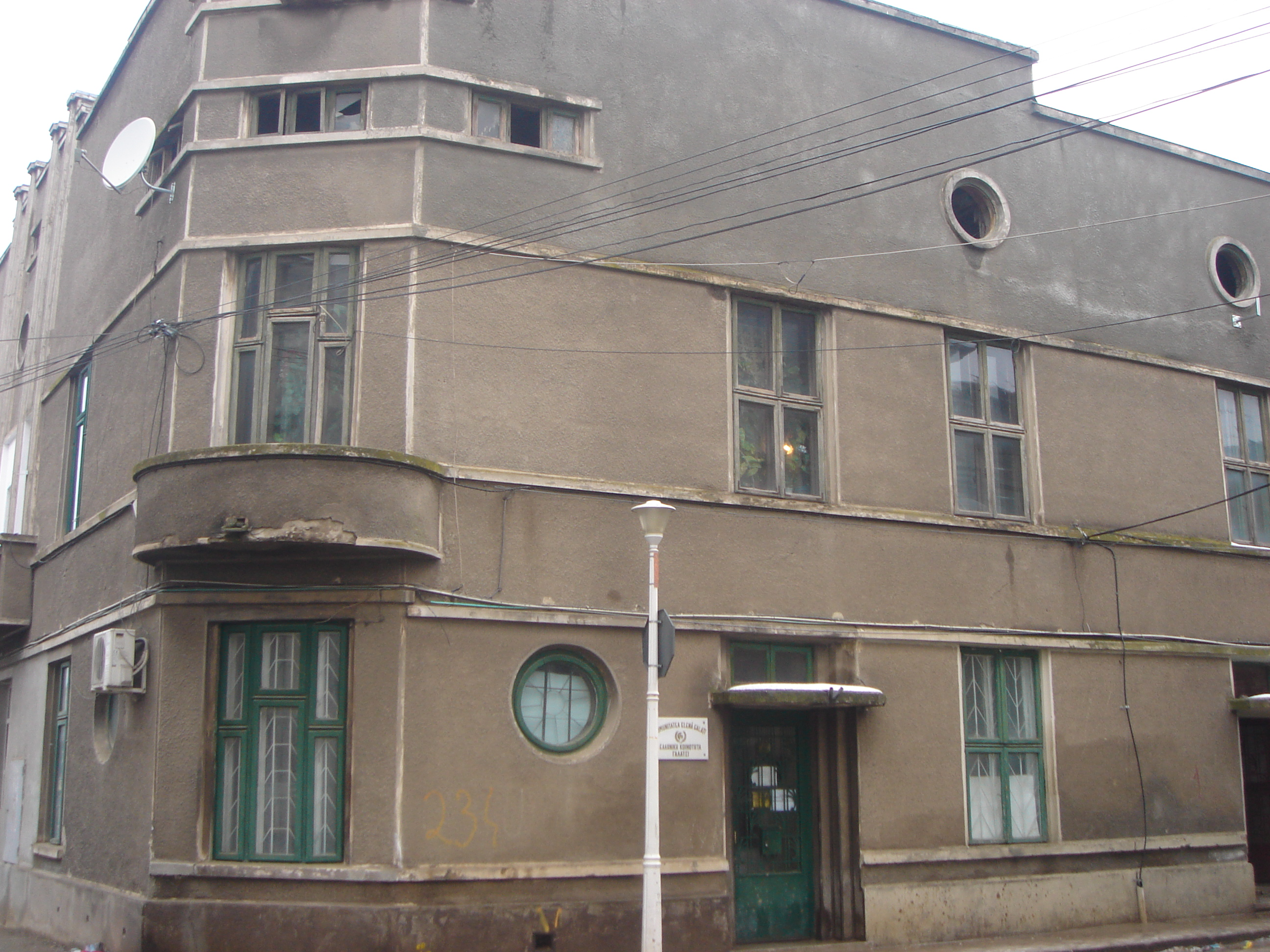
Le siège de la communauté grecque à Galați.

La communauté grecque de Galați, qui, avec celles de Bucarest, Constanța et Brăila, est parmi les plus anciennes et les plus représentatives du pays, comptait plus de 26 000 membres dans l'entre-deux-guerres. Dans les années 1947-1948, l'organisation des Grecs a interrompu son activité, mais à la suite de la révolution roumaine de décembre 1989, en avril 1990, la Communauté grecque de Galati (C.E.Gl.) a été rétablie. Les départs massifs de Grecs à partir des années 1948-1950 et le rapatriement des partisans à partir des années 1975-1980 ont fait que l'organisation des Grecs de Galați, affiliée à l'Union hellénique de Bucarest, ne compte actuellement (en 2013) qu'environ 500 membres.

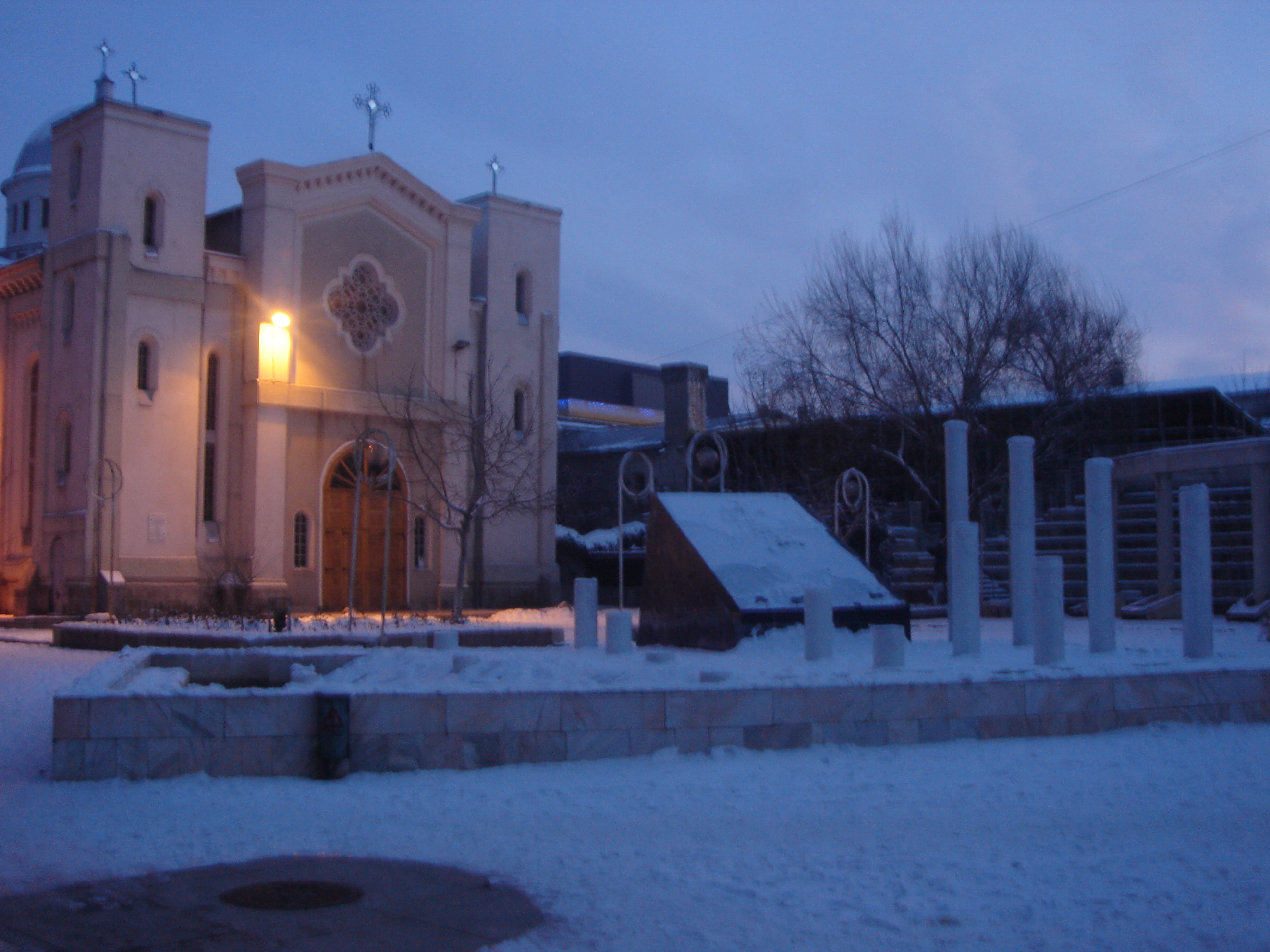
Église grecque et Agora de Galați, hiver 2011

Selon les documents soumis à la mairie de Galaţi, la communauté grecque de Galaţi revendique de vastes zones de l'ancien centre-ville, l'église « Métamorphosis » de Galați (l'actuelle église grecque), ainsi que tous les bâtiments de la communauté qui l'entourent, l'actuel restaurant « Olimpic », le cinéma « Central », le bâtiment de l'état civil, une école démolie au printemps 1989 sur le site de laquelle le siège de la banque « Transilvania » a été construite, une cantine pour les pauvres, également démolie, ainsi que plusieurs bâtiments situés dans d'autres rues de la ville. Ceux-ci sont la preuve de l'importance de la communauté grecque dans l'histoire de la ville de Galați.

#### La communauté juive

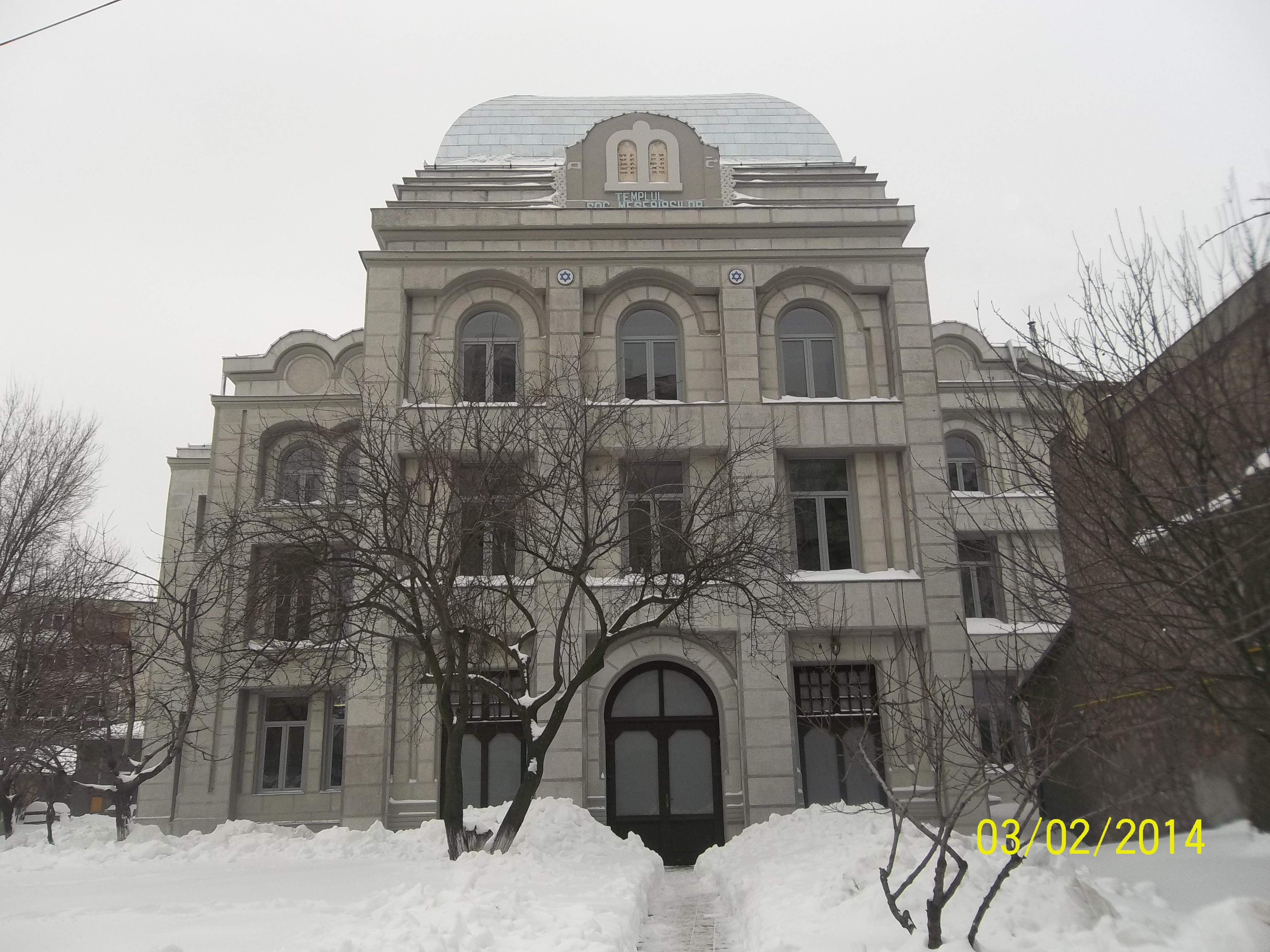
Le Temple de la Société des artisans israéliens, construit en 1875 et ré-inauguré en 2014.

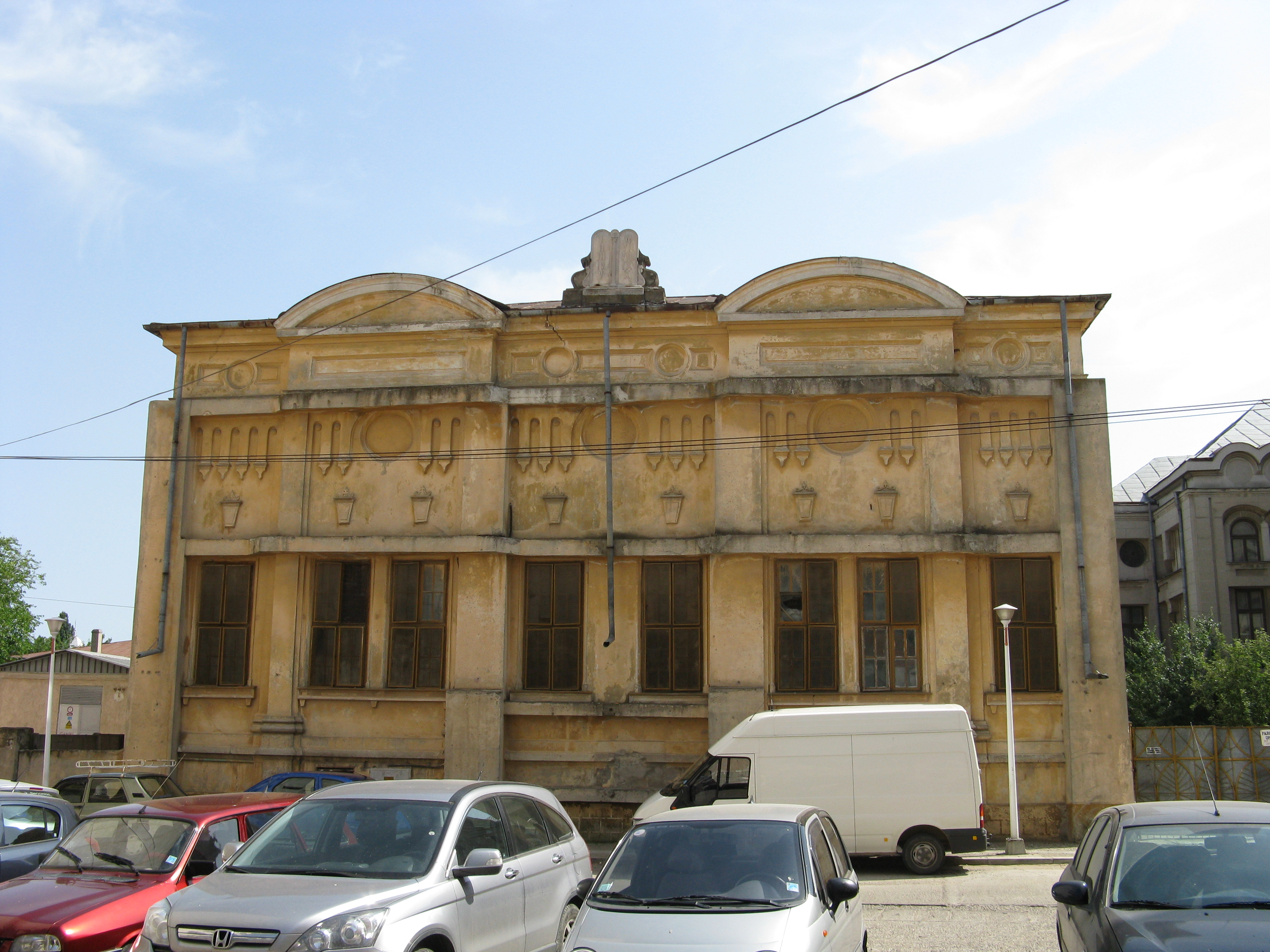
Le siège de la communauté juive de Galați.

L'historien Joseph B. Brociner, président de la communauté juive de Galaţi entre 1875-1898, croyait que les Israélites sont venus sur les rives du Danube depuis l'époque des Khazars, un peuple d'origine turque qui s'est converti au judaïsme au VIIIe siècle après Jésus-Christ.
La présence de marchands juifs dans la région du Bas-Danube (mais surtout à Galaţi et Brăila) est documentée depuis plus de six siècles, plus précisément depuis qu'Alexandre Ier le Bon a donné, le 8 octobre 1408, une charte par laquelle les marchands de Lvov (pour la plupart juifs ; bien que certains historiens affirment qu'ils étaient très peu nombreux à Lvov) sont exemptés du paiement des droits de douane sur le territoire de la Moldavie. En fait, même le voïvode le plus important de l'histoire de la Moldavie, Etienne le Grand, était un partisan des affaires juives, qu'il considérait comme très importantes pour le développement du pays. C'est ainsi que la population mosaïque s'est développée de manière permanente dans la région, et Galați s'impose (compte tenu de sa position stratégique en tant que port sur le Danube et au carrefour entre l'est et l'ouest, mais aussi le nord et le sud) comme le centre juif le plus important de le territoire des principautés roumaines. En fait, les Juifs étaient les principaux marchands du seul port de Moldavie à l'époque d'Alexandre Ier le Bon et d'Etienne le Grand, ils entretenaient d'intenses liens commerciaux avec des coreligionnaires de Byzance et du monde musulman.

Selon le site de la communauté juive de Galați, « la présence de Juifs à Galaţi est attestée par le premier cimetière de la communauté ici, qui date de 1590-1595. Un deuxième cimetière fut créé en 1629, puis un autre en 1774 et, enfin, le cimetière actuel existant depuis 1867 ». Un aspect qui révèle la croissance rapide de la population juive dans le Bas-Danube est la construction de nombreuses synagogues à Galați par différentes catégories de paroissiens qui les fréquentaient. 

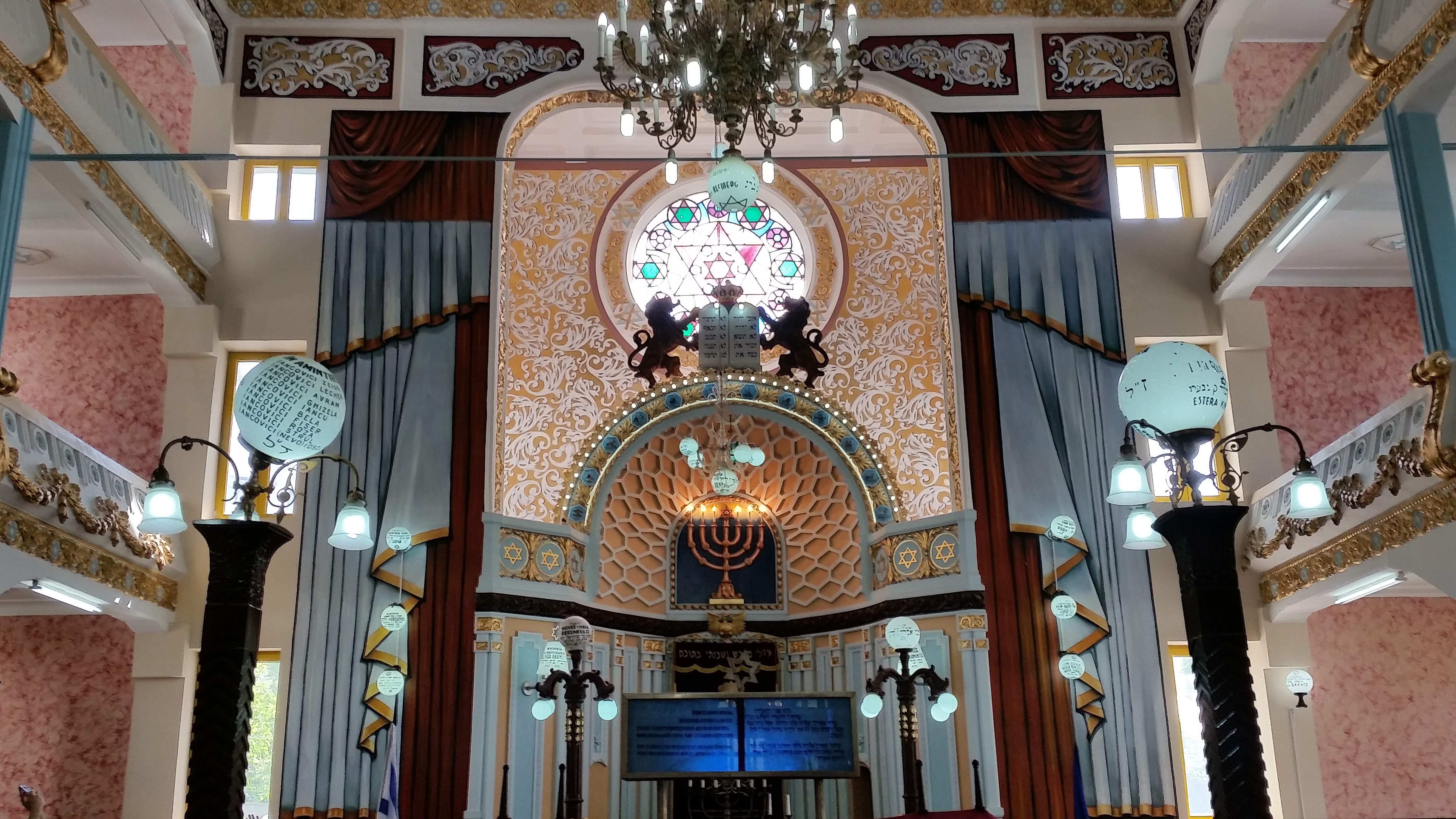
Vue depuis l'intérieur rénové du Temple des Artisans de Galati en 2022

Ainsi, en 1780, la Grande Synagogue fut établie, deux autres synagogues sont construites entre 1800 et 1848, puis 14 autres dans la seconde moitié du XIXe siècle, la Synagogue des Artisans, inaugurée en 1896, étant la seule encore existante.

Depuis le XVIIIe siècle, la population juive a prospéré massivement dans les foires du Bas-Danube. À Galați, vers 1760, il y avait les ateliers de réparation navale des frères Mendel, qui assuraient le développement du port et qui étaient (avec plusieurs autres ateliers) l'embryon du chantier naval actuel,. À la fin du XIXe siècle, de nombreuses usines fonctionnaient à Galati. De plus, le commerce des céréales avait explosé, après la construction des grands entrepôts céréaliers (par Anghel Saligny) qui permettaient à Galaţi de concurrencer les grands ports d'Odessa et de Kherson. 

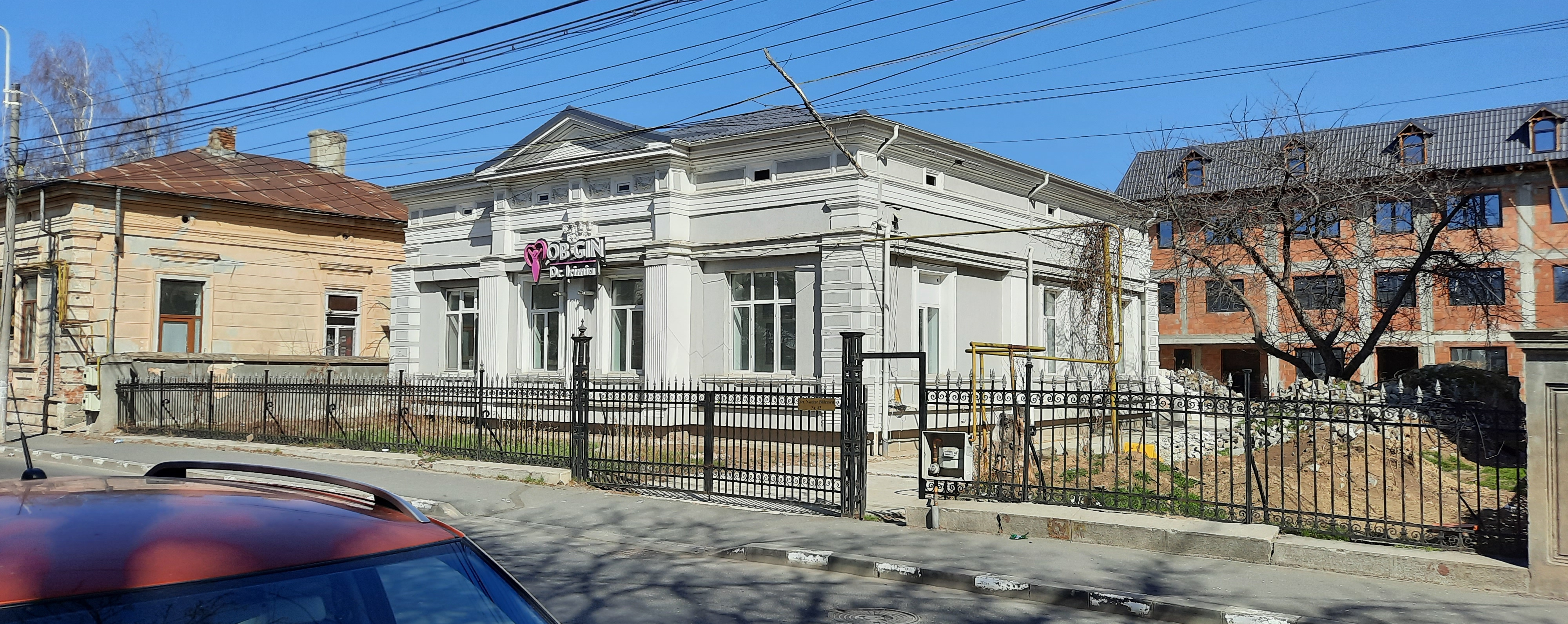
Maison d'Osias Auschnitt à Galați, située au 82, rue Nicolae Bălcescu. Max Auschnitt est né dans cette maison en 1888

 Parmi les industriels juifs, il faut citer ceux de la famille Ausschnitt (Osias et ses fils Max et Edgar) qui construisent l'usine métallurgique « Titan ». Celle-ci deviendra plus tard une entreprise solide grâce à l'union avec « Nădrag-Călan », et en 1923 le premier laminoir d'étain de Moldavie sera mis en service à Galați. Auschnit rachètera également l'usine de clous, fils et tôles galvanisées « Titan II ». La clouterie Ebner, la savonnerie Braunstein (la future Apollo), la fabrique de filets et d'engins de pêche fonctionnaient toujours. De petites usines fonctionnaient également: batteries électriques, textiles, etc. Une place particulière était occupée par les petits ateliers d'artisans juifs : ferblantiers, chaudronniers, relieurs, imprimeurs, horlogers, maroquiniers, fourreurs, cordonniers, bijoutiers, photographes, nettoyeurs et teinturiers, tailleurs, etc. Hary Kuller cite le témoignage d'un voyageur selon lequel « En Moldavie les meilleurs artisans sont les Arméniens ou les Juifs ».
Dans les activités de banque et d'assurance, la présence des juifs est également conséquente: Banca Marmorosch Blank (qui avait trois bureaux à Galați ; seulement à Bucarest il y en avait plus - 5), Banca Moldova (directeur Goldring), Banca de Credit Română (directeur Roesler), Banca Comercială Română (directeur Orenstein), Banca de Credit Mărunt (directeur Iancu I), Banca Rubinstein. Parmi les banquiers juifs les plus célèbres figuraient Isac Rottenberg, Iosef Brown, les frères Aronovici - dont les relations internationales s'étendaient de Vienne à Istanbul. Dans le domaine du grand commerce, il faut citer les grands exportateurs de bois Natan Schapira, Max Ausschnitt, Ch. Bendel, les grands importateurs des coloniaux et chimiques Brudersohn, Grunblat, Koffler, Perliter, les importateurs de textile Brenner, Goldstein & Orenstein, Zissu & Kaufman; exportateurs de céréales Goldring - Groper, Mendelsohn, Moglescu,. Dans le domaine du petit commerce, les centaines de boutiques juives (environ 40 % du total des boutiques de Galati et de Braila) assuraient l'approvisionnement de la population,.
Loin de se préoccuper uniquement du commerce, les Juifs s'associaient selon les diverses professions qu'ils exerçaient à Galaţi (la Guilde des tailleurs, la Société des artisans israéliens, la Société des magasiniers « Bender », la Société des officiels du port « Junimea », l'Association des peintres juifs etc.). Ils ont fondé des sociétés caritatives et culturelles. La communauté juive de Galaţi a créé la première maison de santé dès 1834 (« Hecdos »), qui a également servi d'hôpital de fortune lors de l'épidémie de choléra de 1847. En 1903, le nouveau bâtiment de l'hôpital israélien (l'actuelle maternité « Buna Vestire ») est inauguré. Pendant la Première Guerre mondiale, il a été transformé en hôpital militaire. De plus, les Juifs ont construit de nombreuses écoles à Galați, dont certaines existent encore. Dans les années 20 du XIXe siècle, les Juifs de Galati représentaient un cinquième d'une population de plus de 100 000 habitants.
Au XXe siècle, 22 synagogues ont été rasées à la suite de deux événements dévastateurs dans l'histoire de la ville: les bombardements et les explosions par les Allemands en 1944, et les démolitions pendant la période communiste.

#### La communauté italienne

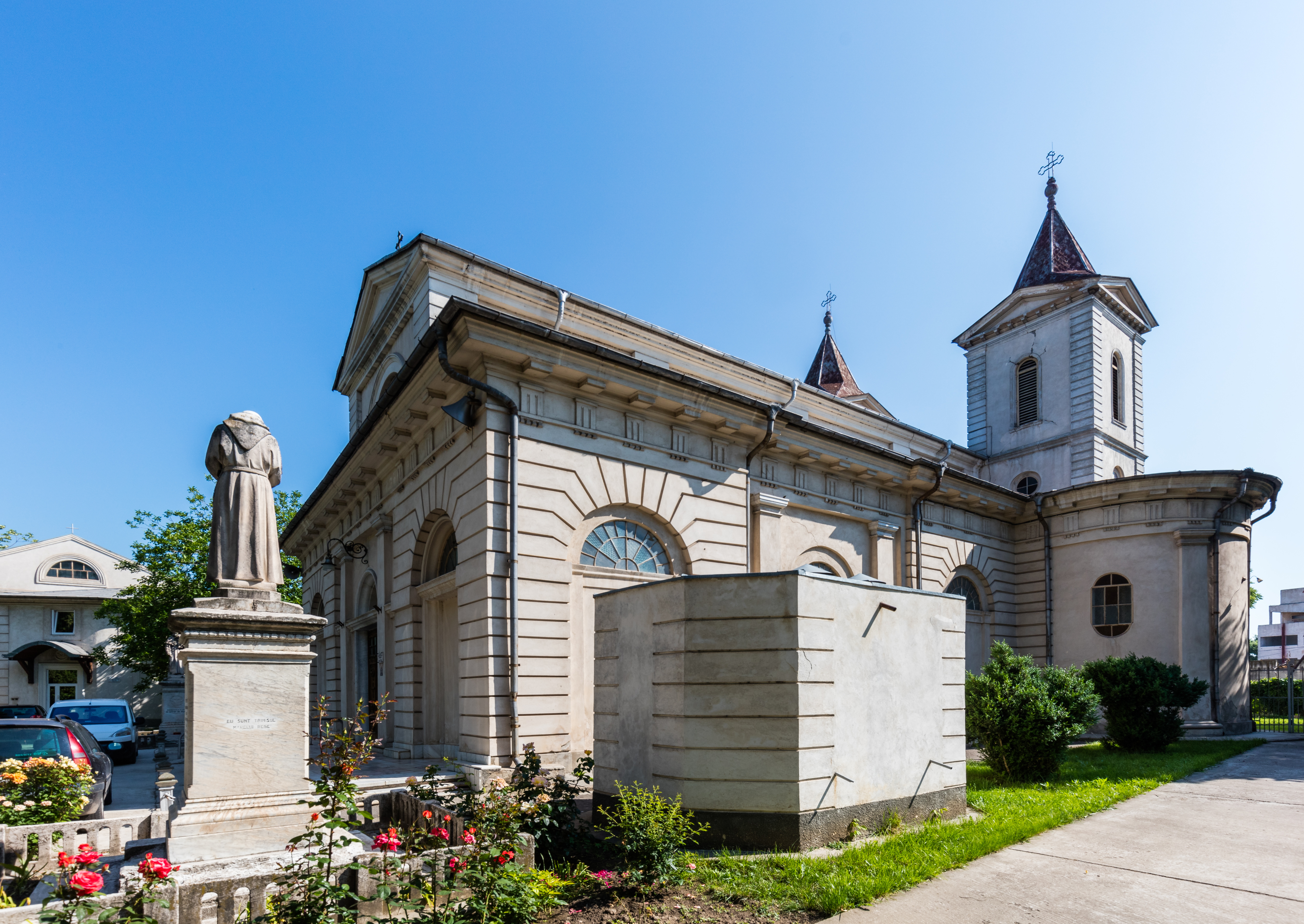
L'Église catholique de Galati en 2016.

Si des colonies commerciales génoises et vénitiennes ont été fondées sur les rives de la mer Noire dès le Moyen Âge, ce n'est qu'après le traité commercial sardo-ottoman de 1823, renouvelé en 1839, et du traité d'Andrinople en septembre 1829, qui prévoyait une série de mesures concernant la liberté du commerce sur le Danube et la mer Noire, liberté totale est donnée à la navigation des navires étrangers sur le Danube. Ainsi, au début du XIXe siècle, la Roumanie occupait la 2e place en Europe en termes de pourcentage de citoyens étrangers installés sur son territoire. Dans ce contexte, une présence importante de commerçants italiens à Brăila et Galaţi a été consolidée, qui, après 1815, ont ouvert des maisons de commerce pour l'exportation de céréales. La langue officielle du commerce à l'époque était l'italien.
Dans la 4e décennie du XVIIIe siècle, une représentation consulaire du royaume de Sardaigne est établie à Galaţi. Sur la base des rapports consulaires, le nombre de membres de la communauté italienne de Galați peut être établi : dans la décennie 1831-1840 il y en avait 21, et en 1870 leur nombre est passé à 127.
Parmi les membres de la communauté italienne, en termes d'importance numérique et d'implication dans la vie de la communauté locale, la catégorie des marchands se démarque de toutes les autres. Dans la seconde moitié du XIXe siècle, leur nombre s'élève à environ 30. Il y avait de vraies familles de marchands à Galați. En général, l'un des membres de la famille s'est installé dans la ville, a ouvert une maison de commerce, puis a appelé d'autres parents.
On note les Génois Gerolamo Peretti (1934), Francesco et Rafaelle Biga (1840), Giovanni (1842) et Vincenzo Fanciotti (1846); les Napolitains Domenico (1839), Carlo (1842) et Stefano Cordiglia (1847) - fils du Consul sarde de Naples, Giovanni Inglesi (1835), Pasquale Lamberti (1838); ainsi que Cesare Dall'Orso (1843) de Livourne. Francesco Delvecchio est devenu dans la 6e décennie du XIXe siècle l'un des marchands importants de Galați, étant l'ami du souverain Alexandre Jean Cuza, comme son compatriote Vincenzo Fanciotti. Dans ses maisons, l'échange de la ville fonctionnait ad hoc:38. Adrien-Louis Cochelet, consul de France à Bucarest, envoya en 1835 au ministre français des Affaires étrangères les noms des principales maisons de commerce de Galaţi et Brăila. « Pedemonte et Peretti » occupaient la première place, la plus importante maison de commerce sarde, qui dominait le commerce des céréales dans la période 1831–1847:522. En outre, Angelo Pedemonte a géré deux fermes en Moldavie, établissant même sa résidence dans l'une d'entre elles:195.
Une autre catégorie professionnelle étroitement liée au commerce était celle des intermédiaires, des samsars: Vivanti (1848), Stefano Parma, Bartolomeo Calcagno, Luigi Alessandro, Gerolamo Chitti. D'autres Italiens installés à Galaţi étaient des agents de la marine: Andrea Trabucco (1838), Ambrozio Della Grazie (1841):67, Giacomo Cicale (1866).
Il y avait aussi de petits entrepreneurs : Antonio Tesio – propriétaire d'un café (1859), qui avait aussi un terrain en location près de Iasi; Francesco Simond – aubergiste; Jacopo Simond – vendeur de limonade ; Lorenzo Preve – propriétaire du magasin  et des éleveurs de vers à soie. Certains d'entre eux, comme Giovanni Garibaldi, se sont re-profilés comme marchands, d'autres - c'est le cas d'Antonio Cervetti, arrivé de Gênes en 1842 - ont conservé leur emploi. En 1852, Sior Antonio était propriétaire d'une auberge à Galaţi:32.

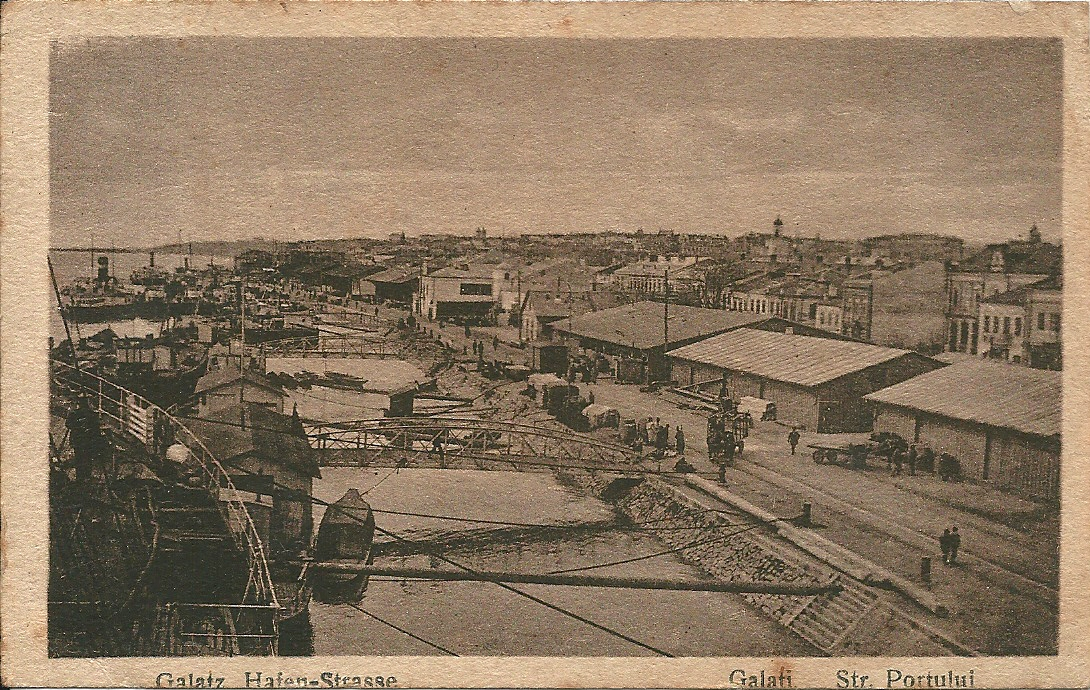
Galați - Rue du port en 1918.

Les Italiens qui travaillaient dans les ports ou comme simples ouvriers ou domestiques étaient des présences courantes dans la vie quotidienne de la ville danubienne. Ainsi ils étaient : Bartolomeo Maffei - serviteur de la maison Peretti, Maddalena Biga - cuisinière dans la maison de Pedemonte:82, Gerolama Ferretta, femme de chambre en 1855, également mentionnée en 1859, Adamo Pinelli - travailleur domestique, Marco Cordiglia - apprenti, Ferdinand Cordiglia - apprenti, Angelo Panezzi - chef, Prospero Francesco  Bozza - marinar. Les fonctionnaires des sociétés commerciales et des consulats sardes et napolitains étaient pour la plupart des Italiens.
Les médecins italiens ont été grandement appréciés. En 1853, un chirurgien, Frigi, fut mentionné, et en 1863 G. Caramelli, l'un des médecins les plus importants de Moldavie, installé à Huși, écrivit à Alexandre Jean Cuza, lui présentant la condition médicale précaire des habitants de Galați et offrant ses services pour y remédier. En 1860, un certain médecin Mingaretti était recherché, qui avait accompagné Omer Pacha dans son expédition au nord du Danube, et le consulat de Galati a été chargé par le ministère des Affaires étrangères à Turin de le retrouver.

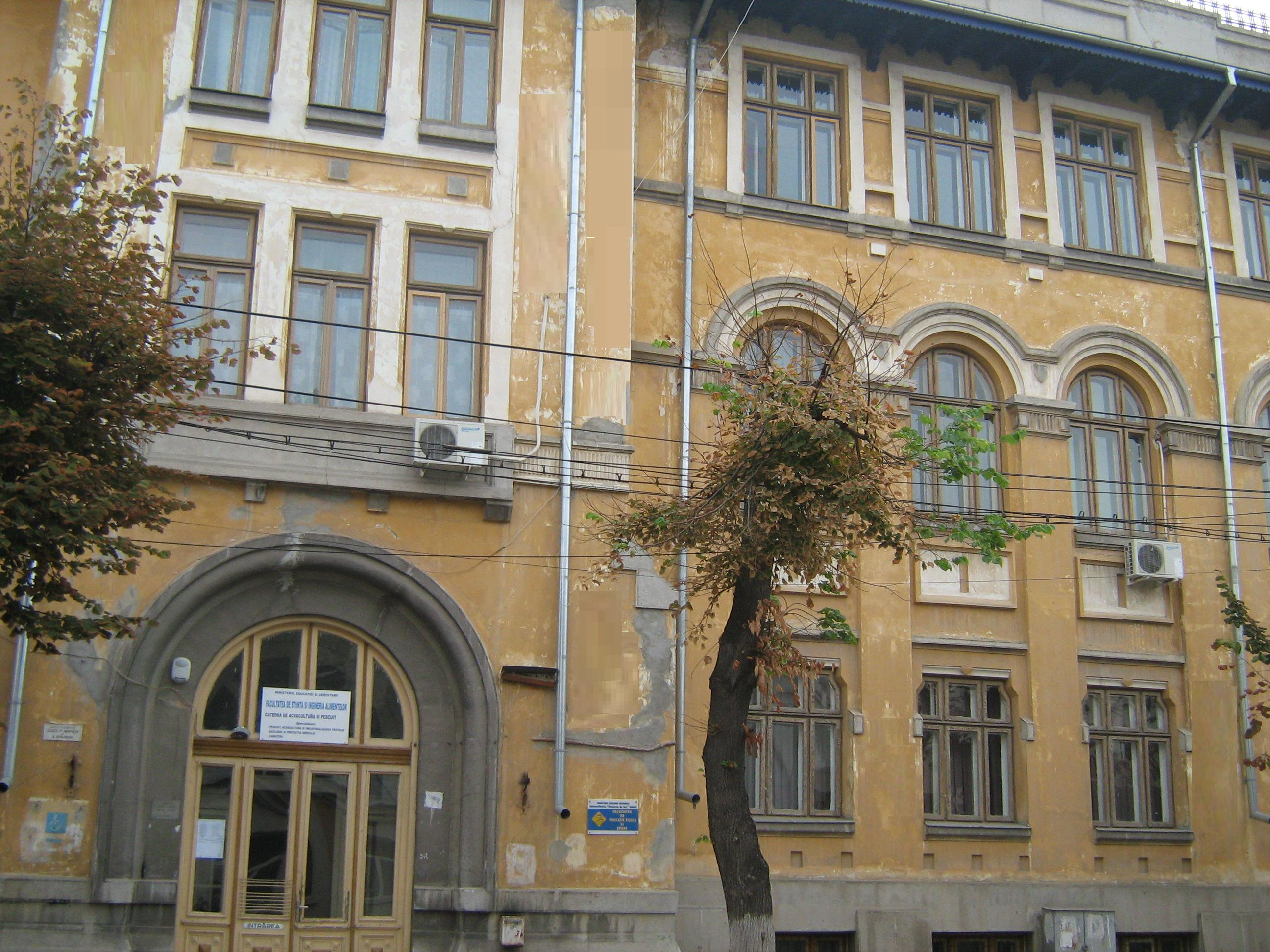
Palais de l'école des garçons et des filles (actuellement le siège de la Faculté de Chimie de l'Université « Dunărea de Jos »)

De plus, les architectes italiens étaient très demandés, de nombreux édifices galates leur étant dus. Par exemple, le bâtiment du Palais de l'école des garçons et des filles (actuellement le siège de la Faculté de Chimie de l'Université « Dunărea de Jos »), construit entre 1922 et 1932, a été l'œuvre des architectes Guido P. Marion et A. Romano, selon la plaque commémorative en marbre encore présente sur le mur du bâtiment. La maison Macri du propriétaire terrien Dimitrie Climis, a été l'œuvre des entrepreneurs Felice Denardi et Francesco Butti, construite selon les plans de l'architecte italien Loizo.
Les professeurs avaient une place particulière dans la communauté de Galați, les professeurs de langue italienne étaient particulièrement actifs dans l'école commerciale inaugurée en 1864:255. L'importance de la langue italienne dans l'enseignement réel en Principauté a également été attestée par la création de telles écoles en Moldavie, à Iași, Botoşani, Galați. Si dans les deux premières écoles il fallait apprendre l'italien et l'allemand, dans celle de Galați les langues prédominantes étaient : l'italien, le grec, l'anglais.
Les éditeurs, imprimeurs italiens, représentaient un intérêt particulier. Mario Pietro Cugino, un Piémontais au passé aventureux, s'installe à Galati en 1841. En 1840, il était à Brăila, où il était employé comme représentant du vice-consulat de France. À Galați, il avait accepté d'être juge au tribunal de commerce et occupait également le poste de professeur de langue italienne à l'école publique de Galaţi, étant nommé par l'épitropie des écoles en tant qu'inspecteur scolaire adjoint. Le 29 décembre 1846, le premier numéro de l'hebdomadaire « Il Danubio. Giornale di commercio, agricultura e navigazione », qui présentait des informations commerciales, de l'agriculture et de l'industrie. La publication était imprimée en version bilingue, en roumain et en italien (notamment des informations commerciales, sur la navigation, le prix des céréales dans les grands ports de la Méditerranée).
Une autre catégorie notable d'immigrants italiens était celle des artistes. Il y avait à Galați, dès 1848, une troupe de dilettantes qui constituait une société philodramatique italienne. Plus tard, le professeur de musique Luigi Ademollo est arrivé dans la ville, installant un petit théâtre dans certaines chambres construites sur le site de l'auberge Ventura. Ils étaient également mentionnés: Antonio Vernice - impresario, Donato Boldini - chorégraphe, directeur du Théâtre italien de Bucarest.
En 1940, lorsque la Roumanie entre en guerre aux côtés de l'Allemagne, une bonne partie des Italiens qui avaient fait fortune sont rapatriés. Beaucoup de ceux qui sont restés sont morts lors des bombardements de 1944 (quand la ville a été bombardée par l'aviation allemande, le centre historique étant presque entièrement détruit), et après la soviétisation de la Roumanie, certains ont été arrêtés. À partir de 1951, 40 000 Italiens sont rapatriés de force, par convois de 100 personnes, tous les 15 jours. Chaque personne avait droit à une valise, avec ses effets personnels, ne pesant pas plus de 35 kilogrammes. L'or a été confisqué. Ceux qui sont restés en Roumanie ont vu leurs écoles, églises, maisons communautaires fermées, leurs passeports ont été confisqués et ils ont été contraints de renoncer à leur citoyenneté italienne. Par peur de la répression, beaucoup ont brûlé tous leurs documents et tous leurs écrits en langue italienne. Par conséquent, seuls les Italiens naturalisés roumains sont restés en Roumanie.

### Religions
Religion
- Orthodoxe: 224 048 (89,82 %)
- Catholiques: 1 298 (0,52 %)
- Réformée: 62 (0,02 %)
- Pentecôtiste: 982 (0,39 %)
- Gréco-catholique: 129 (0,05 %)
- Baptiste: 287 (0,12 %)
- Adventiste du 7e jour: 452 (0,18 %)
- Musulmane: 170 (0,07 %)
- Témoins de Jéhovah: 173 (0,07 %)
- Chrétienne selon l'Evangile: 251 (0,10 %)
- Chrétienne de rite ancien: 356 (0.14%)
- Mosaïque: 58 (0.02%)
- Arménienne: 19 (0.01%)
- Une autre religion: 168 (0.04%)
- Sans religion: 138 (0.06%)
- Athées: 398 (0.16%)
- Autres: 20 443 (8.20%)

En 2011, 89,82 % de la population de la ville déclare appartenir à l'Église orthodoxe roumaine et 0,52 % à l'Église romano-catholique. Pour 8,20 % de la population, cette information n'est pas disponible.
Au total, il y a 69 lieux de culte sur le territoire de la ville de Galați.

## Politique et administration

### Statut et organisation administrative
Dans l'entre-deux-guerres (mais aussi avant), Galaţi était le siège du județ de Covurlui, puis du Pays du Danube après la réorganisation administrative de Carol II selon le modèle italien. La ville a connu un essor particulier, devenant, au recensement de 1930, en termes de population, environ 112 000 habitants, la cinquième ville du pays, n'étant dépassée que par Bucarest, Chișinău, Iași et Cernăuți. En 1952, il est devenu le siège de la région de Galați, puis est devenu le siège de l'actuel județ de Galați.

### Liste des maires
| Période   | Période   | Identité              | Étiquette    | Qualité                              |
| --------- | --------- | --------------------- | ------------ | ------------------------------------ |
| mars 1990 | août 1990 | Oprea Florea          | FSN          | professeur des facultés              |
| août 1990 | mars 1992 | Samoilă Pătrașcu      | FSN          | ingénieur                            |
| 1992      | 2000      | Eugen Durbacă         | ApR, PUR, PC | ingénieur                            |
| 2000      | 2012      | Dumitru Nicolae       | PSD          | ingénieur                            |
| 2012      | 2016      | Marius Stan           | PNL          | ancien joueur de football, ingénieur |
| 2016      | En cours  | Ionuț-Florin Pucheanu | PSD          | avocat                               |

### Représentation politique
La municipalité de Galati est administrée par un maire et un conseil local composé de 27 conseillers. Le maire, Ionuț-Florin Pucheanu, du Parti social-démocrate, est en poste depuis 2016. À partir des élections locales de 2020, le conseil local a la composition suivante par partis politiques:
| Parti | Parti                          | Sièges |
| ----- | ------------------------------ | ------ |
|       | Parti social-démocrate (PSD)   | 15     |
|       | Parti national libéral (PNL)   | 6      |
|       | Union sauvez la Roumanie (USR) | 4      |
|       | Pact pentru Galați             | 2      |

### Enseignement

#### Unités pédagogiques
Un réseau dense d'éducation de tous niveaux, commençant par crèche, école maternelle et se terminant par université fournit l'infrastructure de formation et éducation de la jeune génération. Les deux universités de Galati comprennent 20 facultés, 1 collège  et 3 départements. Au sein de l'Université Dunărea de Jos, il existe deux facultés avec un profil unique en Roumanie: Faculté d’Architecture navale et Faculté des Sciences et du Génie des Aliments. L'Université Danubius forme des spécialistes, des chercheurs et des leaders dans les domaines juridique, économique et social. Outre les centres de recherche opérant au sein des universités, il existe à Galati plusieurs instituts de recherche spécialisés, dont quatre ont un profil unique en Roumanie: Icepronav (Institut de Recherche et de Conception des Constructions Navales), Uzinsider Engineering (Institut de Recherche et de Conception des Produits Plats Métalliques), Institut de Recherche Halieutique et Station de Recherche Viticole Târgu Bujor. La base matérielle des manifestations culturelles et artistiques est fournie par de nombreuses bibliothèques publiques, salles de cinéma, théâtres, musées, clubs culturels, maisons de la culture, etc. Les unités d'éducation préuniversitaire les plus prestigieuses sont le Collège national Vasile Alecsandri, le Collège national Alexandru Jean Cuza, le Collège national Mihail Kogălniceanu, le Collège national Costache Negri, le Lycée théorique Emil Racoviță, l'École générale n. 28 Mihai Eminescu, l'École générale no. 26 Ion Creangă et l'École générale no. 29 Sf. Ana.

#### Enseignement pré-universitaire
En 2018, 122 unités scolaires pour l'enseignement pré-universitaire fonctionnaient à Galați :

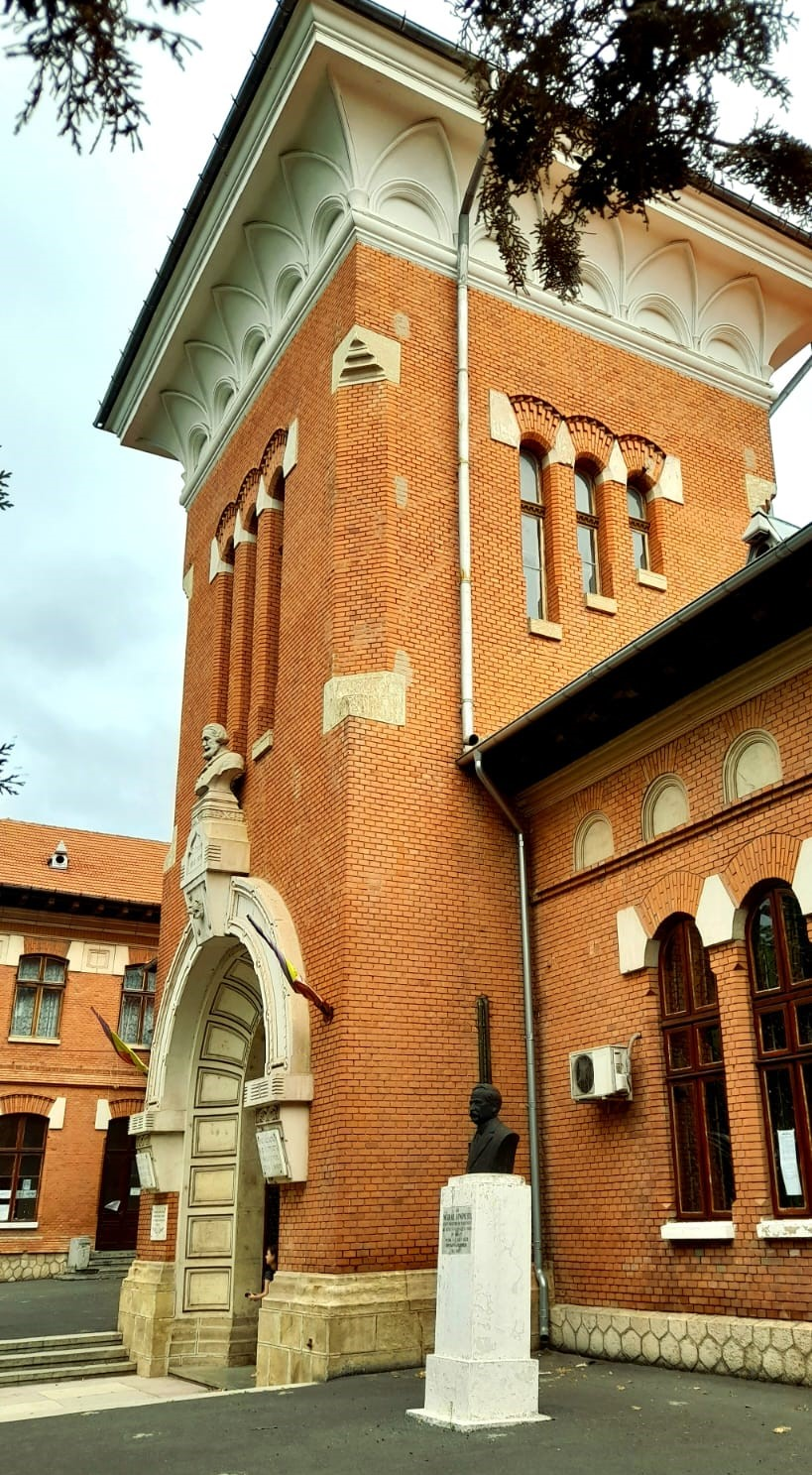
Collège national Costache Negri

- 52 jardins d'enfants,
- Collège national Costache Negri36 écoles générales,
- 25 lycées - collèges,
- 5 écoles d'éducation spéciale,
- 4 centres de formation.

| Total                                                                                         | 93 182 |
| --------------------------------------------------------------------------------------------- | ------ |
| Enfants inscrits dans les crèches                                                             | 180    |
| Enfants inscrits dans les jardins d'enfants                                                   | 5 836  |
| Étudiants inscrits dans l'enseignement pré-universitaire                                      | 34 536 |
| Élèves inscrits dans l'enseignement primaire et secondaire (y compris l'enseignement spécial) | 18 094 |
| Élèves inscrits dans l'enseignement primaire (y compris l'enseignement spécial)               | 9 953  |
| Élèves inscrits dans l'enseignement secondaire (y compris l'enseignement spécial)             | 8 141  |
| Élèves inscrits dans l'enseignement secondaire                                                | 12 737 |
| Élèves inscrits en formation professionnelle                                                  | 1 159  |
| Élèves inscrits dans l'enseignement postsecondaire (y compris l'éducation spéciale)           | 2 349  |
| Étudiants inscrits en formation de contremaître                                               | 197    |

#### Enseignement universitaire
En 2018, l'enseignement universitaire était représenté par 3 unités : 
- l'Université « Dunărea de Jos » (12 facultés et 4 collèges universitaires avec 36 profils et 115 spécialisations),
- l'Université « Danubius » (4 facultés et 3 départements),
- l'Université « Spiru Haret » (23 facultés avec plus de 40 spécialisations - formations en ligne ou à distance).

| Total | 26 425 |
| --- | ------ |
| Étudiants et stagiaires inscrits dans l'enseignement supérieur public (premier cycle, master, formations post-universitaires, programmes doctoraux et postdoctoraux) | 12 464 |
| Étudiants et stagiaires inscrits dans l'enseignement supérieur privé (premier cycle, master, cycles supérieurs, programmes doctoraux et postdoctoraux)               | 2 814  |
| Étudiants inscrits dans l'enseignement public - premier cycle | 8 898  |
| Étudiants inscrits dans l'enseignement privé - premier cycle | 2 249  |

### Santé
En 2018, dans le système de santé publique, le nombre total de lits dans les hôpitaux (y compris les centres de santé) était de 2 302, auxquels s'ajoutaient 39 du système privé, respectivement des centres médicaux spécialisés et des centres de dialyse:119.
Il y a 8 hôpitaux dans la ville de Galați :
- Hôpital clinique d'urgence « Sf. Apostol Andrei » - la plus grande et la plus importante unité médicale du județ ;
- Hôpital de Pneumophthisiologie « Sf. Spiridon » ;
- Hôpital des maladies infectieuses « Sf. Cuvioasa Parascheva » ;
- Hôpital clinique d'urgence pour enfants « Sf. Ioan » ;
- Hôpital militaire d'urgence « Dr. Aristide Serfioti » ;
- Hôpital d'obstétrique et de gynécologie « Buna Vestire » ;
- Hôpital général des chemins de fer « C.F.R. » ;
- Hôpital Psychiatrique « Elisabeta Doamna ».

A ceux-ci s'ajoutent 6 centres médicaux spécialisés, 1 centre de dialyse, 59 cabinets de médecine générale, 121 cabinets médicaux de famille, 251 cabinets dentaires, 3 sociétés dentaires médicales civiles, 347 cabinets médicaux spécialisés, 89 pharmacies, 125 points pharmaceutiques, 86 laboratoires médicaux, 8 laboratoires de technologie dentaire et 4 autres types de cabinets médicaux:117-118.
|                | Médecins | dont: Médecins de famille | Stomatologues | Pharmaciens | Personnel médical moyen |
| -------------- | -------- | ------------------------- | ------------- | ----------- | ----------------------- |
| secteur public | 569      | 24                        | 14            | 15          | 1 968                   |
| secteur privé  | 186      | 122                       | 263           | 154         | 749                     |

### Services sociaux
Prestataires et bénéficiaires de services sociaux de droit public:131-138:
- Cantine d'assistance sociale - 495 personnes en moyenne par jour ;
- Maison pour personnes âgées « Stefan cel Mare și Sfânt » - 92 personnes âgées ;
- Maison pour personnes âgées « Sf Spiridon » - 160 personnes âgées ;
- Centre multifonctionnel de services sociaux - 119 personnes âgées :
  - Centre d'accueil et d'assistance médico-sociale ;
  - Centre Alzheimer - 89 personnes âgées et 30 personnes âgées atteintes d'Alzheimer ;
  - L'Agence des services sociaux communautaires « Alternative » avec services qui lui sont subordonnés :
    - Centre de jour pour enfants handicapés - 50 enfants handicapés de familles à faible revenu ;
    - Centre de jour « Amis de l'école » - 30 enfants scolarisés âgés de 6 à 14 ans, issus de familles à faible revenu ;

  - Centre Multifonctionnel de Services Socio-Médicaux pour personnes âgées :
    - Soins à domicile pour personnes âgées - 129 personnes âgées ;
    - Centre de jour pour personnes âgées - 200 personnes âgées ;

  - Centre multifonctionnel de récupération « Kids » - 53 enfants ;
  - Centre de jour pour enfants autistes - 55 enfants atteints d'autisme ;
- Centre médico-social Pechea - 84 personnes âgées ;
- Centre d'aide au logement et à la jeunesse :
  - Centre d'accueil et d'accompagnement des jeunes « Zimbru 1 » - 32 jeunes défavorisés de plus de 18 ans, issus du système de protection de la jeunesse (orphelinats) ;
  - Centre multifonctionnel pour jeunes en difficulté « Zimbru 2 » - 21 personnes défavorisées, de plus de 18 ans, issues du système de protection de la jeunesse et des membres de leurs familles (12 enfants) ;
- Centre Multifonctionnel de Services Sociaux pour Jeunes - 51 personnes défavorisées :
  - Centre d'urgence pour les sans-abri - 50 personnes.

Prestataires et bénéficiaires de services sociaux de droit privé:138-139 :
- Paroisse « Pogorârea Sfântului Duh » - Centre multifonctionnel de services sociaux « Espoir pour le troisième âge » - 60 bénéficiaires par mois :
  - Centre de jour et de loisirs ;
  - Services d'aide à domicile pour les personnes âgées ;
- Association philanthropique chrétienne orthodoxe « Saint Basile le Grand » :
  - Centre résidentiel pour filles « St. Basile le Grand » - 30 bénéficiaires par mois ;
- Centre multifonctionnel de services sociaux « L'espoir » - 50 bénéficiaires par mois ;
- Fondation « Cœur d'enfant » - Centre de jour pour enfants de familles en difficulté - 21 bénéficiaires par mois ;
- Fondation pour le soutien des familles avec de nombreux enfants en situation de risque social du județ de Galaţi « La famille » :
  - Centre de jour pour enfants en difficulté - 50 bénéficiaires par mois ;
  - Centre de réadaptation pour les victimes de violence domestique - 10 bénéficiaires par mois ;
- Association des personnes handicapées « Sporting Club » - Centre de jour et de santé « Accès pour tous » - 100 bénéficiaires par mois ;
- Fondation « Le Verbe Incarné » - Centre communautaire « La Vale » pour enfants en difficulté - 40 bénéficiaires par mois ;
- Alliance des Roms du județ de Galaţi - Centre de soutien social pour les Roms de Galați - 40 bénéficiaires par mois ;
- Fondation d'aide aux personnes âgées - Services de maintien à domicile des personnes âgées - 100 bénéficiaires par mois ;
- Association Philanthropique « Saint Antoine le Grand » - Centre de jour pour enfants « Saint Antoine le Grand » - 50 bénéficiaires par mois en régime périscolaire ;
- L'association philanthropique multifonctionnelle « Sfântul Spiridon" - Centre de jour pour enfants « Sfântul Spiridon » - 70 bénéficiaires par mois.

### Transports
La ville de Galați fait partie du réseau transeuropéen routier et ferroviaire RTE-T, un programme de développement des infrastructures de transport de l'Union européenne.
La ville de Galați a six entrées routières, avec accès par diverses routes nationales et départementales et vers la République de Moldavie/Ukraine - par la route européenne E87. L'accès à la municipalité peut également se faire en train (depuis Tecuci, Brăila, Bârlad), ou sur le Danube maritime (dont permet l'accès des navires de tonnage moyen avec un tirant d'eau plus grand), étant l'une des liaisons les plus importantes du pays, avec des voies d'accès aux corridors européens. La liaison ferroviaire est en mesure de faire le passage du standard ferroviaire européen (voie normale) à celui des pays de l'Europe de l'Est (voie large):68.

#### Transport public

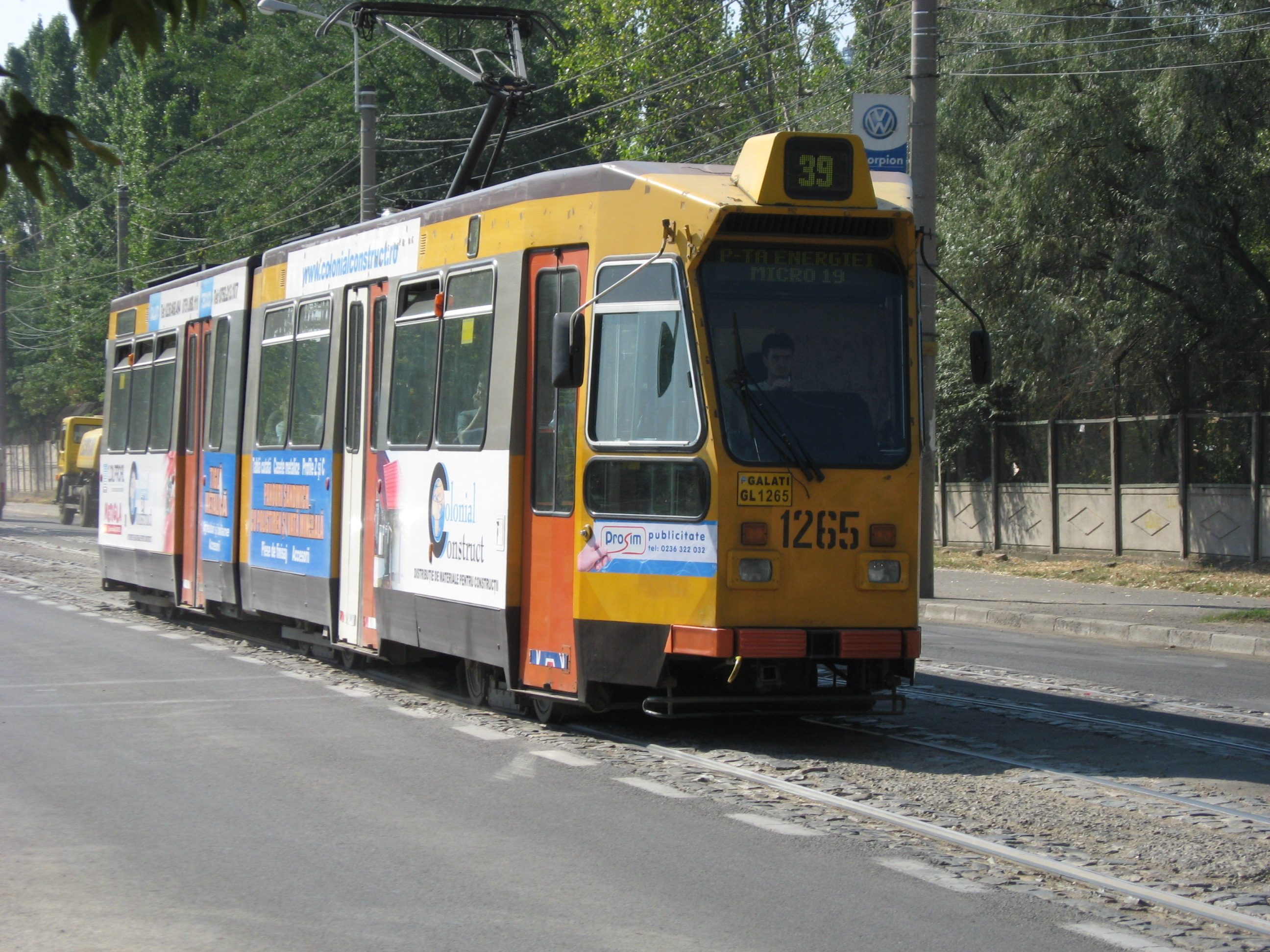
La ville était déjà desservie, dans les années 1930, par les rames de l'ancien tramway de Galați, tel ici, rue Traian.

À fin 2021, le réseau local de transport en commun, monopole de la société de transport local « Transurb », propriété de la mairie de Galați, compte 104 autobus circulant sur 29 lignes, 18 trolleybus sur deux lignes et dix tramways sur trois lignes, d'une longueur totale de 490 km. De plus, 2 009 permis de taxi ont été délivrés.
Les transports publics routiers départementaux par lignes régulières, qui desservent la municipalité de Galaţi, sont concédés à des entreprises commerciales, qui exploitent 39 lignes, avec 364 départs quotidiens:75.
Le transport public routier inter-comté par des services réguliers est géré par des opérateurs privés. Il y a 118 trajets quotidiens, avec des départs/arrivées dans les deux gares routières:75.

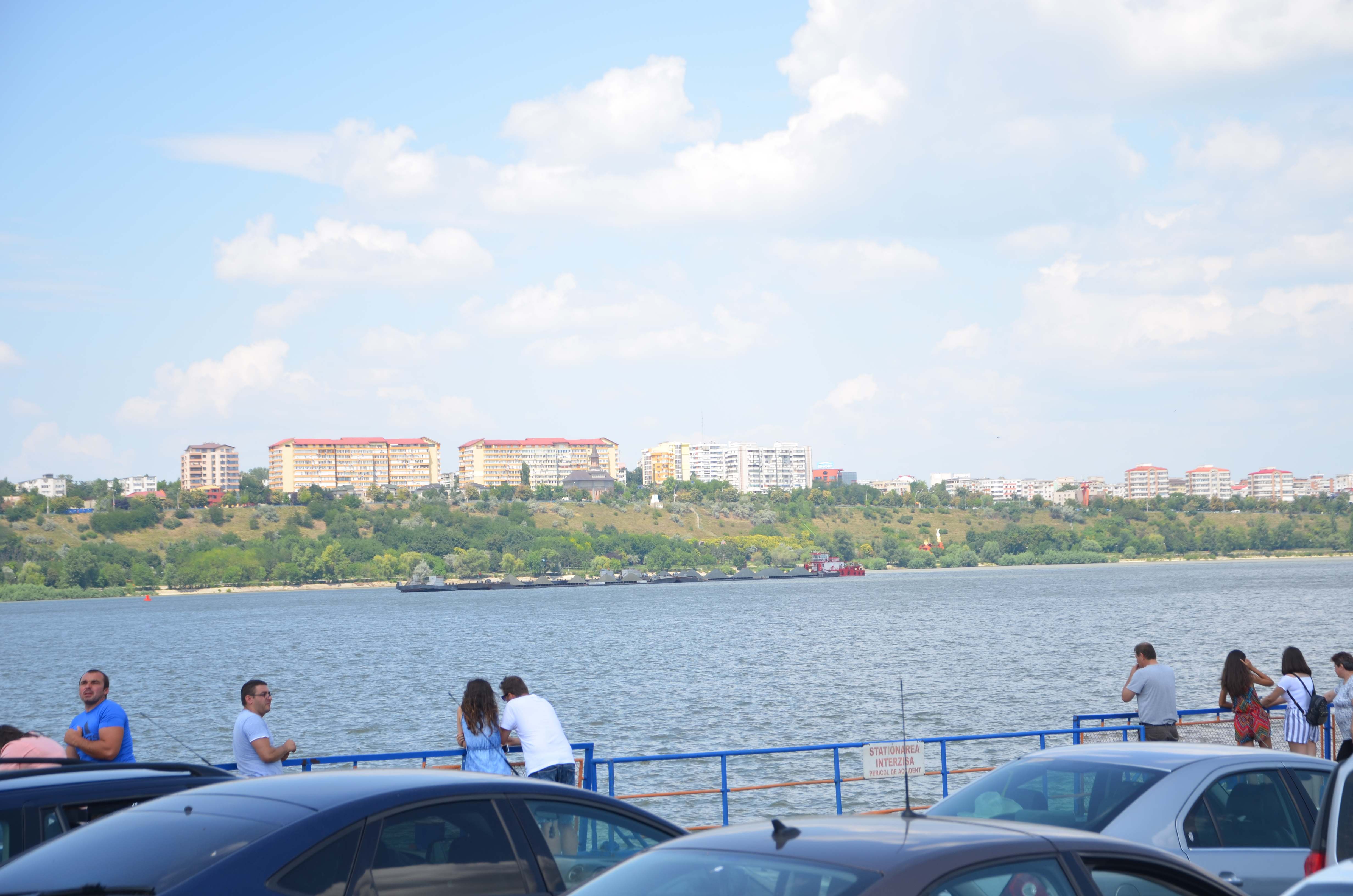
Vue de Galați depuis le bac sur le Danube.

Le réseau de transport fluvial est assuré par le Danube, qui délimite le territoire de la commune sur une longueur d'environ 10 km, exploité par une entreprise privée qui fournit des services de transbordement fluvial entre les deux rives du Danube, via le point de passage par ferry entre la digue du Danube et la commune I.C. Brătianu:76. Galați possède également une gare fluviale avec des liaisons régulières pour le transport de personnes vers Brăila, Tulcea, et le delta du Danube.
En termes de transport naval de marchandises, le port de Galați est le plus grand port de Roumanie sur le Danube et se compose de trois quais portuaires : Port Docuri, Port Bazinul Nou et Port Mineralier:76.

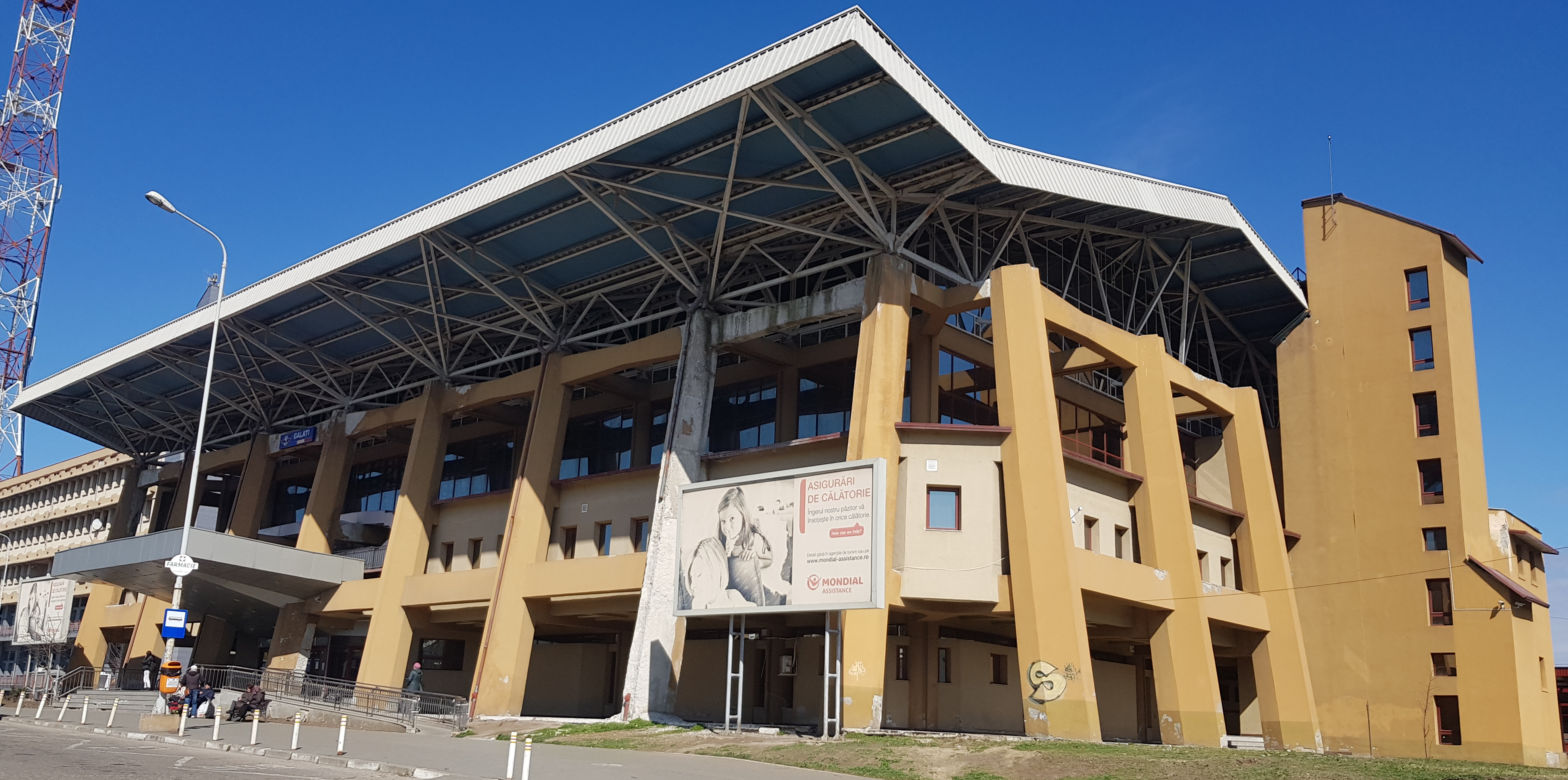
Gare de Galati.

Le réseau ferroviaire locale est relié à la ligne principale 700 (Bucarest - Brăila - Galaţi) et aux lignes secondaires 703 (Galați - Bârlad) et 704 (Galaţi - Tecuci – Mărășești). Il existe trois gares ferroviaires sur le territoire de la ville : Galați, Barboși et Filești:76.
En ce qui concerne les systèmes de transport alternatif, l'infrastructure existante au niveau de la Commune de Galati consacrée au vélo ne totalise pour l'instant qu'environ 17,5 km:78. Des trottinettes électriques peuvent également être louées en ville, notamment pour se déplacer dans les rues principales et sur les quais du Danube.

### Jumelages
La ville de Galați est jumelée avec:
- Pessac (France) depuis 1993
- Jesi (Italie)
- Ancône (Italie)
- Coventry (Royaume-Uni)
- Le Pirée (Grèce)
- Wuhan (Chine)
- Hammond (États-Unis)
- Puerto Limón (Costa Rica)
- Mykolaïv (Ukraine)
- Odessa (Ukraine)
- Yalta (Ukraine)
- Sébastopol (Ukraine)

## Économie

### Histoire de l'économie locale
La situation au carrefour de deux grandes routes internationales, reliant le monde septentrional au monde byzantin méridional, mais aussi l'Europe occidentale à la Tartarie orientale, a favorisé l'implantation rurale consolidée au XIIIe siècle. La modeste activité depuis lors sera amplifiée au siècle suivant, faisant le passage au marché (ville), un processus qui prend des proportions après la conquête par les Turcs des forteresses danubiennes Chilia et Cetatea Alba, juillet-août 1484, Galați restant le seul port de Moldavie avec un rôle important dans le commerce intérieur, mais aussi dans le commerce polono-turc, dans lequel se mêlaient des marchands roumains et italiens, plus nombreux après le milieu du XVIe siècle.
Les voyageurs étrangers qui passent par Galați au XVIIe siècle sont impressionnés par l'abondance de la nourriture et son prix exceptionnel. « J'ai trouvé beaucoup de bon poisson à très bon marché » note le marchand italien Tommaso Alberti, tandis qu'un voyageur français note en 1676 qu'« après Iași, Galați est la ville la plus importante de Moldavie ». « Des navires de tous bords arrivaient dans le port, chargeant des produits pour Constantinople et d'autres grands centres de l'Empire ottoman », a écrit un missionnaire catholique en 1680. Les marchandises apportées d'Orient étaient vendues dans les foires de Moldavie, mais aussi à Bucarest ou en Transylvanie.
La vie prospère de la ville et son essor économique et démographique (au milieu du XVIIe siècle il y avait environ 3 000 habitants et 300 maisons) a été souvent interrompue par les nombreuses invasions et destructions causées par les Turcs et les Tatars, par les cinq guerres russo-turques menées sur le territoire de l'ancienne Moldavie (1711, 1736-1739, 1768-1774, 1789-1791, 1806-1812), ainsi que par la répression de Filikí Etería, lorsque la ville fut incendiée, chaque fois les habitants endurant la dureté des occupations, les Russes surpassant de loin les abus des Ottomans. Les malheurs se sont multipliés par la dizaine d'épidémies de peste, certaines durant par intermittence pendant deux ans.
Les destructions, lorsqu'elles se produisaient, se dissipaient rapidement, certains voyageurs étrangers n'en tenant pas compte. Un missionnaire catholique de Pologne remarqua, en 1748, le grand nombre de navires venant de Constantinople « dans ce port célèbre ». Dans une lettre russe de 1770, en pleine guerre russo-turque, il est écrit que la foire de Galaţi est « célèbre pour commercer ». Après la guerre russo-turque de 1806-1812, le consul britannique à Bucarest écrit que « Galați est le grand marché pour les produits des deux Principautés et où sont débarqués les principaux articles d'importation ».
Pendant les périodes de paix, quelques usines fonctionnaient également dans la ville. En 1786, il y avait « une usine de viande salée », où 10 000 bœufs étaient abattus, en 1811 il y avait une « usine de pâtes », et dans les chantiers navals, situés à peu près là où ils se trouvent aujourd'hui, des « bateaux à trois mâts pour les Turcs ont été construits », environ 10-12 chaque année.
L'Autriche sera la première puissance à traiter, en 1775, avec la Sublime Porte, pour « un commerce utile sur le Danube », organisant des compagnies maritimes, établissant des entrepôts de marchandises à Galati, ce que, en 1806, le consul d'Autriche présenta comme « important port et entrepôt ». La Russie ne concurrencera pas la navigation autrichienne, mais établira, en 1775, le premier consulat local, la France et l'Angleterre réussissant à créer des vice-consulats en 1805. Un voyageur allemand, en 1829, estimait que le port de Galaţi disputerait sa suprématie à les ports de la mer Noire, Odessa ne faisant pas exception. L'afflux de navires qui accostent ici augmente, 54 en 1831, 97 en 1843, avec l'ajout des trois vapeurs autrichiens qui commencent à circuler régulièrement à partir de 1834. L'expansion du marché étranger galate, soutenue par le marché intérieur et stimulée par l'application du Regulamentul Organic en Moldavie en janvier 1832, a conduit à l'établissement du régime de port franc, le 1er juin 1837. L'intérêt accru pour les produits moldaves, manifesté en particulier par l'Angleterre, a déterminé l'expansion de la foire, Galați devenant, vers l'année de l'Union des Principautés roumaines (1859), le centre du commerce de la Moldavie. Le règne de Cuza a apporté à la ville, dès le début, une série d'améliorations, de sorte qu'elle est devenue un « grand marché commercial et le principal port maritime des Principautés », le nombre de navires étrangers qui ont accosté à Galaţi, augmentant au cours des deux années suivantes de 911 à 1 147. Le long et laborieux règne du roi Carol Ier, commencé le 10 mai 1866, poursuivi après sa mort, en 1914, par celui de son petit-fils, Ferdinand Ier, assura à la fois le développement des institutions créées par Cuza, ainsi que l'apparition de nouvelles, nécessitées par l'expansion de l'industrie et du commerce.

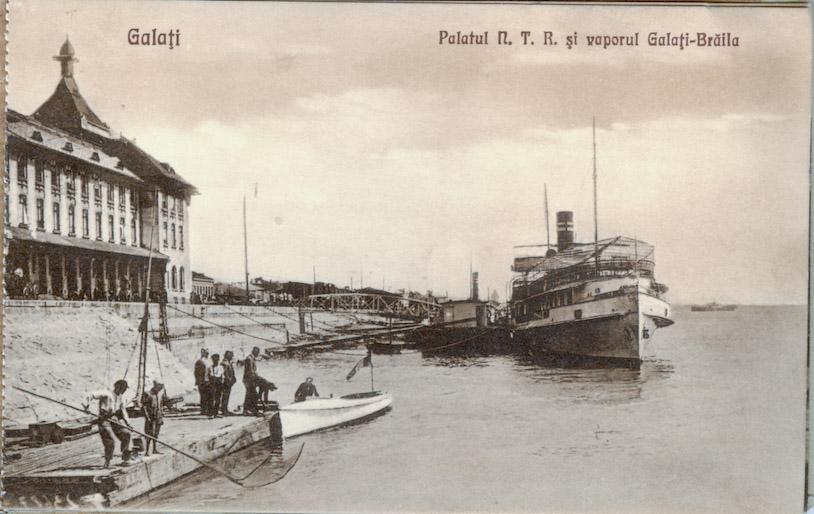
Le navire à passagers Galati-Brăila dans le port de Galați en 1906.

De quelques usines en 1870, il y en avait 41 en 1908, encore renforcée par la loi d'encouragement de l'industrie nationale de 1912. L'activité commerciale s'est poursuivie également grâce à l'exportation massive de céréales.
Après la fin de la Première Guerre mondiale et la réalisation de l'union de toutes les provinces habitées par les Roumains, le nouvel État formé le 1er décembre 1918 et confirmé par le Traité de Paris (1920) - la Grande Roumanie - dont le cadre économique, social et politique s'est fortement élargi, le territoire s'est agrandi, la population aussi. Galati atteint rapidement 150 000 habitants, sur une superficie de 150 ha. La nécessité de s'adapter aux nouvelles structures économiques, fondées sur de grandes concentrations de capitaux, roumains et étrangers, s'est imposée. En 1926, il y avait plus de 160 entreprises dans la ville, avec un capital social de plus de 650 millions de lei. Certaines ont connu une évolution spectaculaire, le chantier naval passant d'un capital de 4 millions de lei en 1920 à 150 millions en 1938. L'usine « Titan », futur laminoir d'étain, a connu une évolution similaire. Cependant, la main-d'œuvre la plus importante était concentrée dans l'industrie textile, ce qui plaçait Galati à la tête de ce secteur industriel.
Au cours de la Deuxième Guerre mondiale, Galaţi connut de multiples destructions en particulier en 1944 avec les bombardements américains, russes et allemands.
Après la guerre, la reconstruction de la ville, tant sur le plan économique que structurel, s'est d'abord faite très difficilement et sur une longue période. La Roumanie a dû rembourser une énorme dette de guerre, imposée par les Soviétiques, en exportant massivement des matières premières. Afin d'accélérer le rythme de ces expéditions, qu'ils ne payaient pas, les Soviétiques imposèrent le prolongement de leur chemin de fer, qui avait un écartement plus large, jusqu'à la gare de Galati, où se trouvait la station Larga » et avait une connexion directe avec la réseau ferroviaire roumaine. Toujours dans cette zone, un oléoduc a été mis en place du jour au lendemain pour s'emparer des produits pétroliers roumains, dans les mêmes conditions de pillage. Le marché intérieur et l'activité commerciale de la ville ont considérablement diminué en raison des conditions difficiles dans lesquelles fonctionne le trafic ferroviaire, mais aussi en raison du départ des commerçants étrangers, ainsi que des roumains, menacés par le communisme.
La revitalisation de l'industrie galate aura lieu dans les nouvelles conditions, en passant par différentes étapes. Le profil métallurgique dominant s'imposera avec l'initiation de la construction d'une aciérie géante, le 17 juillet 1962, le chantier naval restant, malgré la technique de construction de classe mondiale, sur le plan secondaire. Au fil du temps, la reconstruction proprement dite de la ville s'est également intensifiée, d'abord dans la zone centrale détruite par les armées allemandes, puis vers la périphérie, sous la pression démographique aiguë de l'exode rural vers la ville, dû à l'industrialisation forcée.

### Période en cours
L'unité industrielle la plus importante de Galaţi - l'aciérie - a été privatisée en 2001, reprise par la société LNM Holdings NV, à partir de 2004 une partie de Mittal Steel, qui est devenue ArcelorMittal en 2006, à l'époque leader mondial de la sidérurgie. En 2019, l'aciérie a été acquise par Liberty House Group. En 2021, elle comptait près de 5 000 employés et un bénéfice net d'environ 250 millions d'euros (1,36 milliard de RON - 6e place au niveau national), avec un chiffre d'affaires de plus de 2 milliards d'euros (9,4 milliards de RON). La deuxième unité industrielle la plus importante de Galati, le chantier naval de Galați, a été créée en 1897 et privatisée en 1999, acquise par Holland Damen Shipyards Group. En 2021, elle comptait près de 1 700 employés et un bénéfice net d'environ 8 millions d'euros (37 millions de RON), avec un chiffre d'affaires d'environ 150 millions d'euros (587 millions de RON). Le port de Galaţi (superficie totale: 864 131 m2) est le plus grand port fluvial et maritime sur le Danube et le deuxième plus grand port roumain après Constanţa - le plus grand port de la mer Noire. Grâce à sa localisation sur les rives du Danube et à proximité des frontières avec la Moldavie et l'Ukraine, une plate-forme multimodale de transfert logistique (naval-route-rail) est en cours de construction à Galati, ce qui entraînera une augmentation du volume des échanges de marchandises avec l'Europe de l'Est et l'importance de la ville en termes de commerce international.

### Données statistiques
Du point de vue du produit intérieur brut, selon les statistiques présentées sur le site analize.ro, en 2019, le județ de Galați occupait la 18e place, avec 3 787 millions d'euros et une part de 1,7 % du PIB national.
Actuellement, 10 140 agents économiques sont enregistrés au niveau de la Commune de Galați, dont :
- Micro-entreprises - entre 0 et 9 salariés : 9 329 entreprises
- Petites entreprises - entre 10 et 49 salariés : 638 entreprises
- Entreprises moyennes - entre 50 et 249 salariés : 141 entreprises
- Grandes entreprises - entre 250 et 999 salariés : 28 entreprises
- Très grandes entreprises - plus de 1 000 salariés : 4 entreprises.

| Secteur économique | Domaine d'activité                                                                                        | Chiffre d'affaires (lei) | %      | Chiffre d'affaires (lei) | %      |
| ------------------ | --- | ------------------------ | ------ | ------------------------ | ------ |
| Secteur primaire   | Agriculture, sylviculture et pêche                                                                        | 224 444 134              | 1,1 %  | 224 444 134              | 1,1 %  |
| Secteur secondaire | Industrie extractive                                                                                      | 12 994 256               | 0,1 %  | 224 444 134              | 1,1 %  |
| Secteur secondaire | Industrie manufacturière                                                                                  | 8 075 819 064            | 38,8 % | 224 444 134              | 1,1 %  |
| Secteur secondaire | Production et fourniture d'électricité et d'énergie thermique, de gaz, d'eau chaude et de climatisation   | 348 106 003              | 1,7 %  | 224 444 134              | 1,1 %  |
| Secteur secondaire | Distribution d'eau, assainissement, gestion des déchets, activités de décontamination                     | 542 197 797              | 2,6 %  | 224 444 134              | 1,1 %  |
| Secteur secondaire | Construction                                                                                              | 1 239 782 114            | 6,0 %  | 224 444 134              | 1,1 %  |
| Secteur tertiaire  | Commerce de gros et de détail; réparation de véhicules à moteur et de motos                               | 7 886 824 028            | 37,9 % | 10 351 168 163           | 49,8 % |
| Secteur tertiaire  | Transport et stockage                                                                                     | 1 007 869 583            | 4,8 %  | 10 351 168 163           | 49,8 % |
| Secteur tertiaire  | Hôtels et restaurants                                                                                     | 195 654 584              | 0,9 %  | 10 351 168 163           | 49,8 % |
| Secteur tertiaire  | Informations et communications                                                                            | 161 763 151              | 0,8 %  | 10 351 168 163           | 49,8 % |
| Secteur tertiaire  | Intermédiation financière et assurance                                                                    | 73 440 914               | 0,4 %  | 10 351 168 163           | 49,8 % |
| Secteur tertiaire  | Opérations immobilières                                                                                   | 82 825 640               | 0,4 %  | 10 351 168 163           | 49,8 % |
| Secteur tertiaire  | Activités professionnelles, scientifiques et techniques                                                   | 408 371 265              | 2,0 %  | 10 351 168 163           | 49,8 % |
| Secteur tertiaire  | Activités de services administratifs et activités de services de soutien                                  | 304 682 122              | 1,5 %  | 10 351 168 163           | 49,8 % |
| Secteur tertiaire  | Administration publique et défense, assurance sociale du système public                                   | 1 477 804                | 0,0 %  | 10 351 168 163           | 49,8 % |
| Secteur tertiaire  | Enseignement                                                                                              | 13 879 673               | 0,1 %  | 10 351 168 163           | 49,8 % |
| Secteur tertiaire  | Santé et assistance sociale                                                                               | 82 644 645               | 0,4 %  | 10 351 168 163           | 49,8 % |
| Secteur tertiaire  | Activités scéniques, culturelles et récréatives                                                           | 91 174 180               | 0,4 %  | 10 351 168 163           | 49,8 % |
| Secteur tertiaire  | Activités des organisations et organismes extraterritoriaux                                               | 0                        | 0,0 %  | 10 351 168 163           | 49,8 % |
| Secteur tertiaire  | Activités des ménages privés en tant qu'employeurs de personnel domestique ; activités des ménages privés | 261,813                  | 0,0 %  | 10 351 168 163           | 49,8 % |
| Secteur tertiaire  | Autres activités de services                                                                              | 40 298 761               | 0,2 %  | 10 351 168 163           | 49,8 % |

La commune de Galaţi a un fort profil industriel, dans le contexte où 38,8 % du chiffre d'affaires au niveau de la commune est généré par des entreprises actives dans l'industrie manufacturière qui occupe la première place, suivie par le commerce, la construction et le transport et stockage.
Le plus grand nombre d'entreprises commerciales est enregistré dans le domaine du commerce (37,9 %), suivi de la construction (10,0 %), de la fabrication (8,6 %) et des activités professionnelles, scientifiques et techniques (7,8 %):57.
En 2018, la population occupée a atteint un total de 65 607 personnes, les activités manufacturières et commerciales fournissant le plus grand nombre d'emplois, avec des valeurs relativement proches. Les secteurs suivants en termes de nombre d'employés étaient: la construction, le transport et le stockage, les activités de services administratifs et de soutien, les activités professionnelles, scientifiques et techniques, l'hôtellerie et la restauration. La même année, le nombre de chômeurs dans la commune de Galaţi était de 1 563:59-60.

## Culture et patrimoine

### Patrimoine naturel

#### Zones naturelles protégées

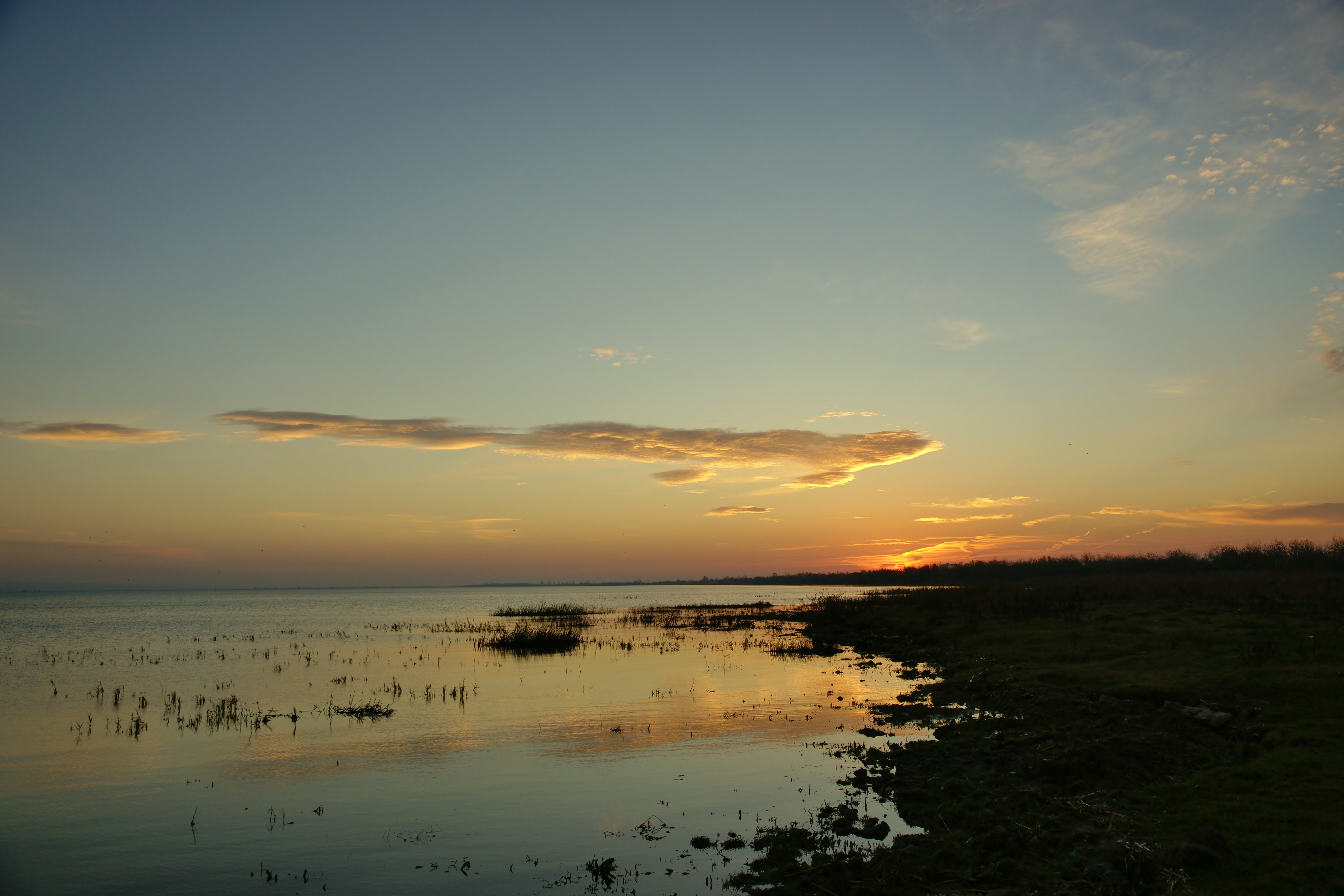
Lever de soleil sur le lac Brateș

Sur le territoire de la municipalité de Galati, il existe deux zones naturelles protégées d'intérêt national:155:
- Site fossilifère de Tirighina-Barboşi - 0,01 km2,
- Ostrovul Prut (partie du parc naturel « Lunca Joasă a Prutului Inferior ») - 0,82 km2

et deux zones protégées d'intérêt communautaire:159:
- Le site d'importance communautaire de « Lunca Joasă a Prutului » - 57,53 km2
- Zone de protection avifaunistique du lac Brateș - 158,79 km2.

#### Zones vertes
Outre les éléments du patrimoine naturel protégé, il existe d'autres éléments géographiques naturels pertinents sur le territoire de la municipalité de Galati:159:
- Danube: 22 km de long, 4 km de falaise paysagée;
- Lac Zătun: 28,5 ha;
- Lac Mălina: 127 ha;
- Lac Cătușa: 30 ha;
- Lac Seromgal: 2 ha;
- Lac La Salcâmi: 5 ha;
- Lac Vânători: 10 ha;

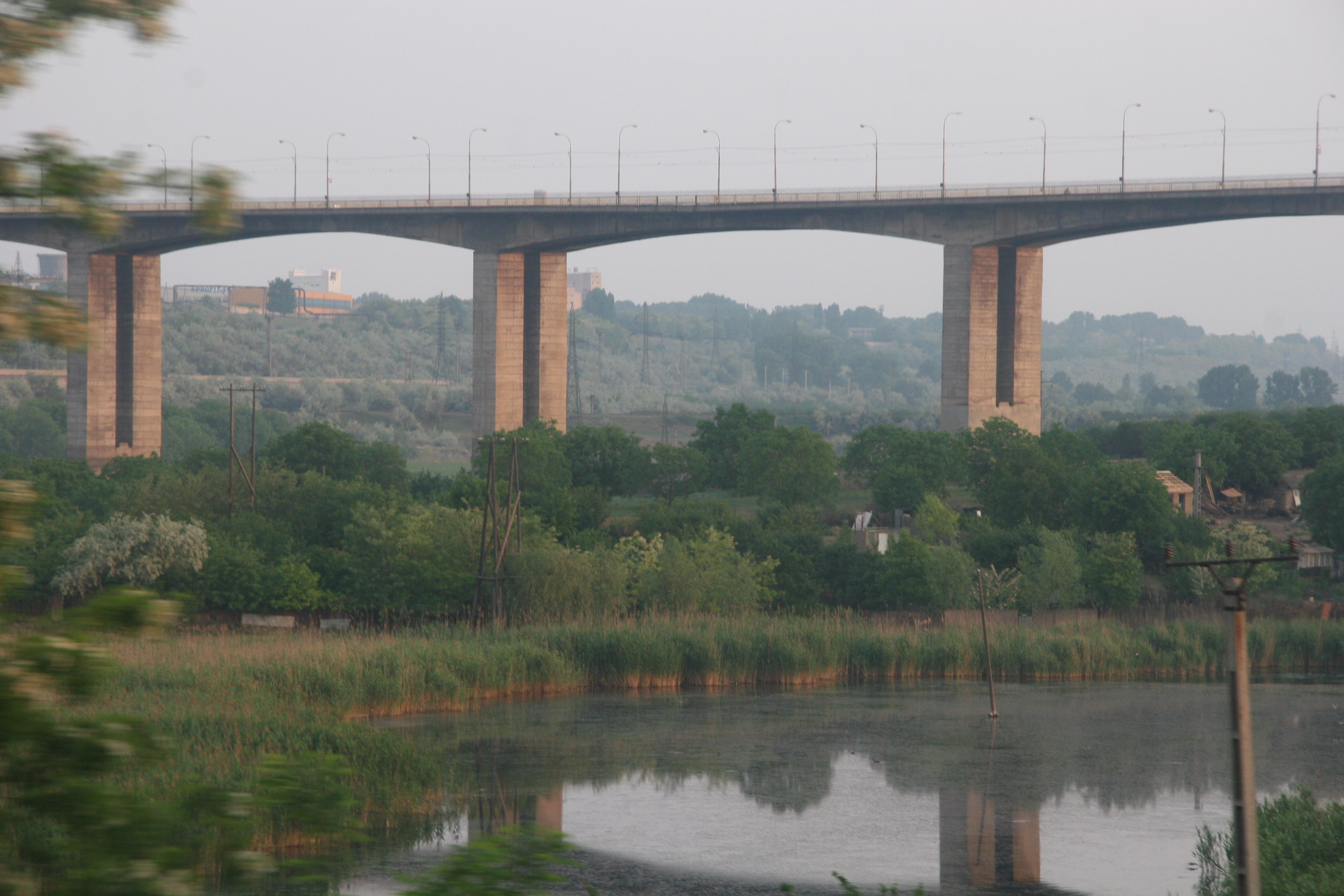
Lac Cătușa

- Tirighina-Barboși: réserve paléontologique.

De plus, des parcs et espaces verts ont été aménagés dans la ville de Galati, notamment:159:
- Le quai du Danube,
- Le Jardin botanique,
- Le Jardin public,
- Parc Selgros,
- Parc Rizer,
- Parc Carol Ier,
- Parc de la tour de télévision,
- Parc Cloșca,
- Parc de la Liberté,
- Parc Vega,
- Parc Eminescu.

### Patrimoine culturel
Galați est dotée de nombreux équipements culturels. La ville possède de nombreux monuments historiques, musées consacrés à l'art, à l'histoire, ou à l'histoire et aux traditions locales, un théâtre dramatique, un théâtre national d'opéra et d'opérette, un théâtre de marionnettes, des bibliothèques à vocation régionale et plusieurs autres institutions artistiques et culturelles.

#### Monuments historiques
La liste des monuments historiques de la municipalité de Galati inscrits au Patrimoine culturel national de la Roumanie est représentative de l'histoire locale.
| No. | Code LMI          | Nom                                                          | Emplacement                                                                                    | Période historique                                     |
| --- | ----------------- | ------------------------------------------------------------ | ---------------------------------------------------------------------------------------------- | ------------------------------------------------------ |
| 1   | GL-I-s-B-02969    | Site archéologique sur le promontoire de l'église "Precista" | entre la rue Traian, la digue du Danube, la rue Roşiori, le promontoire de l'église Precista   |                                                        |
| 2   | GL-I-m-B-02969.01 | Ancienne colonie                                             | entre la rue Traian, la digue du Danube, la rue Roşiori, le promontoire de l'église Precista   | XVIe – XIXe siècles                                    |
| 3   | GL-I-m-B-02969.02 | Nécropole                                                    | entre la rue Traian, la digue du Danube, la rue Roşiori, le promontoire de l'église Precista   | XVIe – XIXe siècles                                    |
| 4   | GL-I-m-B-02969.03 | Fours médiévaux                                              | entre la rue Traian, la digue du Danube, la rue Roşiori, le promontoire de l'église Precista   | XVIIe siècle                                           |
| 5   | GL-I-s-B-02970    | Le site archéologique de Galati, quartier "Dunărea"          | quartier "Dunărea"                                                                             |                                                        |
| 6   | GL-I-m-B-02970.01 | Fortification en terre                                       | la zone W, à l'E de la route Galaţi- Brăila                                                    | IIe – IIIe siècles, époque romaine                     |
| 7   | GL-I-m-B-02970.02 | Nécropole                                                    | la zone W, à l'E de la route Galaţi- Brăila                                                    | IIe – IIIe siècles, époque romaine                     |
| 8   | GL-I-m-B-02970.03 | Castellum romain en terre                                    | la zone W, à l'E de la route Galaţi- Brăila                                                    | IIe siècle, époque romaine                             |
| 9   | GL-I-s-A-02971    | Le site archéologique de Barboşi - Galati                    | le promontoire "Tirighina" et ses versants W, à 300 m de la gare de Barboși                    |                                                        |
| 10  | GL-I-m-A-02971.01 | Castellum romain                                             | le promontoire "Tirighina" et ses versants W, à 300 m de la gare de Barboși                    | IIe – IVe siècles, époque romaine                      |
| 11  | GL-I-m-A-02971.02 | Ancienne colonie                                             | le promontoire "Tirighina" et ses versants W, à 300 m de la gare de Barboși                    | IIe – IVe siècles, époque romaine                      |
| 12  | GL-I-m-A-02971.03 | Ancienne colonie                                             | le promontoire "Tirighina" et ses versants W, à 300 m de la gare de Barboși                    | siècle VIe a. Chr.- Ier siècle p. Chr., époque romaine |
| 13  | GL-I-s-B-02972    | Nécropole tumulaire                                          | sur le plateau de l'aciérie, à l'W du tapis roulant de l'usine, au N de la route Galaţi-Tecuci | IIe – IVe siècles, époque romaine                      |
| 14  | GL-I-m-B-02973    | Caveau funéraire romain                                      | rue Oțelarilor, zone des blocs D14 - D16                                                       | IVe siècle, époque romaine                             |

#### Musées
De nombreuses institutions culturelles sont organisées et fonctionnent à Galați, notamment:162: 
- Centre Culturel « Dunărea de Jos »,
- Complexe du Musée des Sciences Naturelles « Răsvan Angheluţă »,
- Musée des Arts Visuels - le premier musée d'art contemporain roumain du pays, inauguré en 1967,
- Musée d'Histoire « Paul Păltănea »,
- Bibliothèque départementale « V.A. Urechia »,
- Musée d'histoire, de culture et de spiritualité chrétiennes,
- Musée d'Art Contemporain,
- Musée « Maison des Collections »,
- Musée « Maison de Cuza Vodă »,
- Maison de la Culture des syndicats,
- Maison de la Culture des Étudiants,
- Musée de la Pêche.

Le patrimoine culturel immatériel comprend des événements annuels, à fort potentiel d'attractivité, d'importance locale, tels que:163:
- Festival de Maquereau,
- La nuit des musées,
- Festival du livre « Axis Libris »,
- Jour du Danube,
- Journée de la Marine,
- Célébrations de la ville de Galați.

#### Bibliothèques
À Galați, il se trouve plusieurs institutions culturelles prestigieuses, telles que : la Bibliothèque V.A. Urechia, la Bibliothèque Universitaire Dunărea de Jos, la Bibliothèque Française Eugen Ionesco, la Maison du Corps Didactique, la Bibliothèque d'Université Danubius, etc.
- La Bibliothèque V.A. Urechia

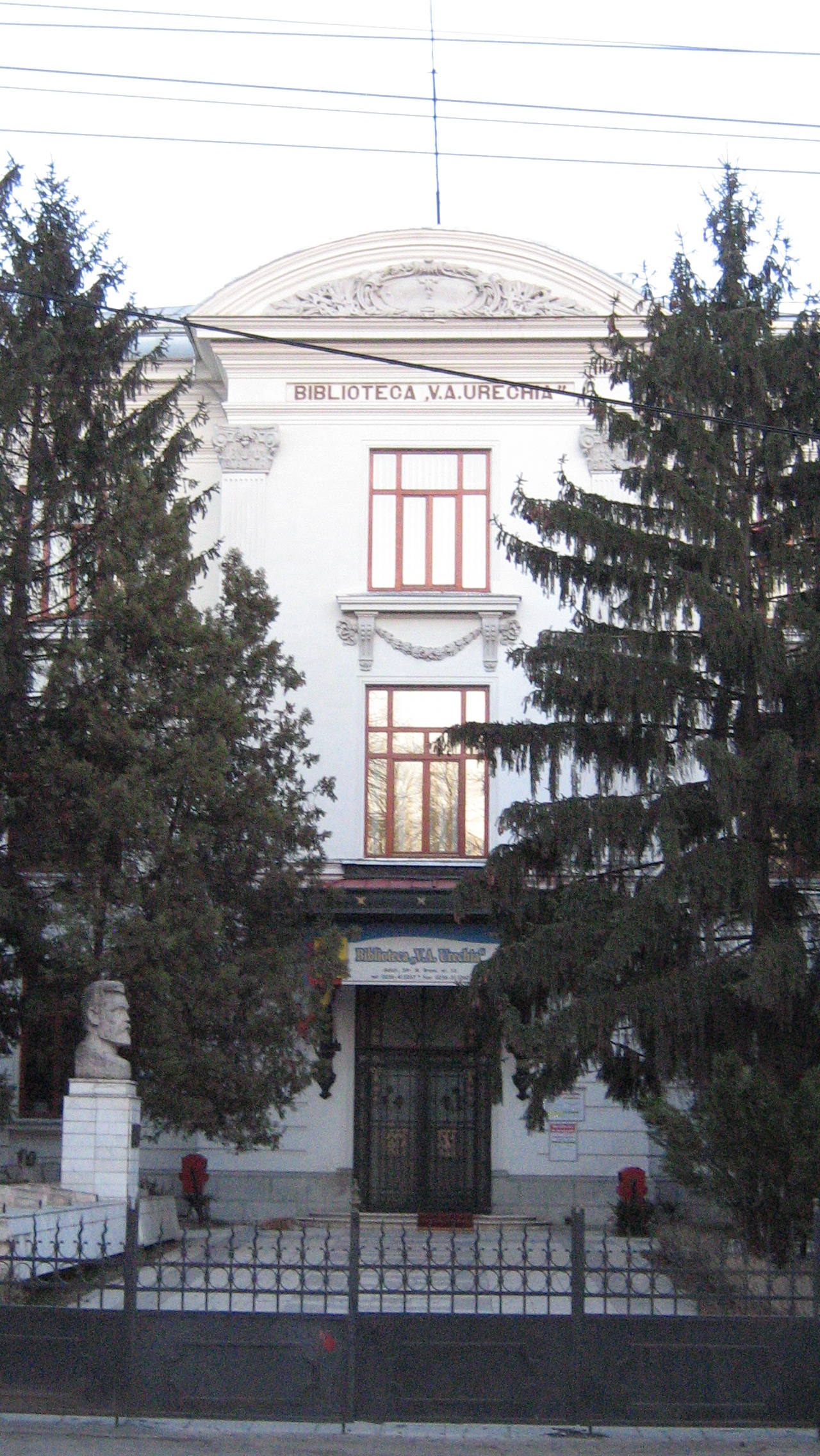
La bibliothèque V.A. Urechia.

À Galati, la plus grande bibliothèque est la bibliothèque V. A. Urechia, créée en 1889, avec la première collection de livres offerts par l'académicien Vasile Alexandrescu Urechia (Basile Alexandresco).
Initialement, le județ de Covurlui (actuellement Galați) a inauguré le 15 octobre 1871 la Bibliothèque publique d'État du județ de Covurlui, qui au cours des deux années suivantes a reçu de nombreux volumes littéraires et spécialisés de la librairie Dupont à Paris.

« Aujourd'hui nous vous annonçons fièrement que ce qui n'était jusqu'à présent qu'une simple aspiration, nous avons fait un constat positif... Trois armoires regorgent de livres si nécessaires à la bonne administration communale et départementale, offerts par la librairie Dupont à Paris. »

— Rapport du Comité permanent du Conseil du județ de Covurlui, 15 octobre 1872

« Cette année nous avons complété la Bibliothèque départementale en apportant des ouvrages d'économie, de législation et de littérature de la librairie Dupont à Paris. Jusqu'à aujourd'hui, notre bibliothèque compte un total de 809 livres et brochures. »

— Rapport du Comité permanent du Conseil du județ de Covurlui, 15 octobre 1873
En octobre 1889, l'académicien Vasile Alexandrescu Urechia fait don de 3 000 à 3 500 volumes pour la création de la bibliothèque publique Urechia. Un an plus tard, le président de la Société d'ethnographie de Paris, Léon de Rosny, écrit à V.A. Urechia qu'il souhaite faire don de sa bibliothèque orientaliste à la Bibliothèque publique de Galaţi. V.A. Urechia intervient auprès du gouvernement roumain pour financer l'envoi de deux jeunes hommes pour récupérer les livres sans résultat. Sa mort interrompt les efforts entrepris. Les lettres de L. de Rosny sont conservées dans les collections de la Bibliothèque nationale de Roumanie.

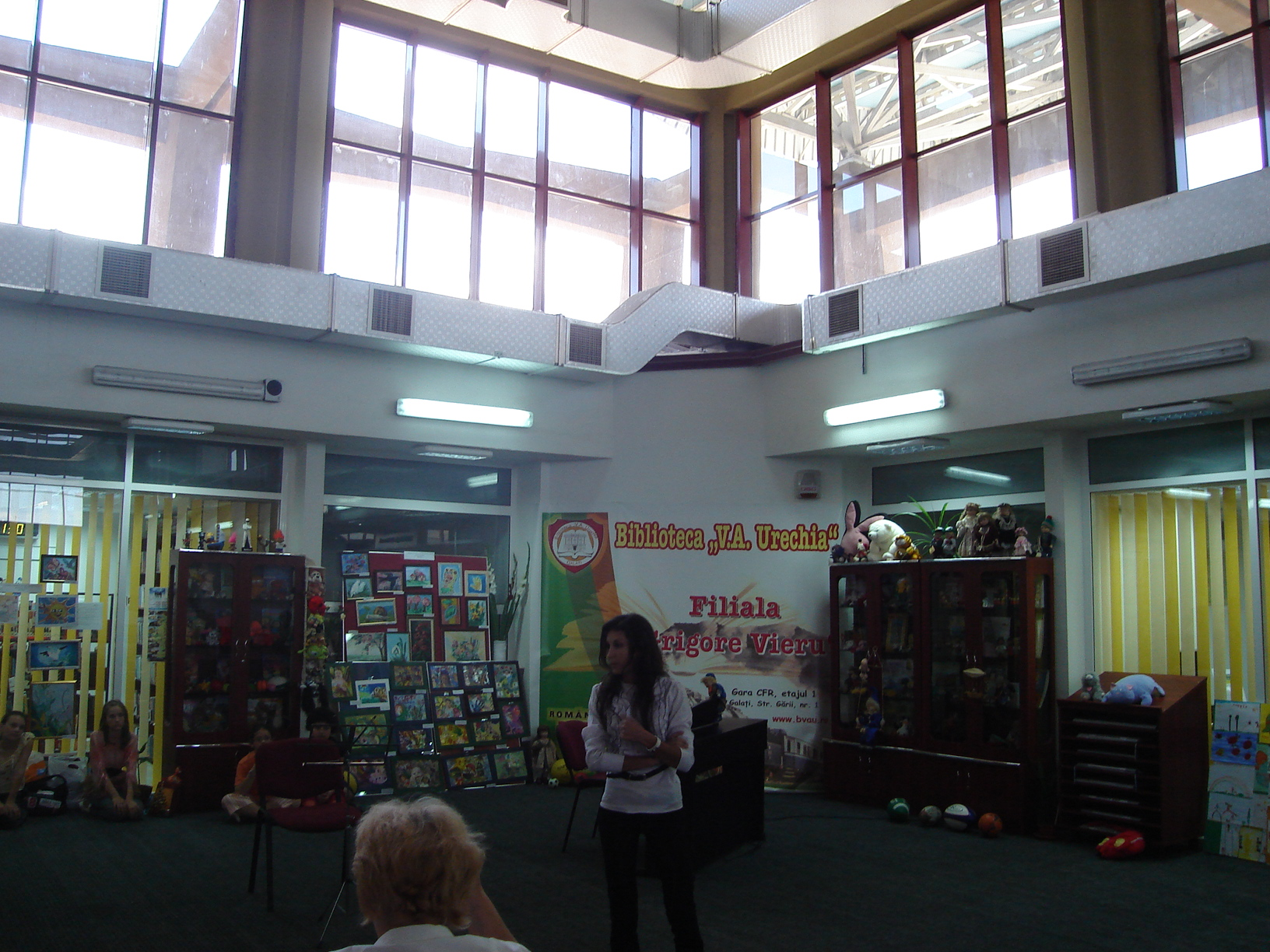
Succursale de la bibliothèque « V.A. Urechia » dans la gare CFR Călători

Actuellement, en mai 2023, la bibliothèque V. A. Urechia compte 726 927 titres et 1 105 233 exemplaires. En termes de services, la bibliothèque a organisé et dispose de sections de prêt pour adultes et enfants, une salle avec des ouvrages encyclopédiques de référence, des salles de lecture spécialisées de 190 places, une salle d'écoute et de vidéo, des catalogues alphabétiques et systématiques sur fiches, pour les collections propres, catalogues imprimés de livres roumains et étrangers, catalogue en ligne de publications monographiques, services spécialisés d'information biographique, bibliographie du județ de Galaţi. Depuis 1991, l'institution est passée à un programme complexe d'automatisation et de traitement de l'information, les bases de données bibliographiques étant accessibles au public, depuis 1994, par des bornes d'interrogation directe ou avec l'aide de personnel spécialisé. La bibliothèque dispose de 30 postes de travail et du progiciel intégré TINLIB. La bibliothèque, prestigieux centre de documentation et d'information, organise des activités spécifiques à son siège et dans d'autres institutions de la ville. La bibliothèque a également développé ses propres ouvrages (Bulletin de la Fondation V. A. Urechia, Annuaire bibliographique du județ de Galaţi, monographies, etc.). La bibliothèque V. A. Urechia possède une collection particulièrement précieuse de livres anciens et rares. Il a également des succursales dans la ville et le județ.

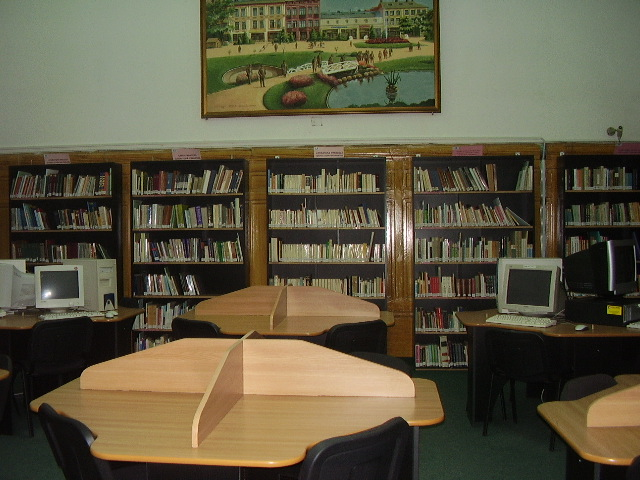
Salle de lecture no. 1 de la bibliothèque de l'Université « Dunărea de Jos »

- La bibliothèque de l'Université Dunărea de Jos
La bibliothèque de l'Université Dunărea de Jos de Galati fait partie intégrante du système national d'enseignement supérieur et participe par ses collections et ses services au processus d'instruction, de formation et d'éducation, ainsi qu'à l'activité de recherche de l'université. Le bureau central de la bibliothèque est situé dans le bâtiment du rectorat, et les 6 succursales sont situées à côté des facultés spécialisées. La bibliothèque répond aux besoins d'information des étudiants, étudiants en master, doctorants, enseignants et chercheurs. Les 7 salles de lecture totalisent 342 places assises, avec libre accès aux rayons et l'organisation des collections dans ces espaces est conforme à la Classification décimale universelle (CDU). L'Université Dunărea de Jos de Galati est membre du consortium Anelis Plus, à travers lequel l'achat partagé d'accès aux bases de données en ligne est possible.
- La bibliothèque de l'Université Danubius

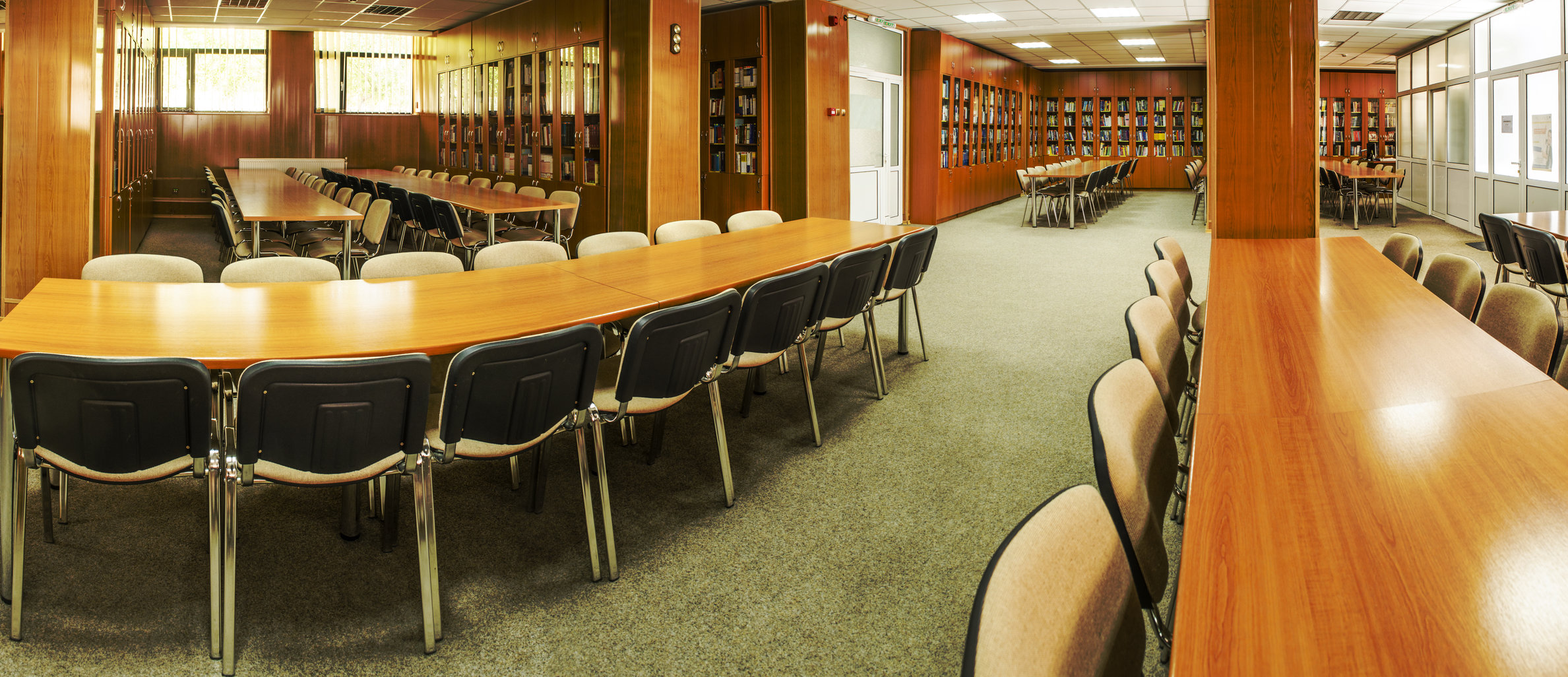
Salle de lecture de la bibliothèque de l'Université Danubius

La bibliothèque de l'Université Danubius, élément fondamental de l'offre académique, répond au besoin de connaissances et de formation professionnelle des futurs spécialistes de l'économie nationale et européenne à travers ses équipements et son environnement. Avec une collection de plus de 40 000 volumes constituée de fonds de revues scientifiques et un accès illimité aux bases de données et bibliothèques virtuelles, la bibliothèque est un complément précieux pour les futurs spécialistes des sciences juridiques, économiques, relations internationales, administration et communication, même les enseignants trouvent ici le principale source d'information scientifique à jour.
- La Maison du Corps Didactique

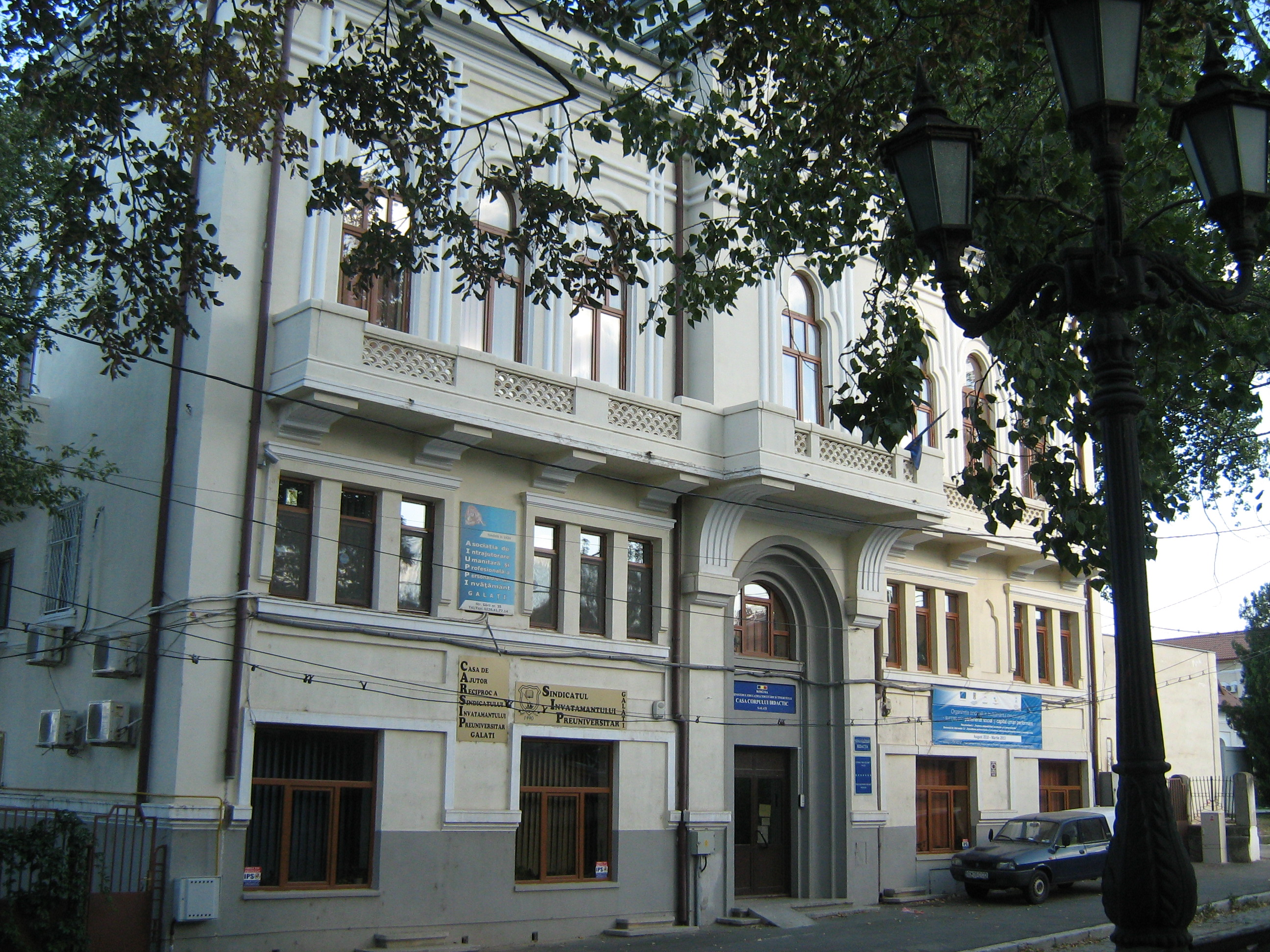
La Maison du Corps Didactique.

Fondée en 1939, elle représente une précieuse bibliothèque spécialisée. L'institution édite le magazine d'information et d'opinion pédagogique Școala Gălățeană (L'école de Galați), publié mensuellement, elle dispose d'une maison d'édition du même nom, sous les auspices de laquelle sont publiés des ouvrages spécialisés ou sur des sujets éducatifs. C'est aussi là que le Cénacle littéraire Anton Holban est actif.
- La bibliothèque française Eugen Ionesco
C'est une bibliothèque privée, fondée en 2001, elle compte 16 000 documents et plus de 7 000 lecteurs. L'objectif est de promouvoir la culture française. La Fondation Eugène Ionesco, qui soutient la bibliothèque, est propriétaire de deux bâtiments dans lesquels la bibliothèque opère.

#### Théâtres et salles de spectacles
Galați accueille trois théâtres - un théâtre dramatique, un théâtre national d'opéra et d'opérette et un théâtre de marionnettes.
-  Théâtre Dramatique « Fani Tardini »

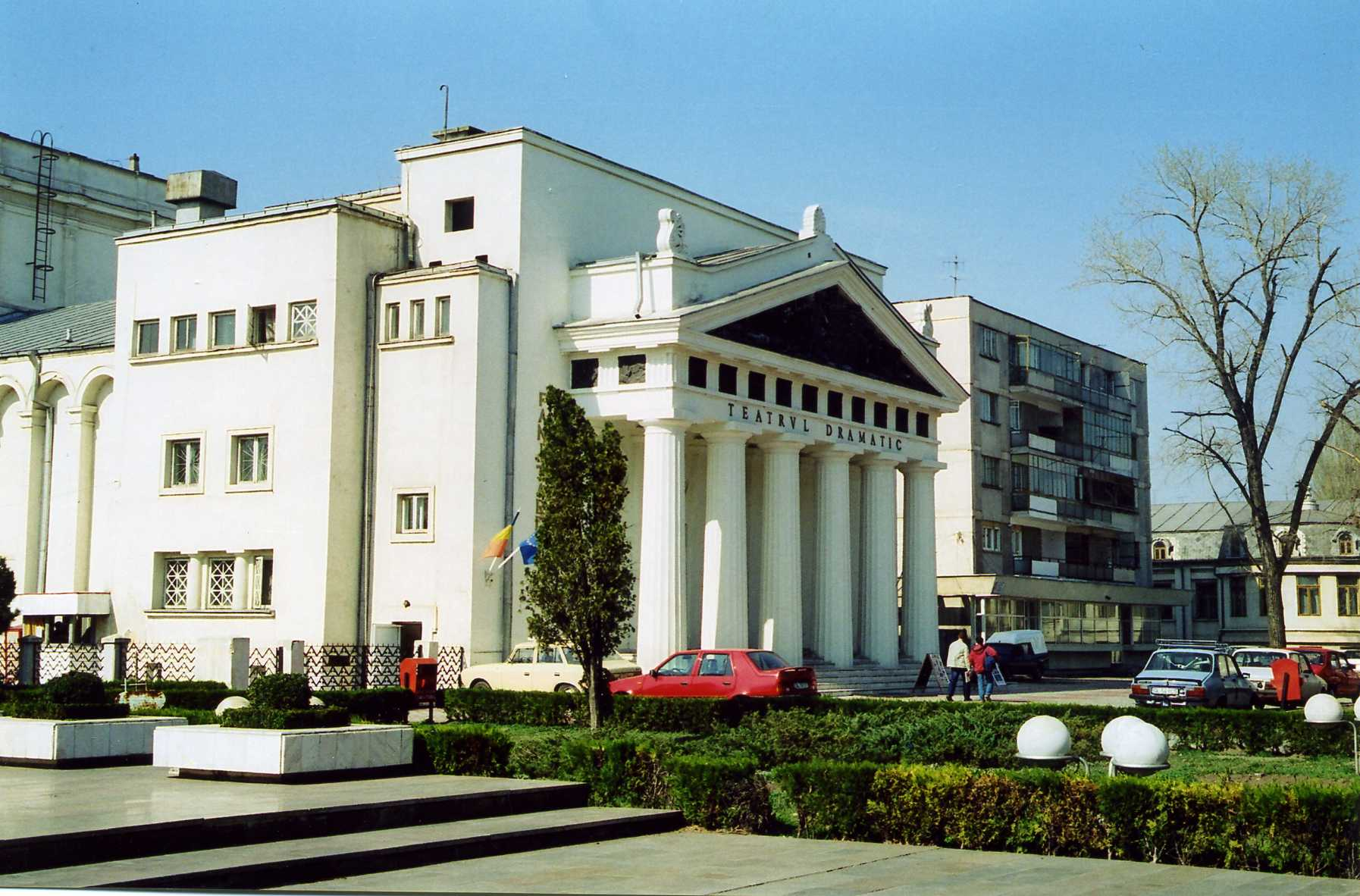
Le théâtre dramatique « Fani Tardini ».

En 1837, des représentations sont données à l'Auberge Ventura par la părcălăbie (direction du comté), comme celle de septembre 1837, pour l'ascension au trône du nouveau souverain. Le 5 février 1848, dans la revue « Albina românească », Gh. Asachi affirme que des tentatives ont été faites pour donner des représentations dans la saison 1847-1848 par un groupe de dilettantes qui composaient la « Société philharmonique ».

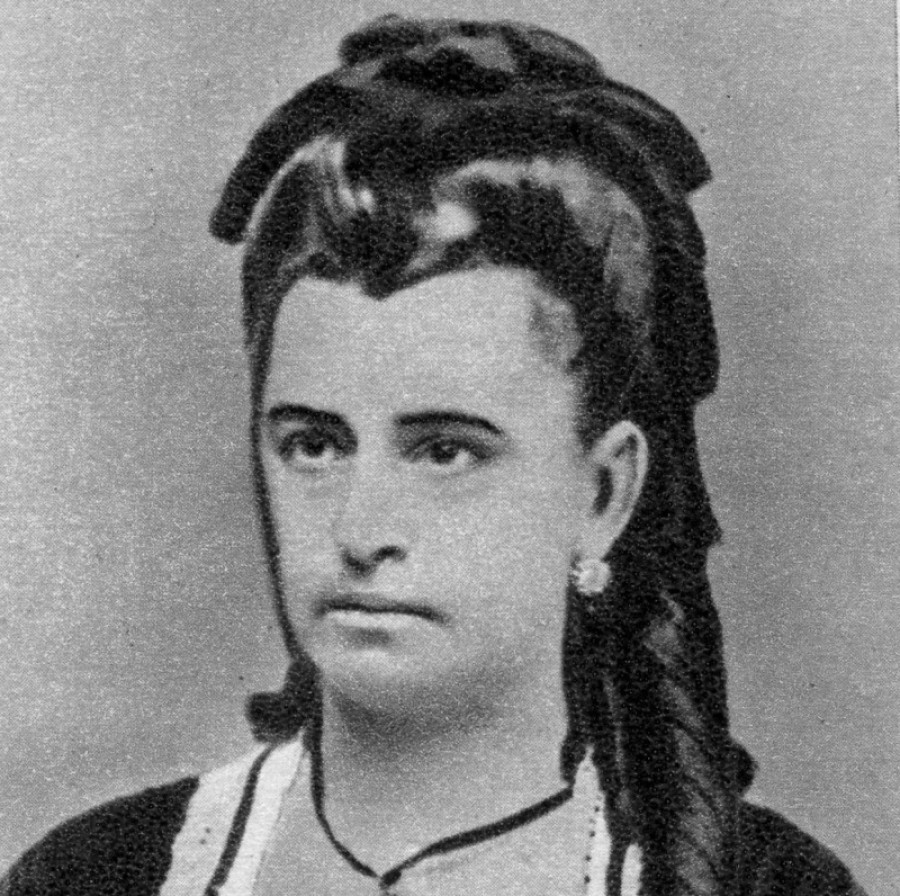
Fani Tardini

En 1851-1853, à Galati, la comédienne Fani Tardini joue aux côtés de Mihail Pascaly, Matei Milo, I. Poni, dans les spectacles Puritains de Londres et Mot de Paris. En 1860, la troupe dirigée par Fani Tardini et Alexandru Vlădicescu donne deux représentations dans un théâtre improvisé dans la rue « Domnească ». En 1863-1864, Teodor Burda informe dans « l'Histoire du théâtre en Moldavie » qu'il existe une salle de théâtre spéciale à Galati, lorsqu'avec la contribution de plusieurs amateurs de théâtre, une grande salle a été construite dans les locaux de l'ancienne bourse sur la rive du Danube, avec une scène et une place séparée pour l'orchestre, où différentes représentations théâtrales ont été données. En mars 1865, alors que le groupe de Fani Tardini était à Cernauti vers la fin de la tournée, Mihai Eminescu les rattrapa et les accompagna à Brasov, en tant que souffleur. En 1866, il y avait un théâtre à Galati sur les terres du marchand Iaconomu. De nombreux groupes roumains et étrangers ont joué ici, y compris des stars mondiales telles que Sarah Bernhardt, Adelina Patti et d'autres. Les travaux du bâtiment actuel du théâtre, alors connu sous le nom de Salle « V.A. Urechia », ont été lancés en 1924 et se sont terminés en 1941. À partir du 1er septembre 1955, le Théâtre d'État de Galati a commencé à fonctionner. Depuis 1973, le Théâtre d'État s'appelle le Théâtre Dramatique Galati, et depuis 2000, le Théâtre Dramatique est devenu le Théâtre Dramatique « Fani Tardini ».
L'organisation du premier Festival national de la Comédie sous le nom de « Colloque sur l'art de la comédie » remonte à 1976, le théâtre dramatique de Galaţi étant le premier théâtre du pays à organiser un tel festival. Après 1990, il a reçu un nouveau nom: « Festingal (Festival international de théâtre de Galaţi) - Comédie d'une manière ou d'une autre ». L'événement est devenu international, notamment grâce à son intégration dans le réseau des festivals de l'I.I.T.M. (Institut International du Théâtre Méditerranéen). Le théâtre dispose de deux salles, la principale, avec une scène tournante, de 242 places au rez-de-chaussée et 79 au balcon.
- Théâtre National d'Opéra et d'Opérette « Nae Leonard »

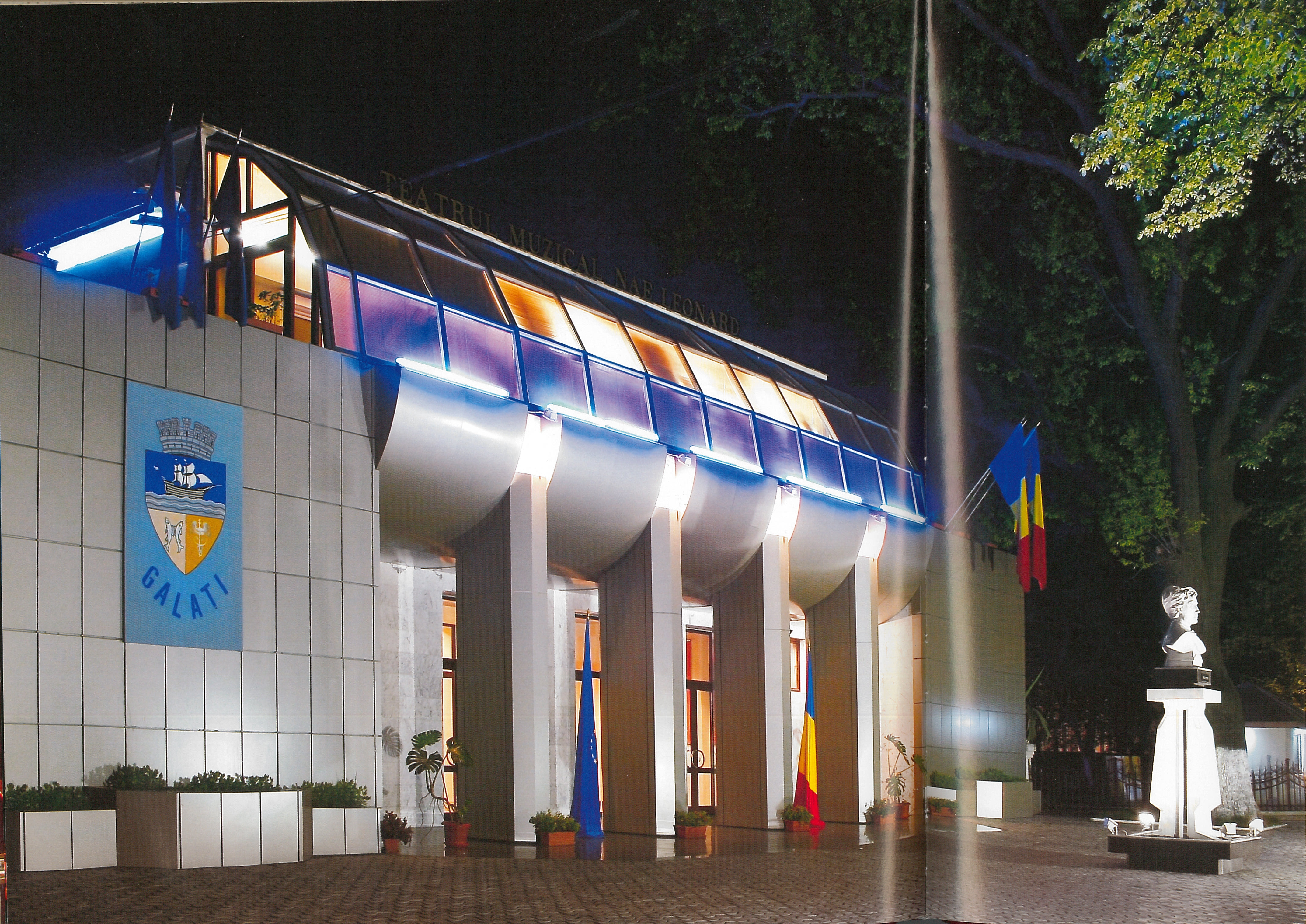
Théâtre National d'Opéra et d'Opérette « Nae Leonard ».

Après la Seconde Guerre mondiale, dans la ville natale du « Prince de l'opérette » Nae Leonard et où Iosif Ivanovici a composé la célèbre valse Les Flots du Danube et donné des concerts dans le jardin public, un groupe de personnes talentueuses et passionnées de musique a réuni autour d'elles des disciples dotés de compétences et de la volonté de faire prospérer la musique dans leur ville. Le 12 juin 1954, l'Ensemble musical du Conseil populaire de Galaţi est fondé, qui deviendra plus tard l'Orchestre symphonique d'État de Galaţi, en 1955. L'année suivante, le Théâtre régional d'opérette et de variétés a été créé, qui a ensuite été rebaptisé Théâtre musical Galaţi, portant aujourd'hui le nom du grand ténor Nae Leonard (depuis 1972).

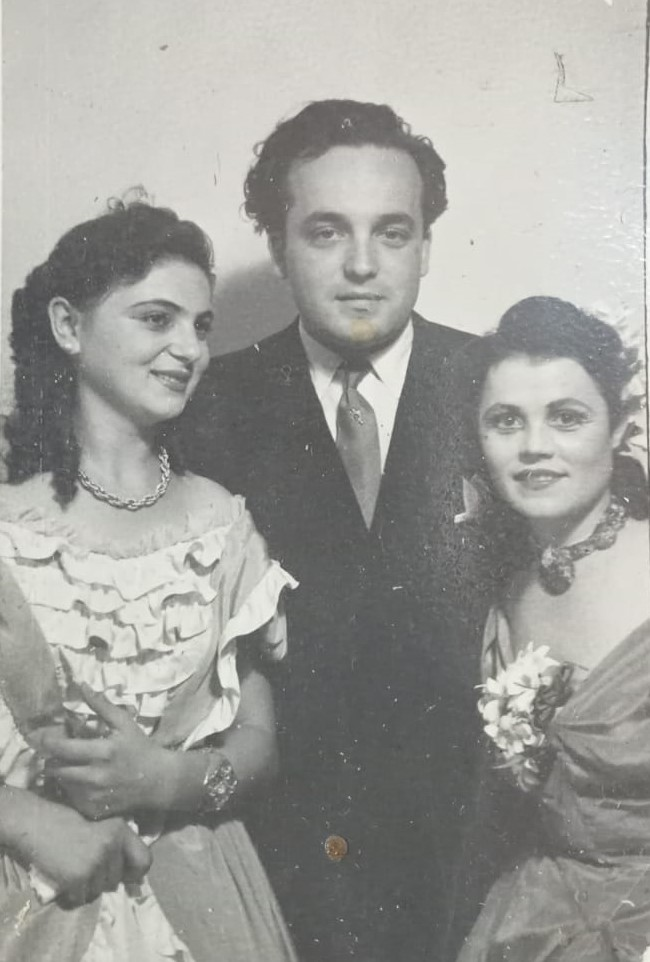
Le premier directeur du Théâtre régional d'opérette et de variétés, le metteur en scène Albert d'Andrée (1956)

En mai 2002, a eu lieu un événement à double signification au niveau national : la première représentation d'opéra en plein air et la première collaboration dans la réalisation d'un événement artistique entre deux institutions de performance musicale : le Théâtre Musical Nae Leonard à Galaţi et le Théâtre d'opéra et de ballet de Constanța, la présentation en plein air de l'opéra Nabucco de Giuseppe Verdi, un événement très médiatisé et diffusé sur Internet, qui a connu un réel succès tant au niveau local que national.
À partir de 2004, le Festival International « Leonard » est organisé avec une large participation de musiciens et de collectifs musicaux d'Europe et d'autres pays du monde. En 2016, pour la première fois, le théâtre a été inclus dans un projet européen très prestigieux. Le projet européen Senses représente une coopération entre trois pays, chacun représenté par une ville : la Roumanie (Galați), la France (Avignon) et l'Italie (Milan). En 2018, le nom du théâtre a été changé en Théâtre national d'opéra et d'opérette « Nae Leonard ». Chaque année, en juin, les amateurs de folk et de rock peuvent profiter pleinement du Danube Folk Festival et du Danube Rock Festival, le mois de septembre est consacré à la musique jazz dans un Danube Blues & Jazz Festival. En plus du collectif artistique, le théâtre comprend quatre départements - orchestre, chœur, ballet et revue.
- Théâtre pour enfants et jeunes « Gulliver »

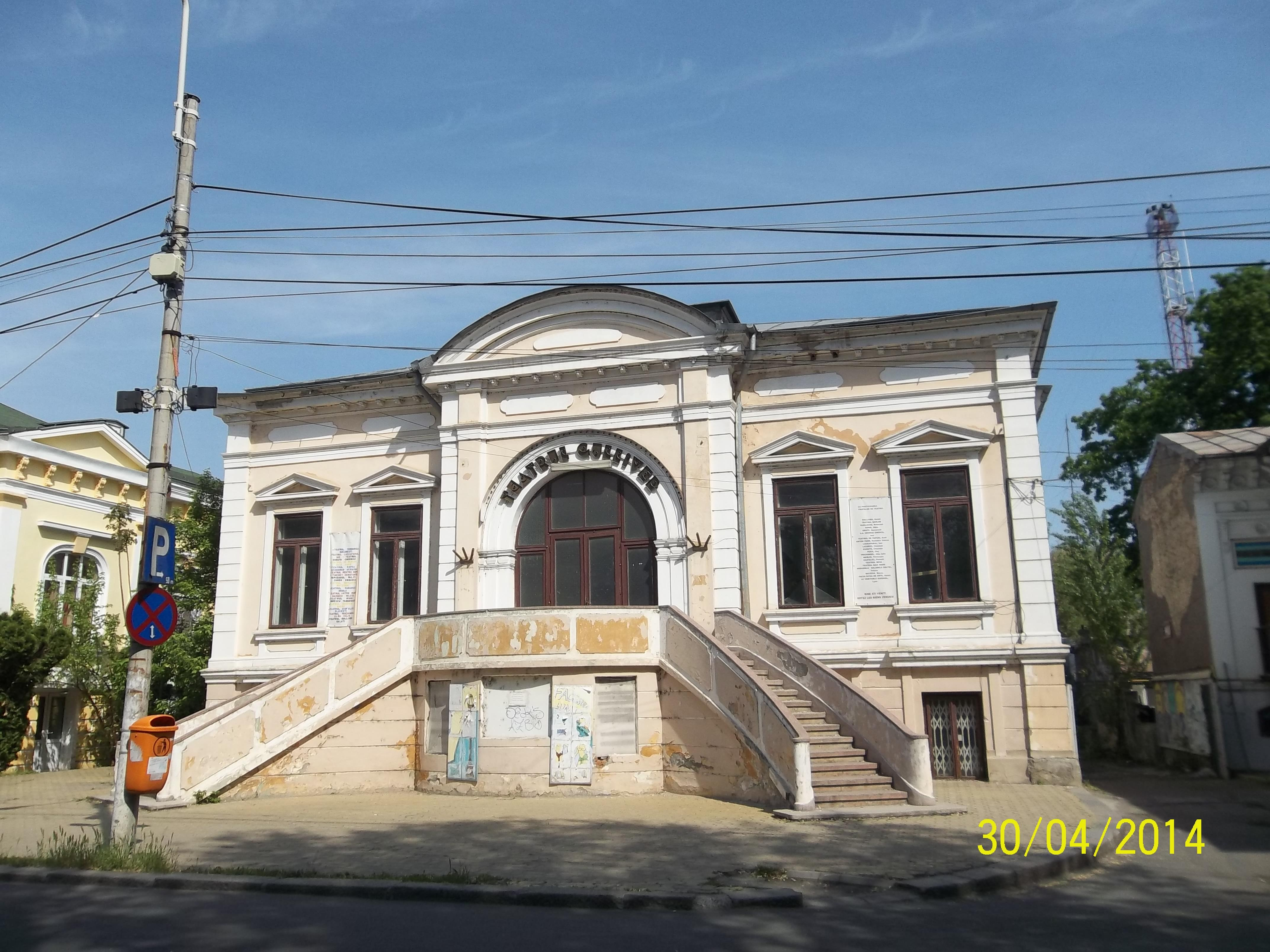
Théâtre pour enfants et jeunes « Gulliver ».

Fondé en 1952, le Théâtre pour enfants et jeunes « Gulliver » (Théâtre de marionnettes) est l'une des institutions théâtrales pour enfants les plus prestigieuses de Roumanie, étant le promoteur de l'un des festivals d'animation les plus importants du pays, le Festival international d'animation « Gulliver », dont la première édition a eu lieu en 1994. Au cours des dernières années, le Théâtre Gulliver a été une présence constante dans de nombreux festivals de théâtre pour enfants et jeunes, ainsi que dans des missions culturelles menées à l'échelle nationale et internationale.

## Tourisme

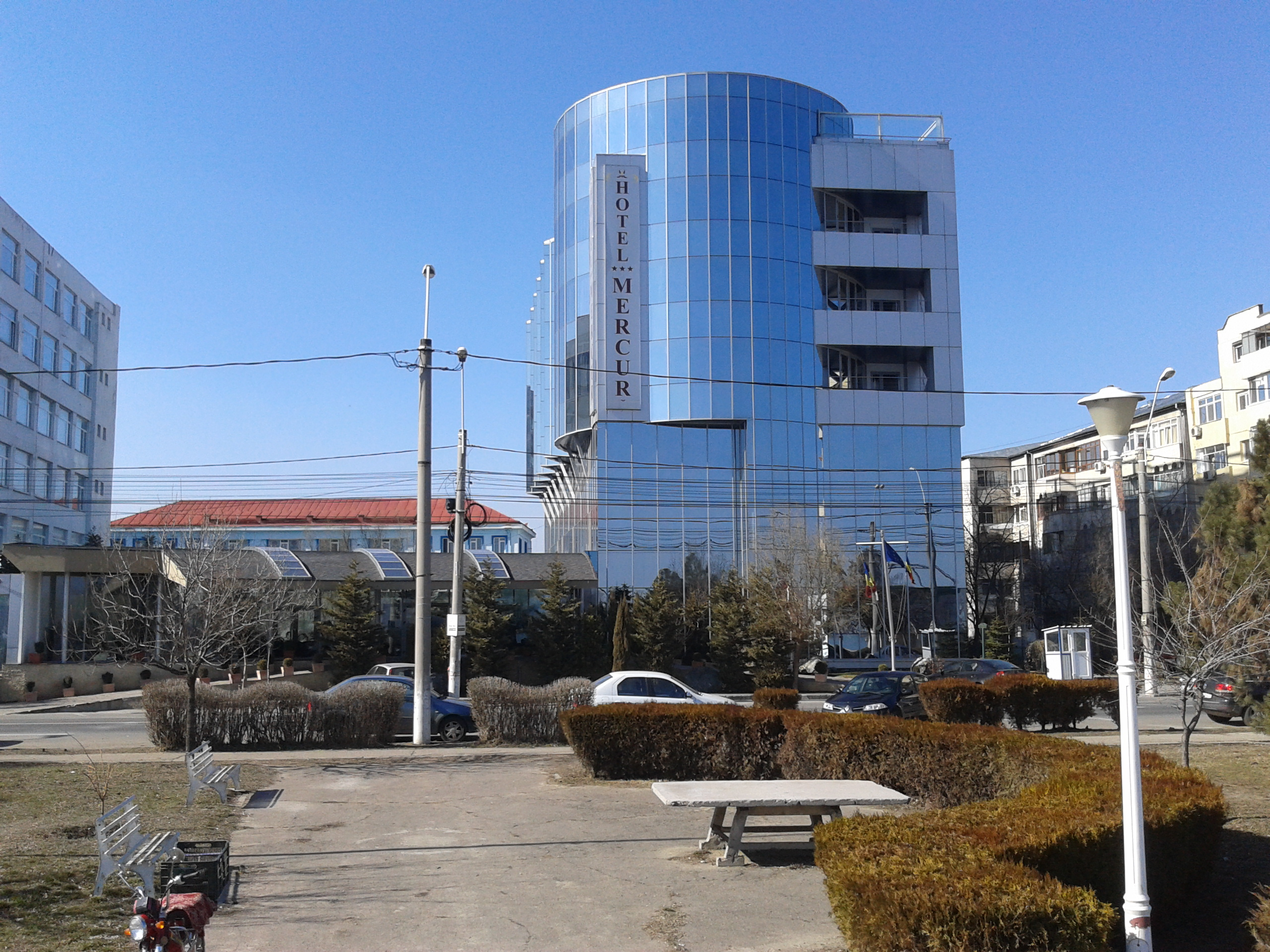
Hotel « Mercur ».

En 2018, la capacité d'hébergement touristique en exploitation était de 580 695 places-jours, avec une prépondérance des hôtels (71,8 %), suivis des auberges (12,6 %) et des villas touristiques (4,8 %), le nombre de nuitées dans la commune était de 139 830. La durée moyenne de séjour dans les unités d'accueil touristique de la ville de Galati a enregistré des valeurs comprises entre 2,24 et 1,81 nuits par touriste sur la période 2009-2019:165-167.

### Attractions touristiques
Certains monuments ont échappé aux violences de l'histoire et des dictateurs : une jolie cathédrale orthodoxe du XVIIe siècle, dédiée à Saint-Georges (Sfântu Gheorghe), et une autre église fortifiée, dédiée à la Vierge Marie (Sf. Precista) sur les rives du Danube (une légende dit qu'un tunnel a été creusé sous le fleuve à partir de l'église). Il y a aussi en ville un jardin public, un parc avec des sculptures, un jardin botanique et plusieurs musées. Une tour de télévision est ouverte au public: elle offre une belle vue sur la ville. Un opéra moderne vient d'ouvrir, et une promenade de plusieurs kilomètres le long de la rive gauche du Danube présente de grandes sculptures contemporaines en acier, de part et d'autre des routes qui traversent les deux terrasses de la rive du fleuve. L'avenue Domnească est la plus longue rue bordée de tilleuls d'Europe.

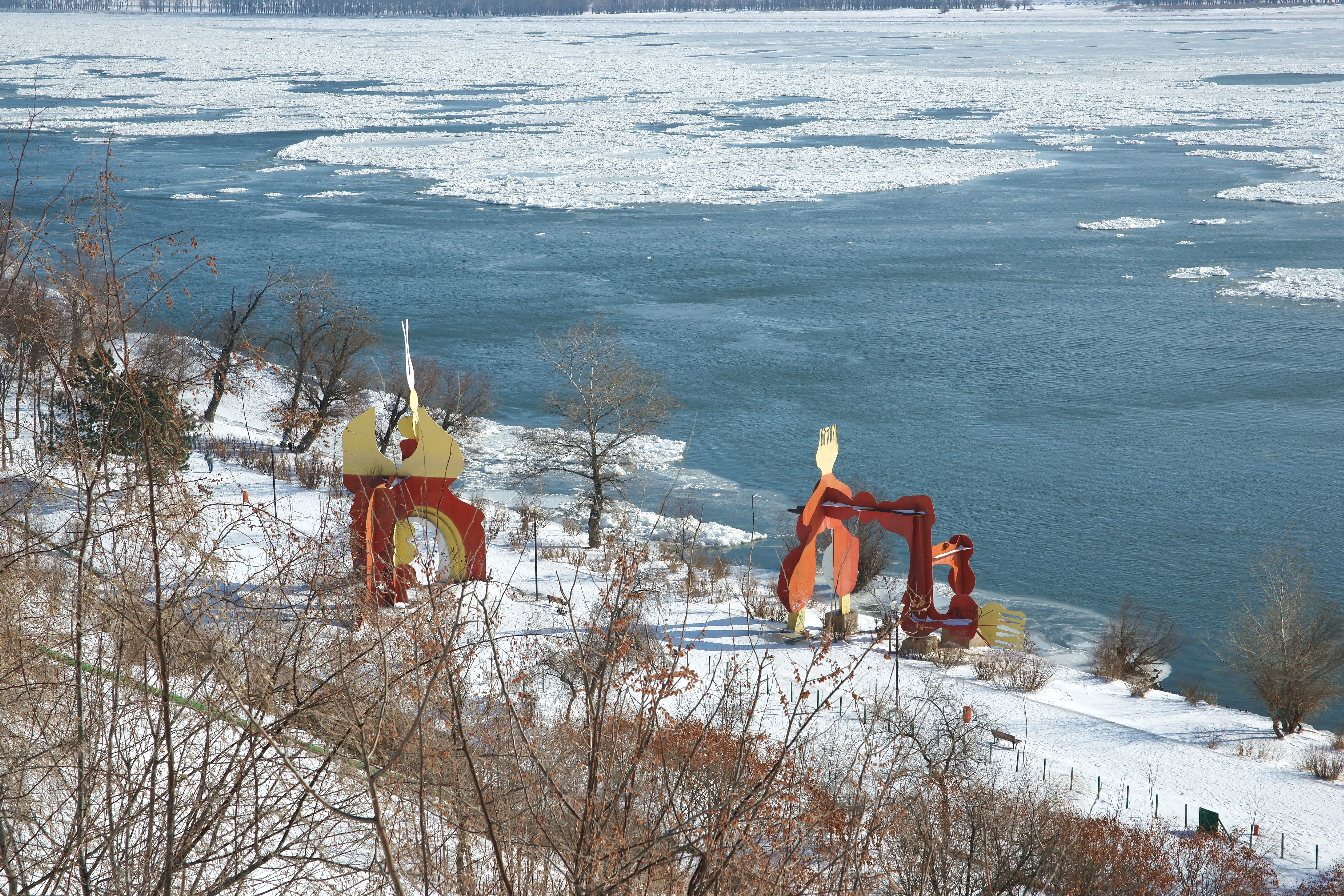
Grandes sculptures contemporaines en acier, en février, sur les rives du Danube gelé.

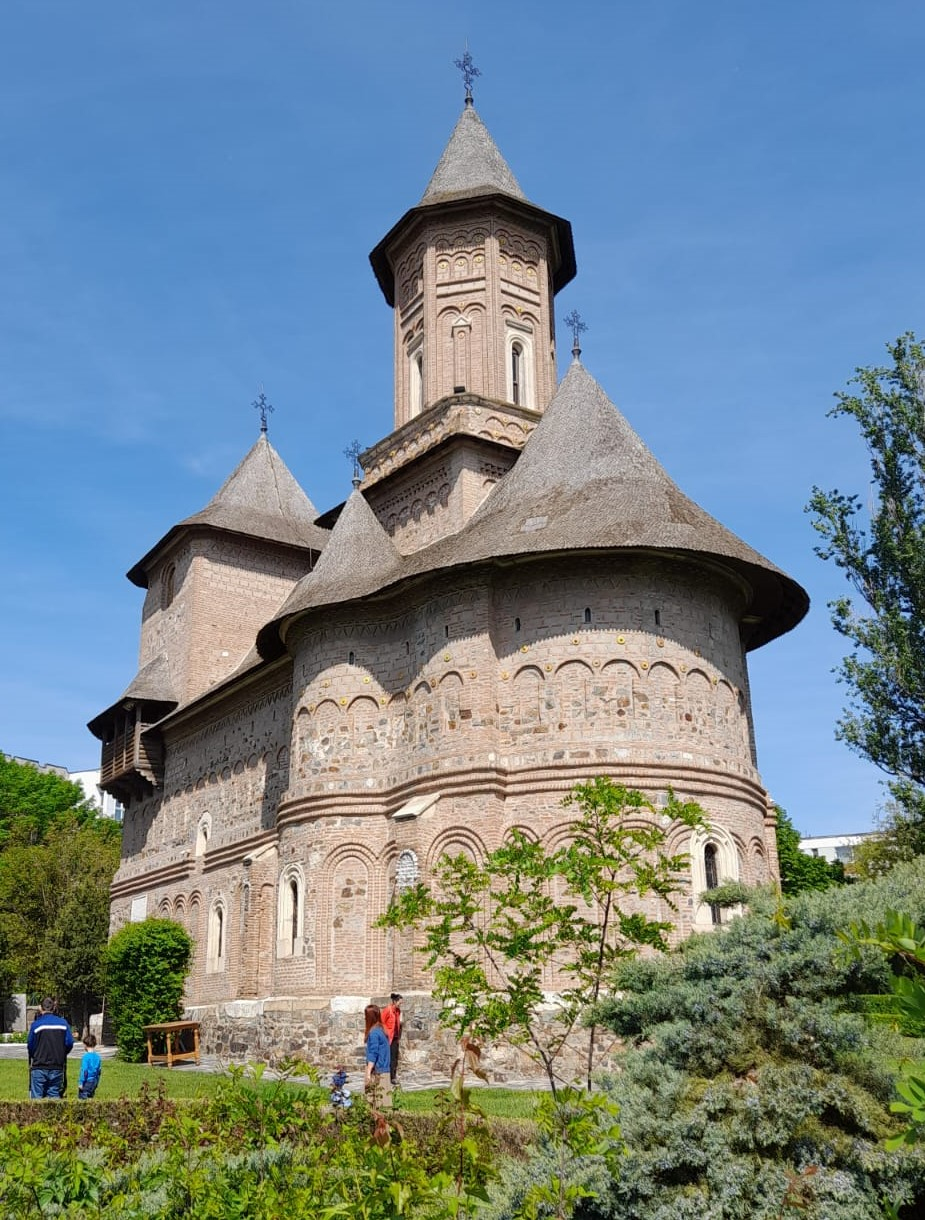
Église Cetate Precista sur la falaise du Danube

La rive du Danube à Galati est la plus longue digue fluviale paysagée de Roumanie. Les deux marches - la falaise supérieure et la falaise inférieure - ont été construites à la suite de la consolidation d'un relief relativement instable (un lit de loess formé il y a des milliers d'années). Ils s'étendent sur une longueur d'environ 4 kilomètres, parallèlement au cours du Danube, ce qui fait de la falaise de Galati la plus longue falaise d'Europe (sur le cours du Danube). Le complexe du musée des sciences naturelles Răzvan Angheluță est situé à proximité de la digue du Danube. Son jardin botanique domine la rive gauche du Danube, occupant une superficie de 18 hectares et abritant plus de 3 000 taxons. Le complexe comprend également le parc zoologique (d'une superficie d'environ 7 ha, situé dans la forêt de Gârboavele près de la ville de Galaţi, avec un patrimoine zoologique composé d'environ 90 spécimens de 23 espèces), l'aquarium, le planétarium (qui a un dôme de 7 mètres de diamètre, le visiteur ayant ici la possibilité de voyager imaginairement aux quatre coins de l'Univers), l'Observatoire astronomique (l'un des plus importants d'Europe du Sud-Est). Près du zoo, le Musée du village a été créé, un musée ethnoculturel qui restitue le monde des villages des deux rives du Prut, dans la région sud de la Moldavie et de la Bessarabie,.

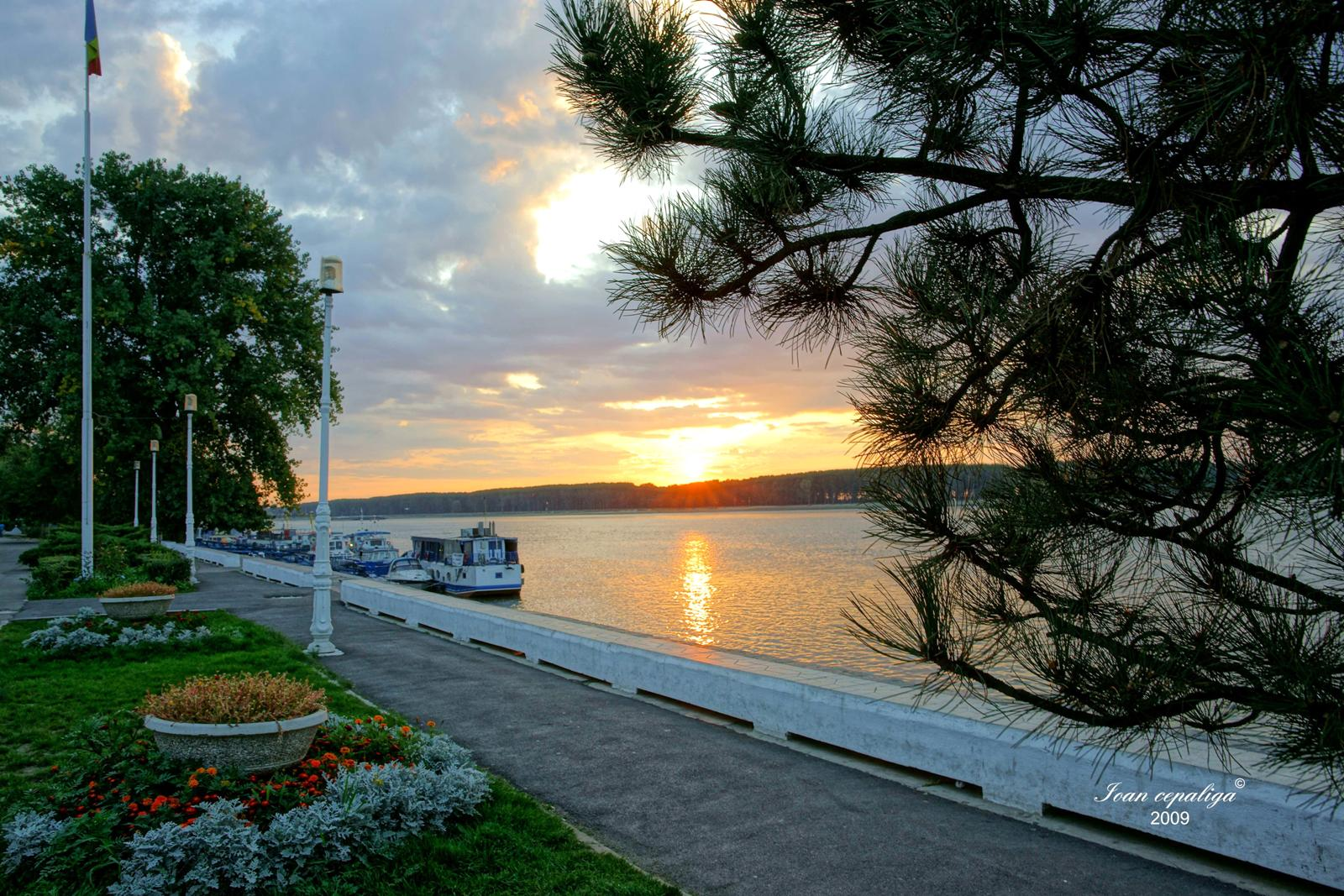
La falaise inférieure, l'un des lieux de promenade préférés des Galates
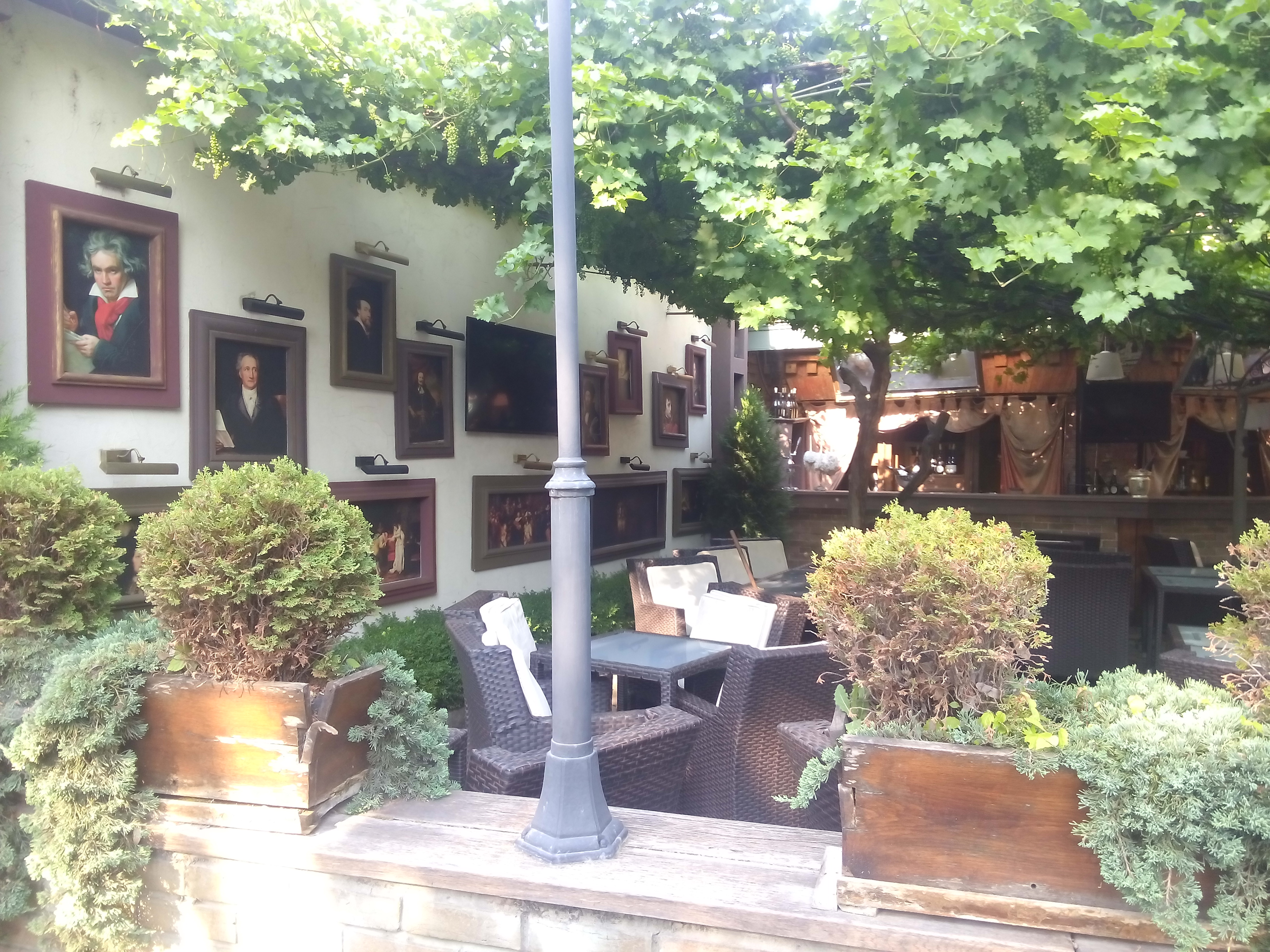
Un café terrasse à Galati
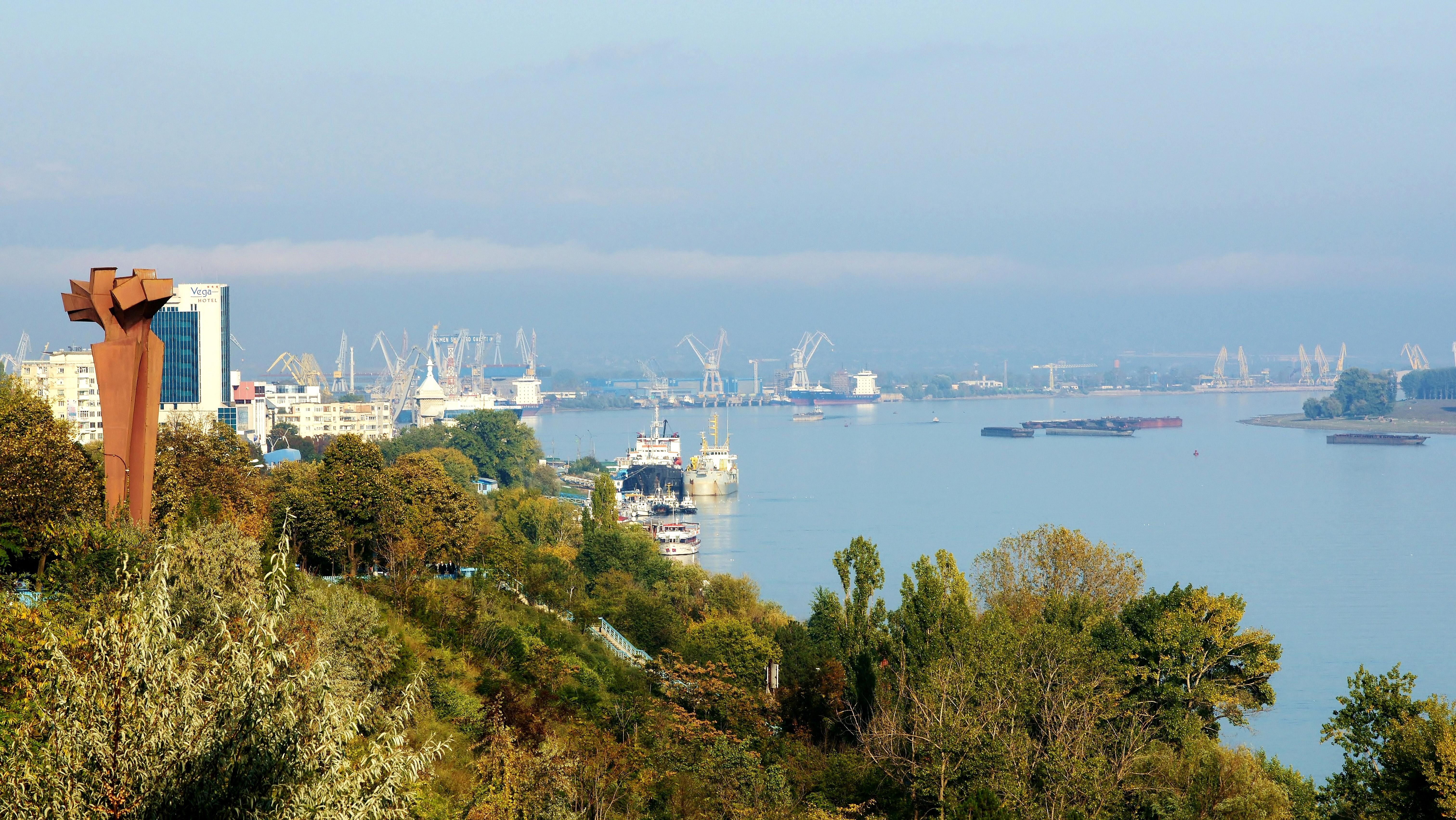
Galati, ville au bord du Danube
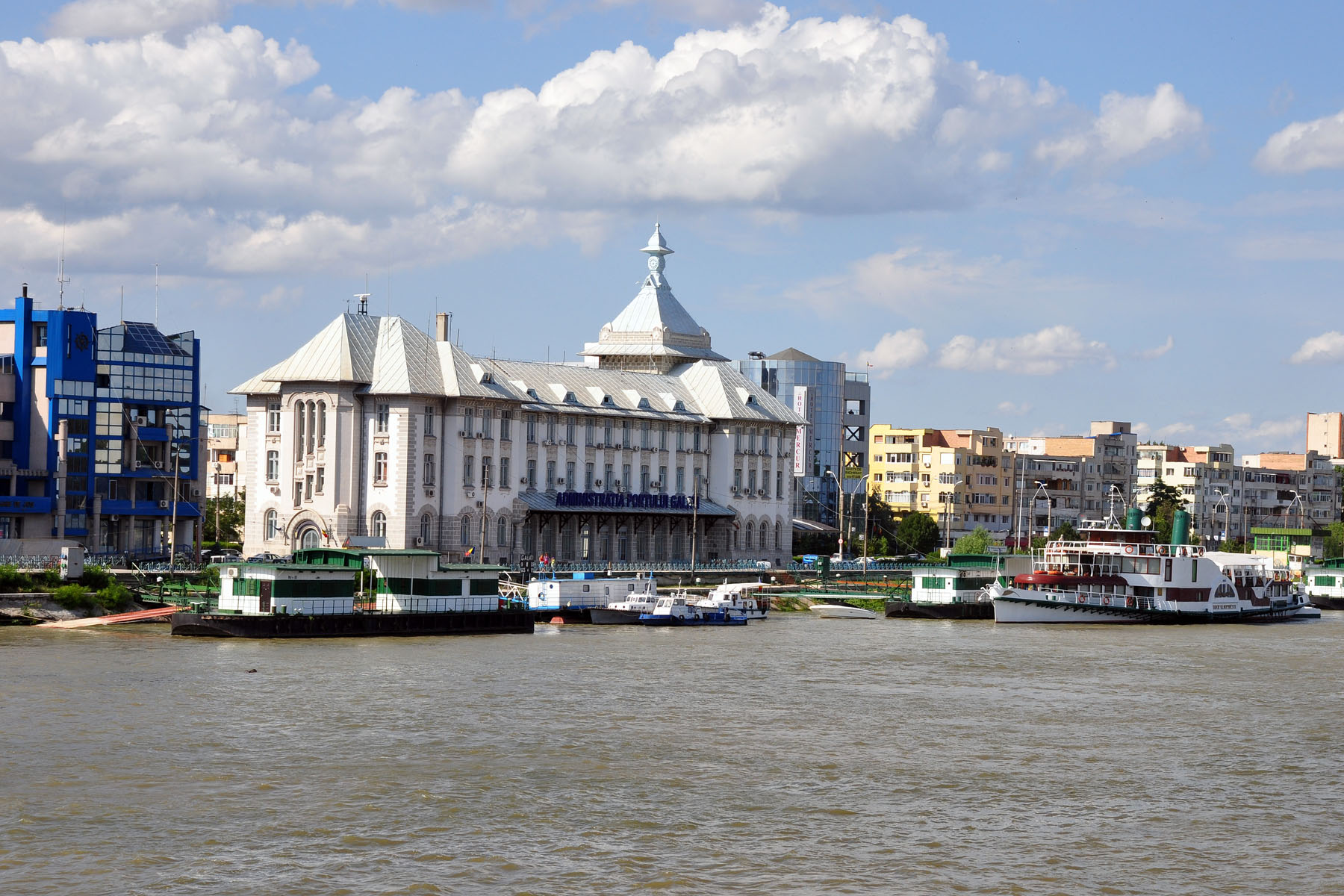
Le Palais de la Navigation - la gare fluviale de Galati
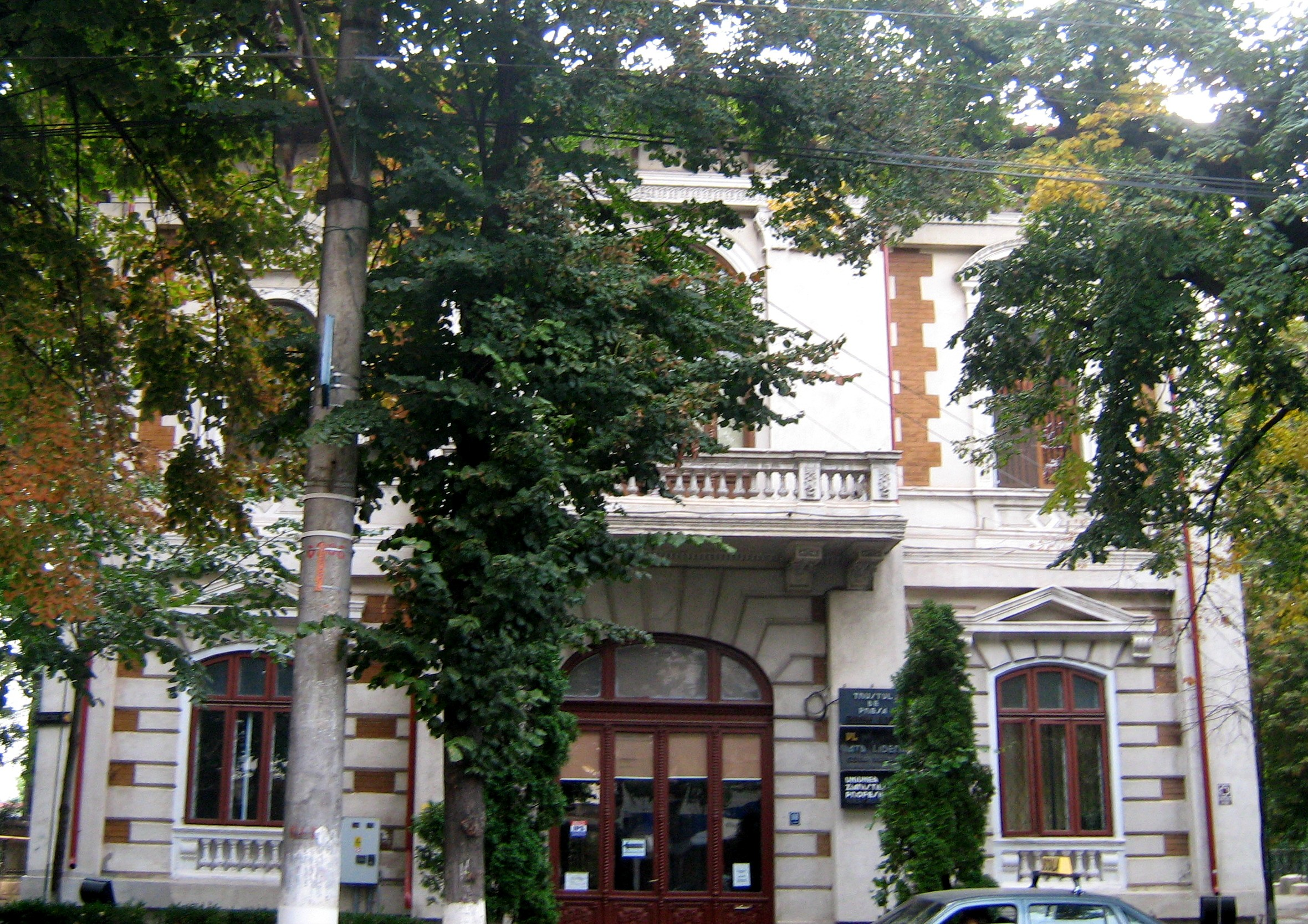
La maison « Costache Plesnilă », actuellement siège du quotidien Viata Liberă
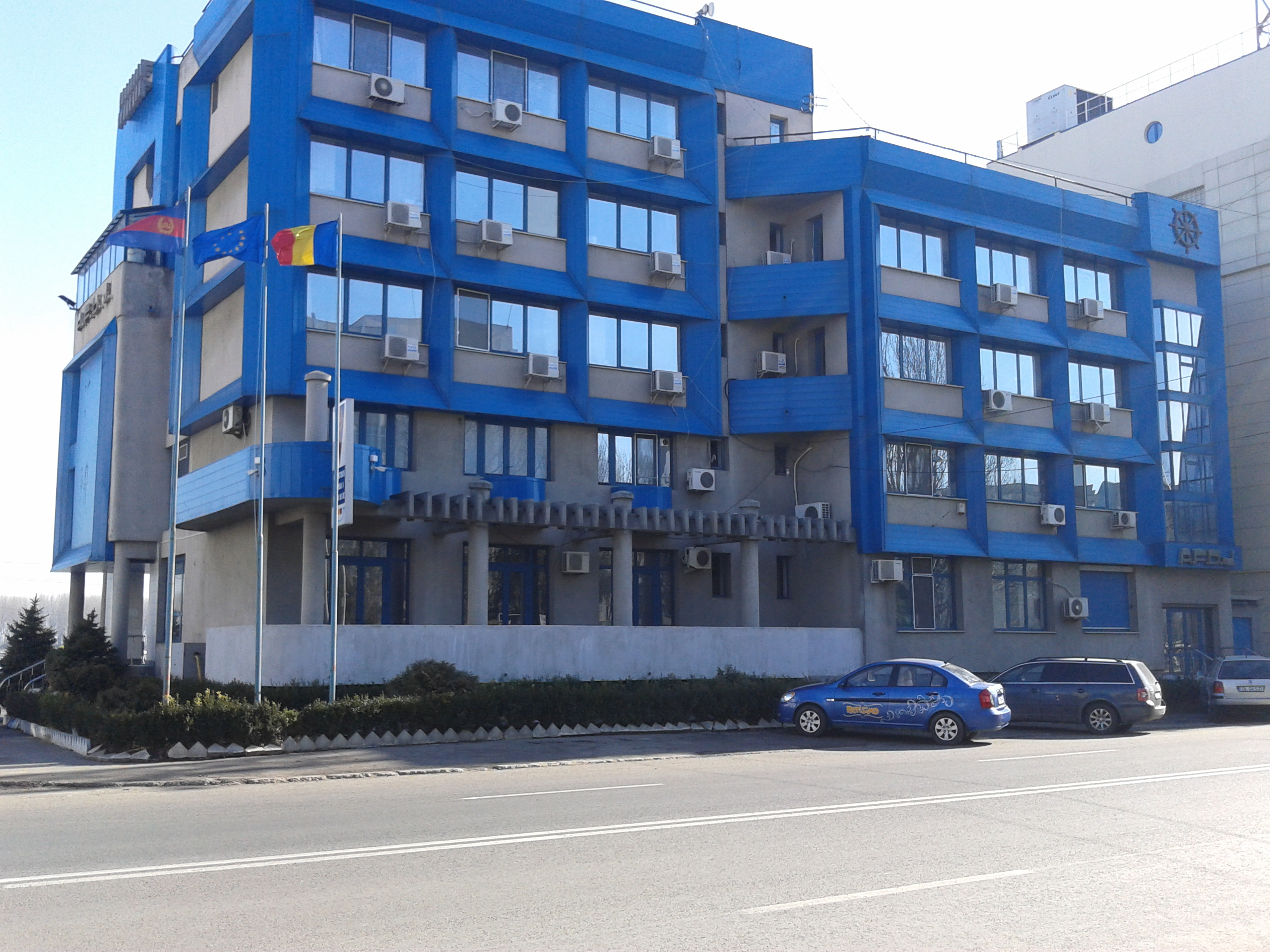
Capitainerie du port de Galați
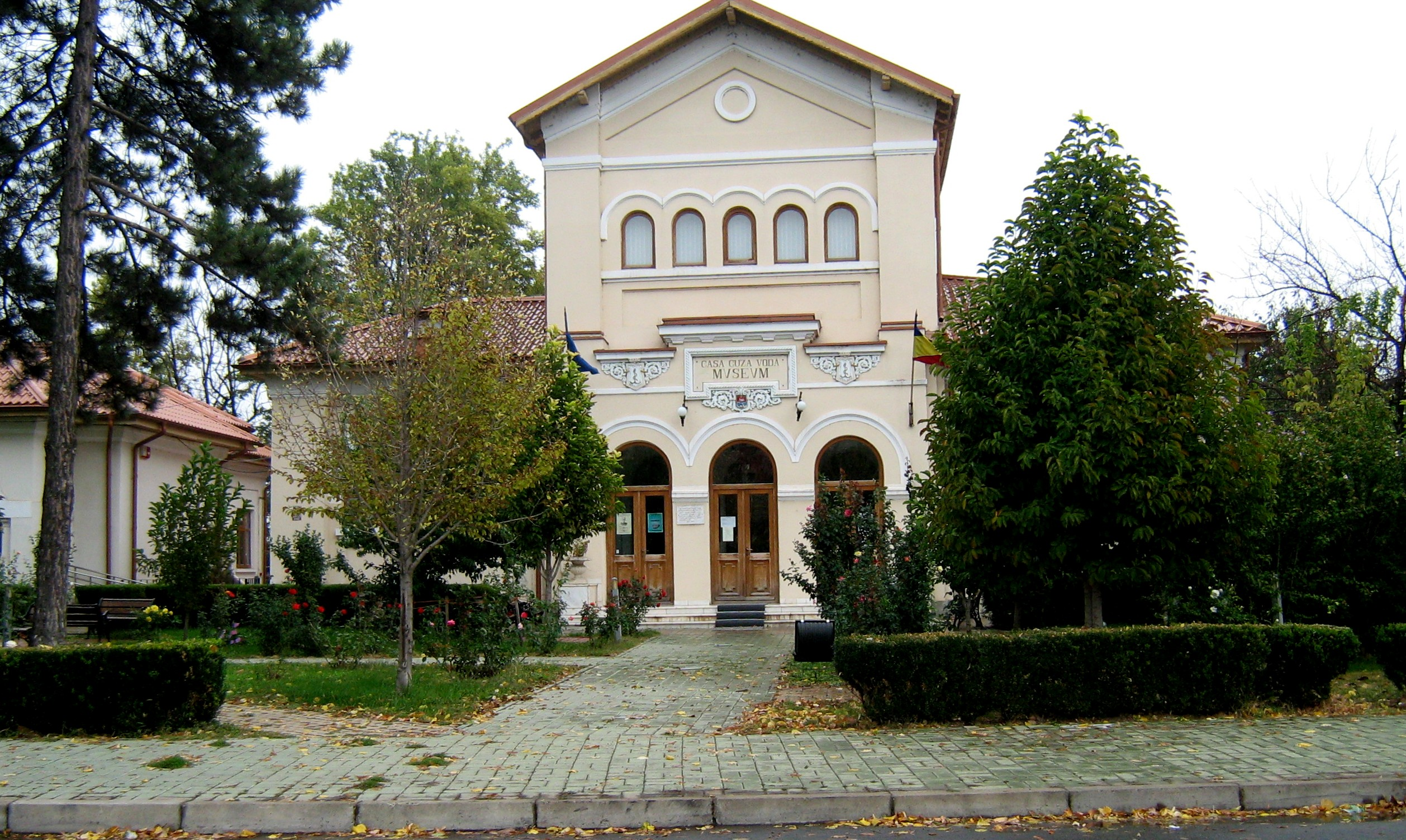
La maison parentale d'Alexandre Jean Cuza
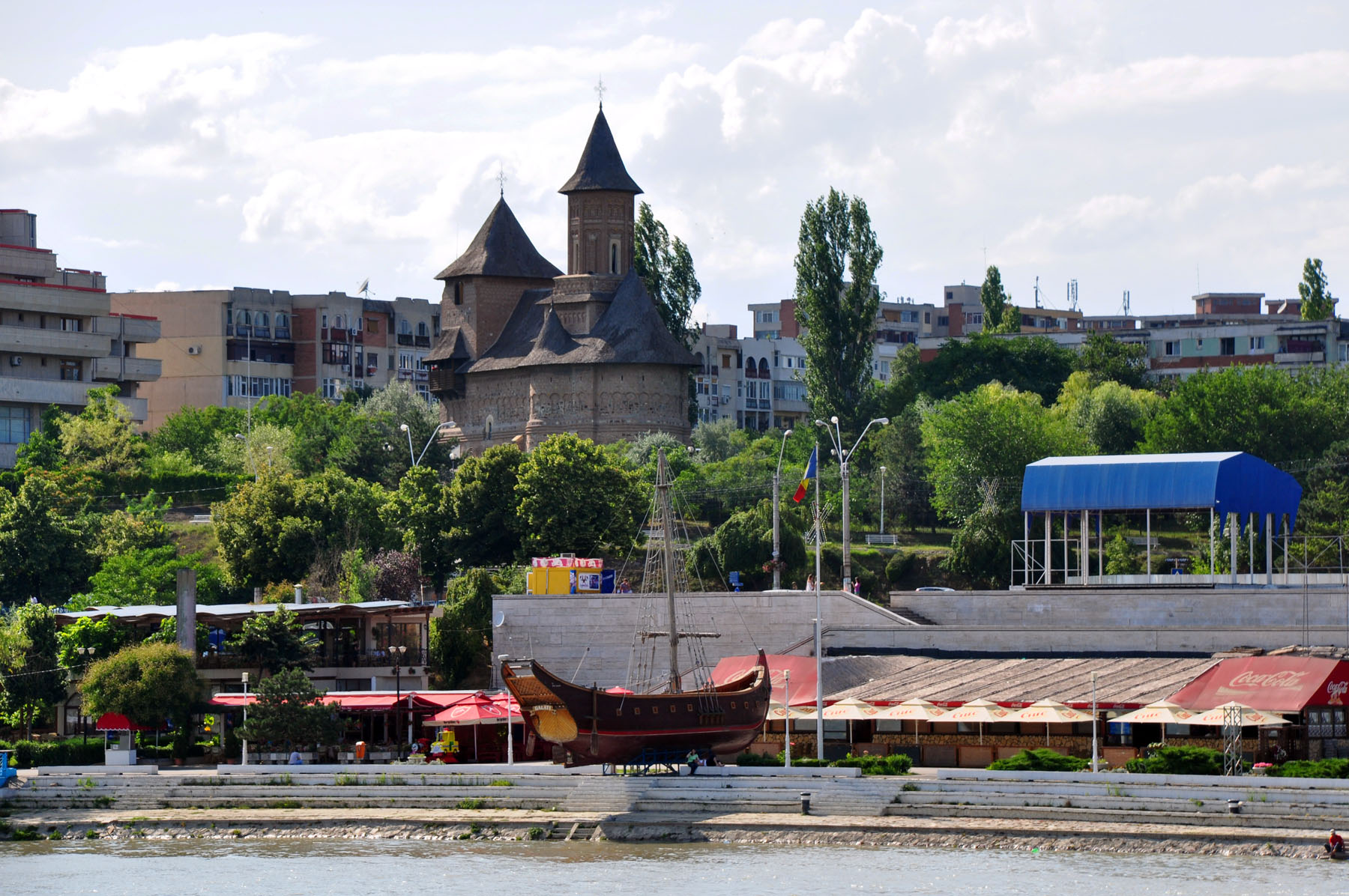
La rive du Danube à Galati
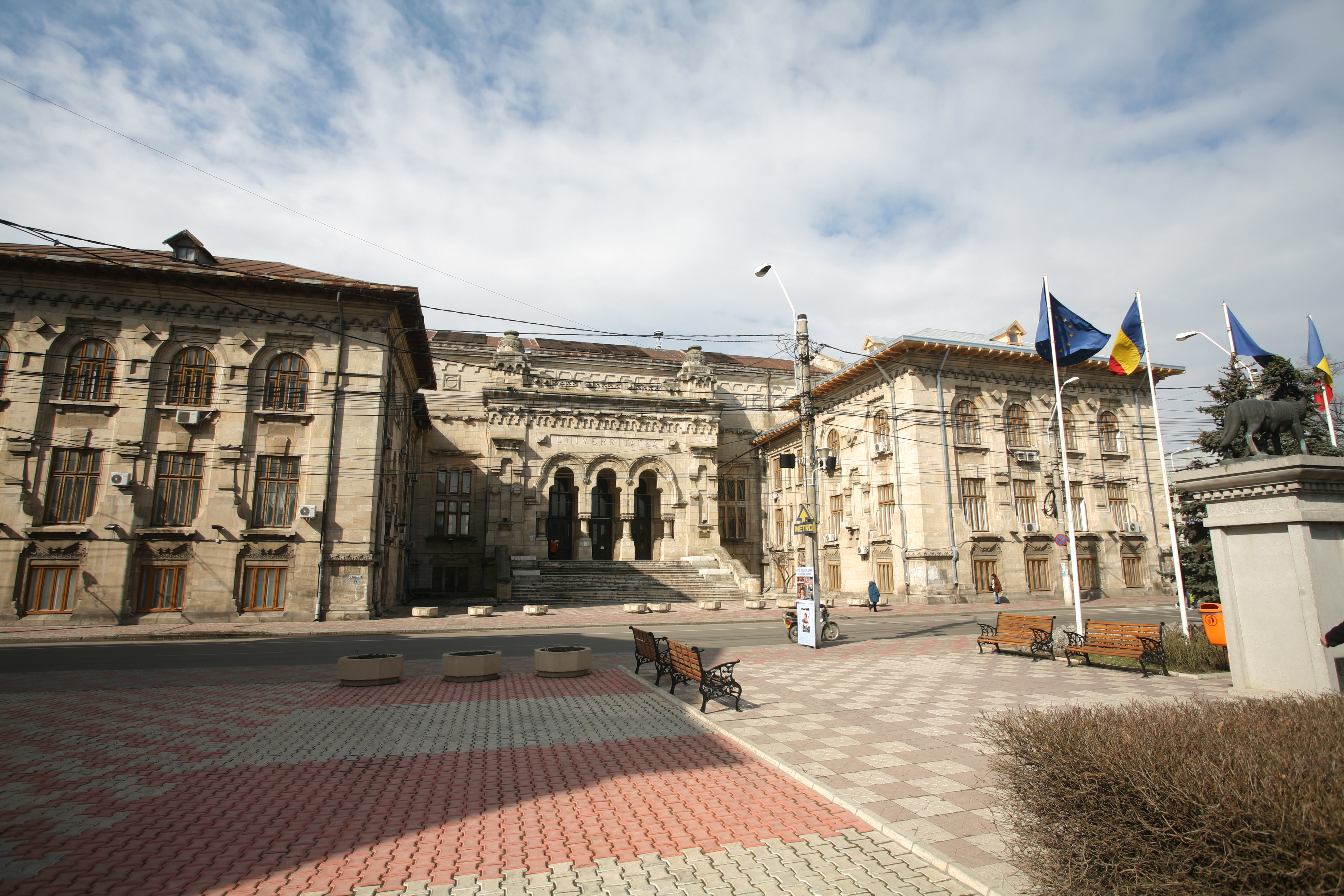
L'université Dunărea de Jos
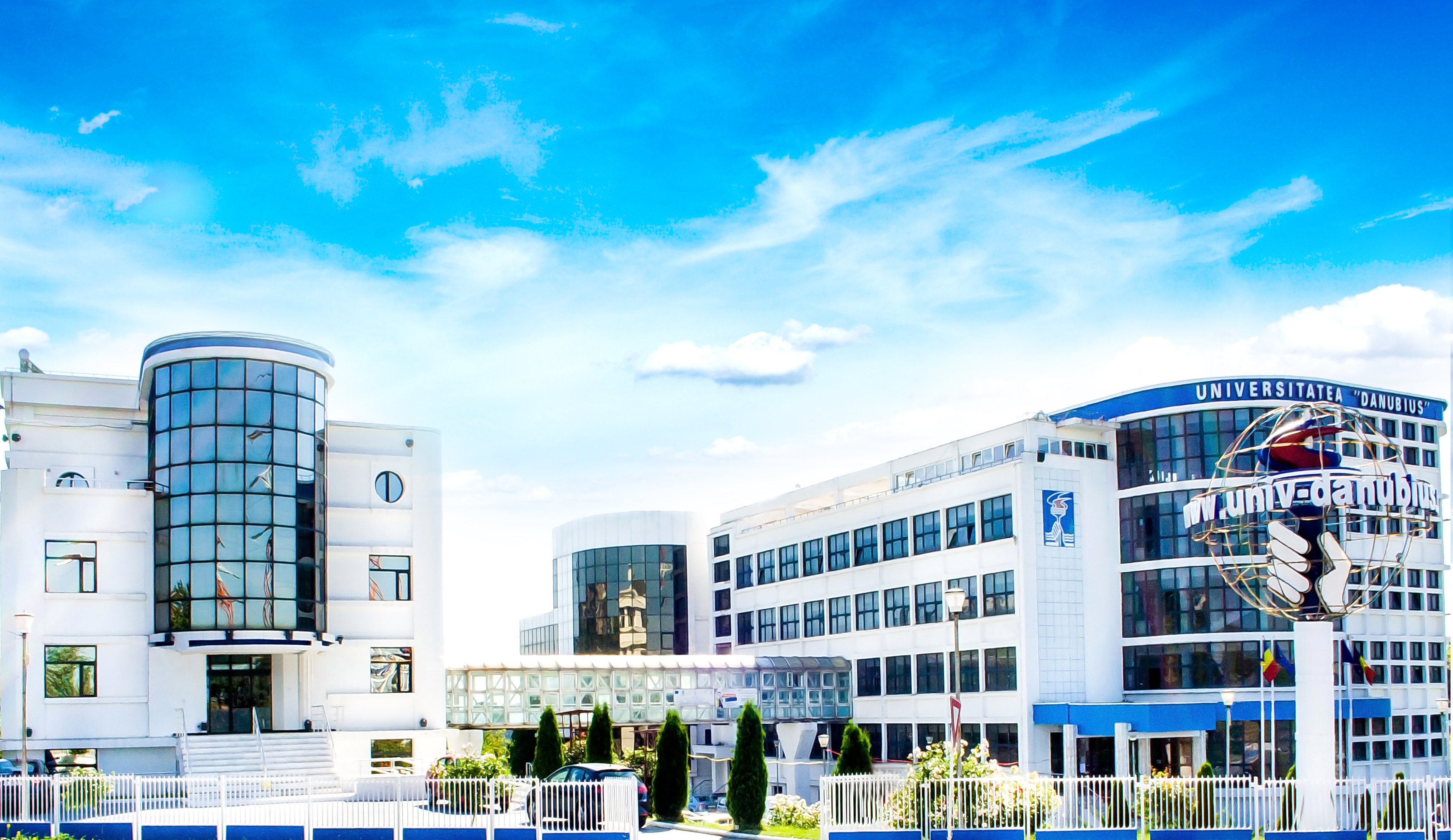
L'université Danubius
Cathédrale de l'archevêque orthodoxe Saint André l'Apôtre à Galati
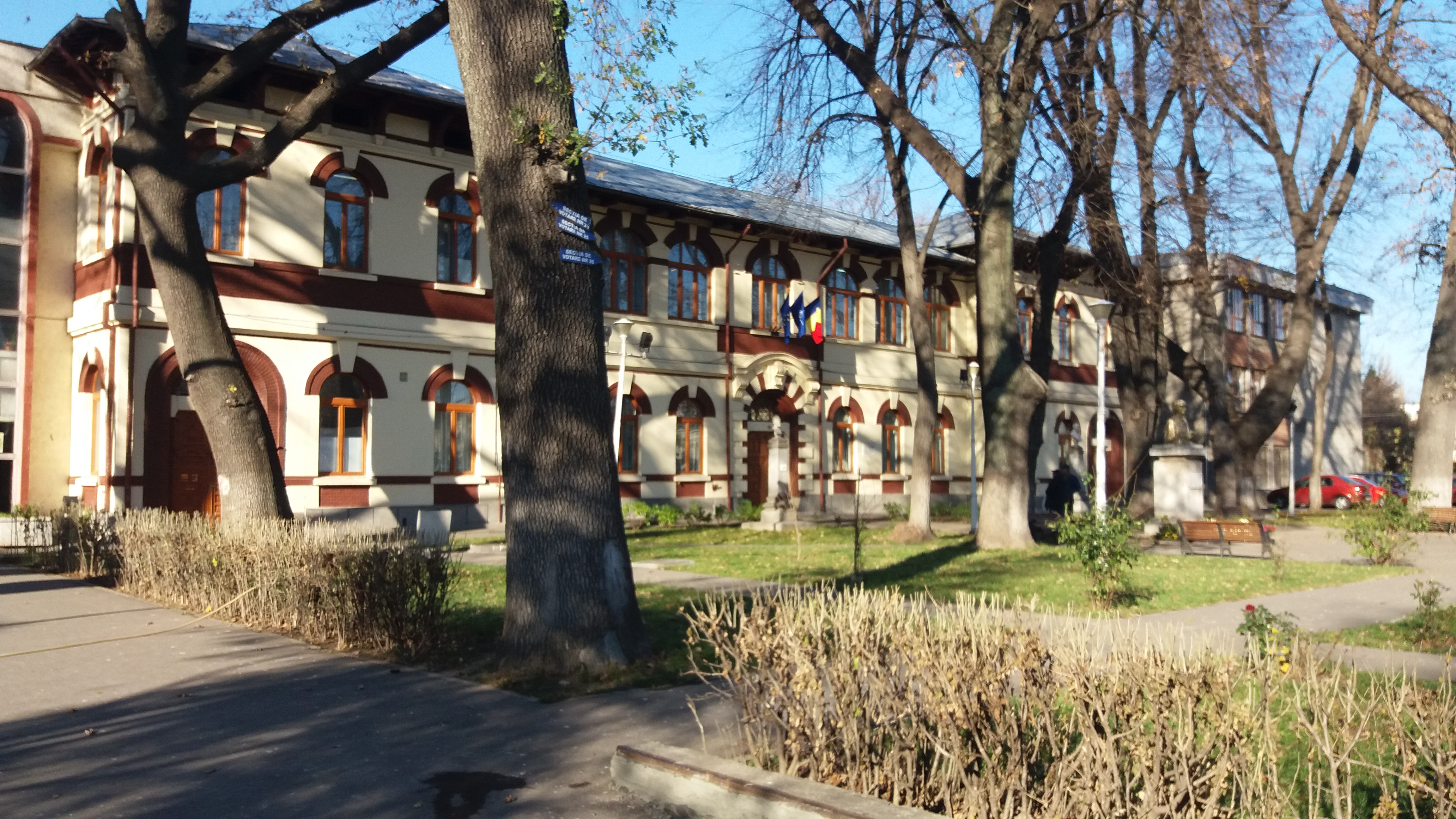
Le Collège National Vasile Alecsandri

## Personnalités liées à la ville
- Alexandre d'Albéca (1858-1896), géographe, explorateur et administrateur colonial français en Afrique, né à Galați.
- Alexandre Jean Cuza (1820-1873), burgrave de Galaţi (1856), Domnitor des Principautés unies;
- Constantin Levaditi (1874-1953), inframicrobiologiste naturalisé en France, membre honoraire de l'Académie Roumaine;
- Vasile Alexandrescu Urechia (1834 – 1901), historien et écrivain, son patronyme fut francisé en Basile Alexandresco, membre correspondant de l'Académie royale espagnole, de l'Académie italienne et de l'Institut d'ethnographie de Paris;
- Iosif Ivanovici (1845–1902), compositeur, chef d'orchestre du fanfare de Galaţi, l'auteur de la valse immortelle Les Flots du Danube,
- Ioan S. Nenițescu (1854-1901), dramaturge, monographe, poète, prosateur et écrivain roumain, membre correspondant de l'Académie Roumaine;
- Camil Ressu (1880-1962), peintre, membre titulaire de l'Académie Roumaine;
- Virgil Madgearu (1887-1940), économiste roumain, sociologue et politicien, membre posthume de l'Académie Roumaine;
- Iorgu Iordan (1888-1986), romaniste et linguiste, vice-président de l'Académie Roumaine;
- Heinrich Fischer-Galați (1879-1960), traducteur, éditeur et industriel juif; fondateur et président de la Société Espérantiste de Galati (la première société espérantiste de Roumanie, année 1904), de la Fédération des Sociétés Espérantistes de Roumanie et du Centre Espérantiste Roumain; il a été décoré de l'ordre de l'Étoile de Roumanie;
- Mihai Manea, professeur associé au département d'économie du Institut de technologie du Massachusetts, olympien international en mathématiques, diplômé de l'Université de Princeton, doctorat à Harvard;
- Nina Cassian (1924-2014), poétesse, essayiste et traductrice;
- Dimitrie Cuclin (1885-1978), musicologue
- Esmeralda Athanasiu-Gardeev (1834-1917), compositrice roumaine, y est née;
- Heinrich Kanner (1864-1930), écrivain, journaliste et éditeur de presse autrichien, y est né;
- Pierre Bellet (1865-1924), peintre français, y est né;
- Elisa Leonida Zamfirescu (1887-1973), ingénieure chimiste roumaine, y est née;
- Maria Cândea (1889-1974), professeure roumaine de français, docteure en lettres, y est née;
- Lica Gheorghiu, (1928-1987) actrice roumaine et fille de Gheorghe Gheorghiu-Dej, y est née;
- Benjamin Dolingher (1929-2015), écrivain vaudois, y est né;
- Marian Sava (1950-), sculpteur belge, y est né;
- Ilan Gilon (1956-2022), homme politique israélien, y est né;
- Viorica Susanu (1975-), quadruple championne olympique d'aviron.
- Lucian Bute (1980-), boxeur roumano-canadien et champion de l’IBF de 2007 à 2012, y est né.
- Eti-Rosa Spirer, première architecte bessarabe, y est née.